# Helsinki
Helsinki (finnisch Helsinkiⓘ [ˈhɛlsiŋki], schwedisch Helsingforsⓘ [hɛlsɪŋˈfɔrs]) ist die Hauptstadt Finnlands. Sie liegt in der Landschaft Uusimaa im Süden des Landes an der Küste des Finnischen Meerbusens und ist die nördlichste Hauptstadt eines EU-Mitgliedstaates. Mit 664.028 Einwohnern (Stand 31. Dezember 2022) ist Helsinki die mit Abstand größte Stadt Finnlands und drittgrößte Stadt der Nordischen Länder, nach Stockholm und Oslo.
Zusammen mit den Nachbarstädten Espoo, Vantaa und Kauniainen bildet es die sogenannte Hauptstadtregion, einen Ballungsraum mit etwa 1,49 Millionen Einwohnern und damit den nördlichsten Ballungsraum der Welt mit über einer Million Einwohnern. Helsinki ist das politische, wirtschaftliche, wissenschaftliche und kulturelle Zentrum Finnlands. Rund sechs Prozent der Einwohner Helsinkis sind schwedischsprachig, offiziell ist die Stadt zweisprachig.
Helsinki liegt 80 km nördlich von Tallinn, Estland, 400 km östlich von Stockholm, Schweden, und 300 km westlich von Sankt Petersburg, Russland. Es hat enge historische Verbindungen zu diesen drei Städten.
Die Stadt wurde unter dem schwedischen Namen Helsinge fors im Jahr 1550 während der schwedischen Herrschaft gegründet, blieb aber lange unbedeutend. Kurz nachdem Finnland unter russische Herrschaft gekommen war, wurde Helsingfors 1812 zur Hauptstadt des neugegründeten Großfürstentums Finnland bestimmt und löste so Åbo (finnisch Turku) als wichtigste Stadt des Landes ab. Der offizielle Gebrauch des finnisierten Namens Helsinki begann erst 1819.
Seit 1917 ist Helsinki Hauptstadt des unabhängigen Finnlands.

## Etymologie
Der schwedische Name der Stadt Helsingfors stammt vom Namen des Kirchspiels Helsinge und dem Fluss Helsingån (heute Vanda å), an dessen letzter Stromschnelle (schwedisch fors) vor der Mündung die Stadt gegründet wurde. Der Ursprung des Namens Helsinge ist umstritten. Entsprechend einer seit den 1630er Jahren geltenden Auffassung hätten Neusiedler aus dem schwedischen Hälsingland, die sich im 13. Jahrhundert am Finnischen Meerbusen ansiedelten, dem Fluss Helsingån den Namen ihrer Heimat gegeben. Heute wird diese Theorie in Frage gestellt, weil Dialektologen zeigen konnten, dass die Neusiedler tatsächlich aus Uppland und benachbarten Gebieten stammten. Der Name Helsinge kann somit nicht auf das Ethnonym der Neusiedler zurückgehen und beschreibt wahrscheinlich eine Eigenschaft in der Landschaft. Diese könnte mit dem „Hals“ des Flusses zu tun haben, d. h. der schmalen Stelle an der Stromschnelle. Der gleichlautende Wortteil findet sich außer im Namen der schwedischen historischen Provinz Hälsingland auch in den Namen anderer Städte, die in Verbindung zu einer Meerenge stehen, z. B. Helsingborg und Helsingør.
Als die Stadt 1550 an der Mündung des Helsingån gegründet wurde, bekam sie den Namen Helsinge fors. Die Stromschnelle heißt heute auf Schwedisch Gammelstadsforsen (finnisch Vanhankaupunginkoski). Lokal nannte man die Stadt Helsinge oder Helsing, was auf Finnisch zu Helsinki wurde. Der finnische Name der Stadt ist in offiziellen Dokumenten erstmals 1819 in Verordnungen des Finnischen Senats belegt. Erst seit dem 20. Jahrhundert wird im internationalen Kontext vorwiegend der finnische Name verwendet (außer in Schweden und Norwegen).
Im lokalen Slang sagt man Stadi, eine finnisierte Form des schwedischen Wortes stad („Stadt“). Besonders außerhalb des Stadtgebiets ist Helsinki als Hesa bekannt. Beide Namen werden sowohl von Finnen als auch Finnlandschweden verwendet. Auf Nordsamisch heißt Helsinki Helsset. Der Name Helsinki wird in Schriftform oft zu Hki (früher: H:ki) verkürzt; die entsprechende Abkürzung für Helsingfors ist H:fors.
Als Helsingfors 1812 Finnlands Hauptstadt wurde, kam der Vorschlag auf, es (nach Zar Alexander I.) in Alexandria umzubenennen; doch diese Idee verfiel.

## Geografie

### Lage und natürliche Gegebenheiten
Helsinki liegt im Süden des Landes in der Landschaft Uusimaa an der Küste des Finnischen Meerbusens gegenüber der estnischen Hauptstadt Tallinn. Wie in ganz Finnland gilt in Helsinki die Osteuropäische Zeit, im Winter liegt es daher in der Zone UTC+2, im Sommer in der Zone UTC+3.
Helsinki erstreckt sich auf einer Fläche von 715 km², wovon 214 km² Land sind, über das Festland und etwa 300 vorgelagerte Schären. Die mehr als 100 Kilometer lange Küstenlinie ist mit zahlreichen Buchten und Halbinseln stark gegliedert. Im Laufe der letzten Jahrhunderte wurden zahlreiche Aufschüttungen vorgenommen, die die Küstenlinie teils stark verändert haben. Beispielsweise lag der zentrale Stadtteil Kluuvi noch Anfang des 19. Jahrhunderts unter Wasser.
Der Vantaanjoki durchfließt die nördlichen Außenbezirke Helsinkis und mündet im Stadtteil Vanhakaupunki, dem ursprünglichen Gründungsort Helsinkis, ins Meer. Für Finnland eher untypisch, gibt es auf dem Stadtgebiet Helsinkis nur neun kleine Seen oder Teiche. Das Gelände ist, wie auch das sonstige Südfinnland, von Rundhöckern, also flachen, leicht ansteigenden Hügeln aus Granitfelsen bestimmt. Mit dem Gestein Helsinkit hat die Stadt auch einer lokalen Granit- bzw. Unakit-Varietät ihren Namen gegeben. Die höchste Stelle im Stadtgebiet ist mit 90 Metern eine Aufschüttung von Bauaushub im Teilgebiet Malminkartano. Die höchste natürliche Erhebung befindet sich im Teilgebiet Kivikko und erreicht 62 Meter über dem Meeresspiegel.
Von der Landfläche Helsinkis besteht etwa die Hälfte aus diversen Grüngebieten (Wälder, Parks, landwirtschaftlich genutzte Flächen) (einer anderen Quelle zufolge 36 %, davon 22 % Wald). Große zusammenhängende Grüngebiete finden sich vor allem in den nördlichen und östlichen Außenbezirken. Neben dem für Finnland typischen borealen Nadelwald finden sich auch vereinzelt Haine mit sommergrünem Laubwald. Auf den äußeren Inseln ist die Vegetation teilweise recht karg, andererseits lebt dort eine große Vielfalt von Vogelarten. Es gibt in Helsinki 50 Naturschutzgebiete mit einer Gesamtfläche von 684 ha.
Von den etwa 300 Inseln ist mehr als die Hälfte kleiner als 0,5 ha; etwa 50 Inseln sind größer als 3 ha. Zu den bekanntesten Inseln zählen die Ausflugsinseln Korkeasaari (mit einem Zoo), Seurasaari (mit einem Freilichtmuseum) und die Pihlajasaaret. Die historische Seefestung Suomenlinna erstreckt sich über mehrere, künstlich miteinander verbundene Inseln. Zu den flächenmäßig größten Inseln zählen die Wohngebiete Laajasalo und Lauttasaari und die Garnisonsinsel Santahamina.

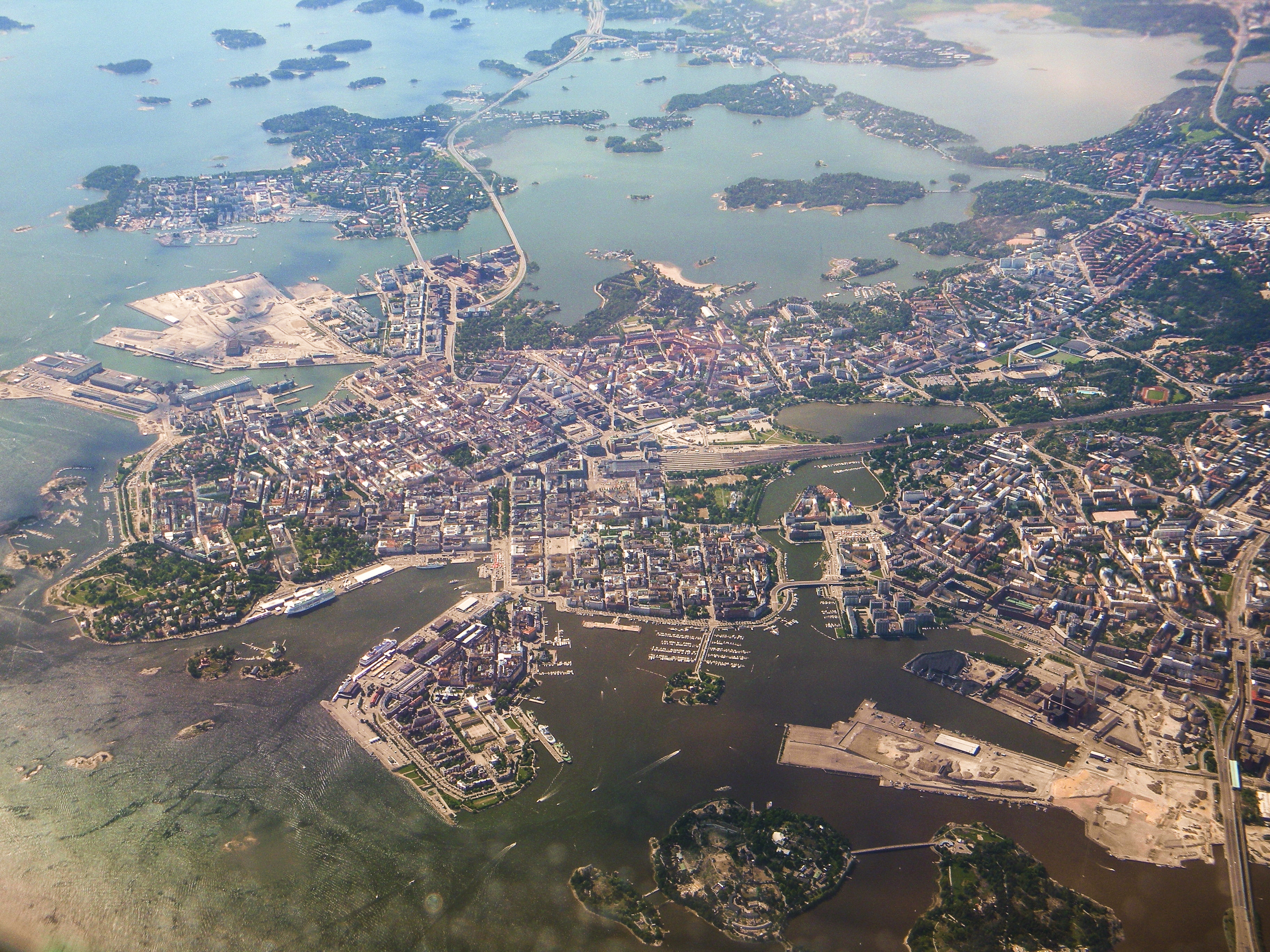
Helsinki aus der Luft
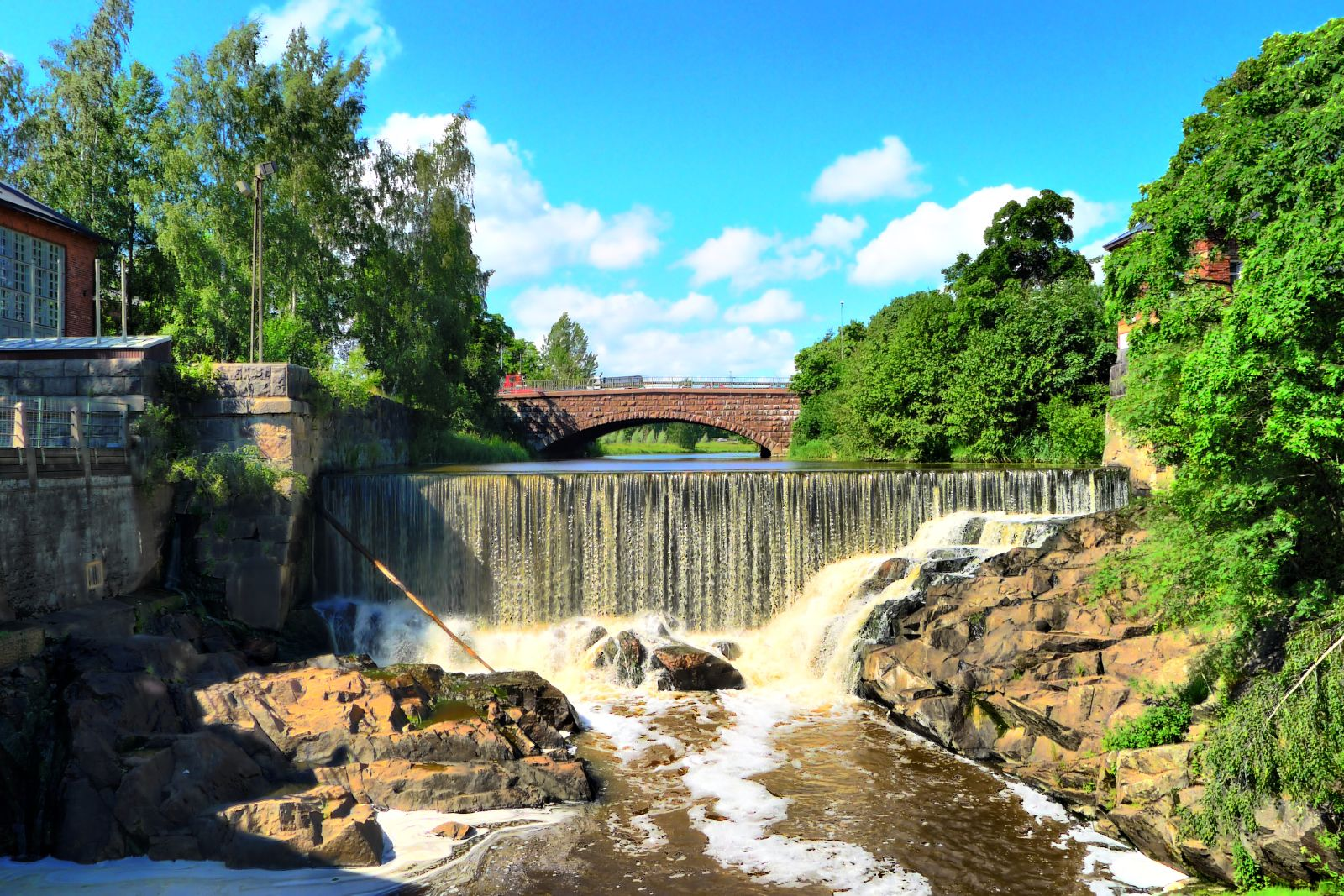
Fluss Vantaanjoki in Vanhakaupunki
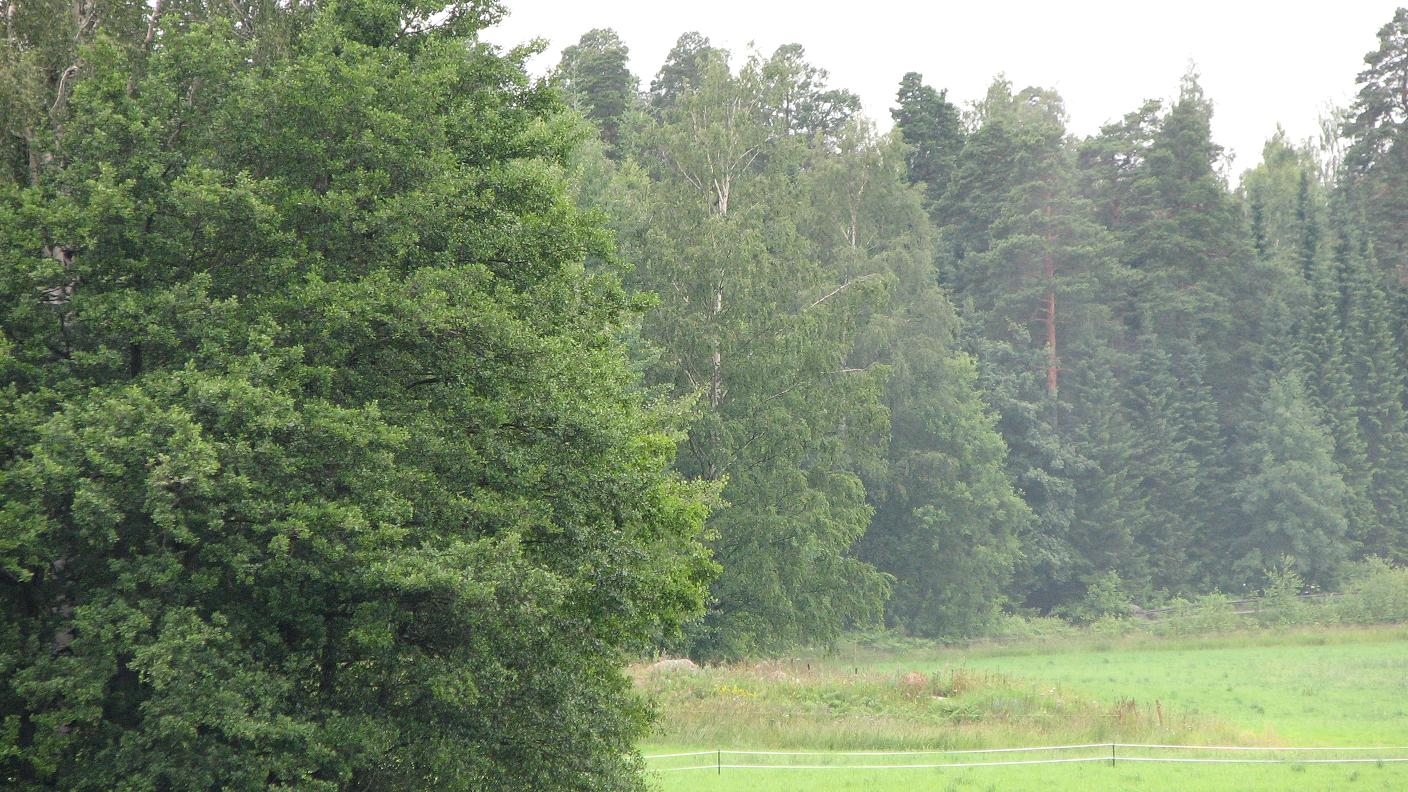
Wald im Stadtteil Viikki
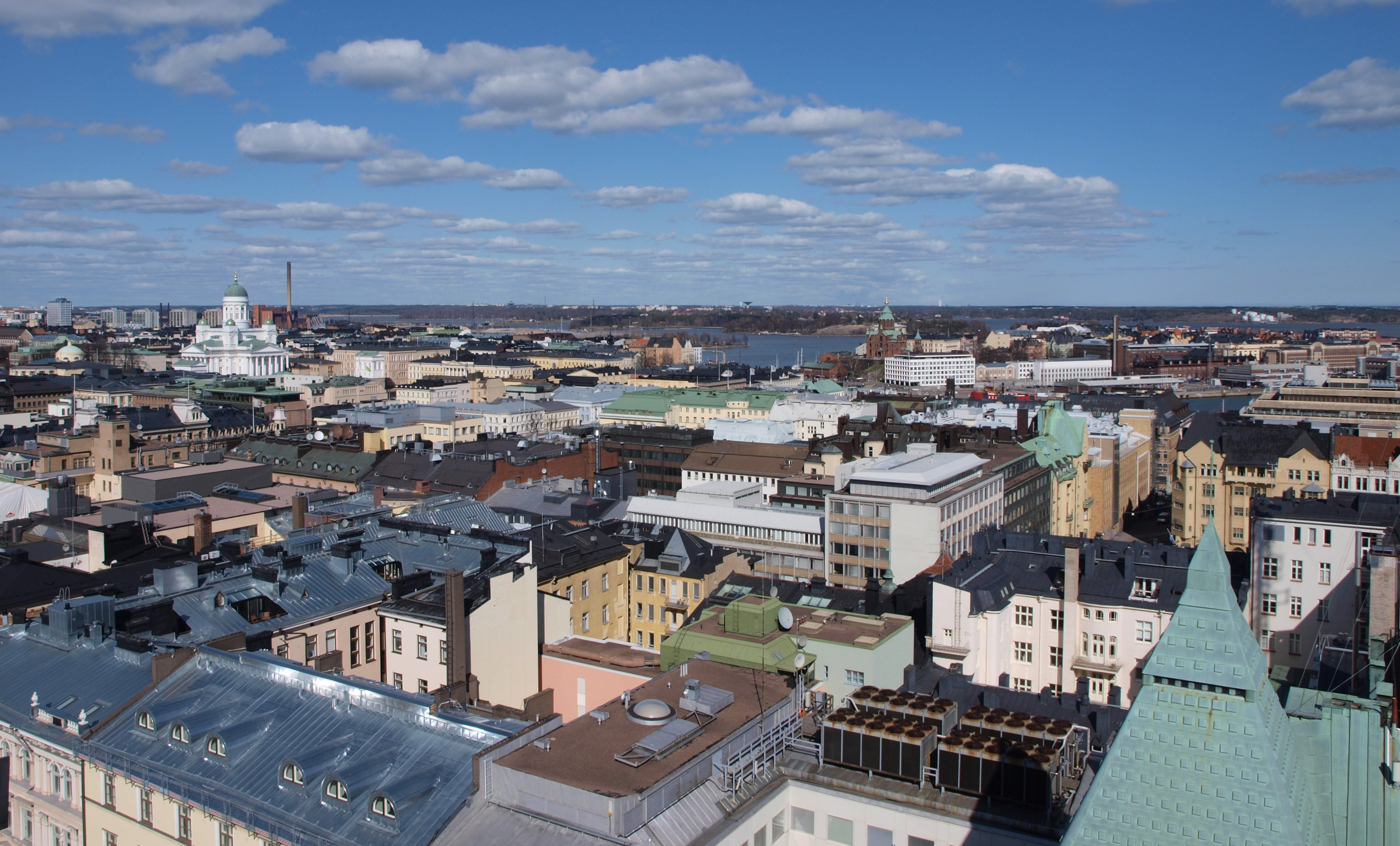
Blick auf das Zentrum Helsinkis
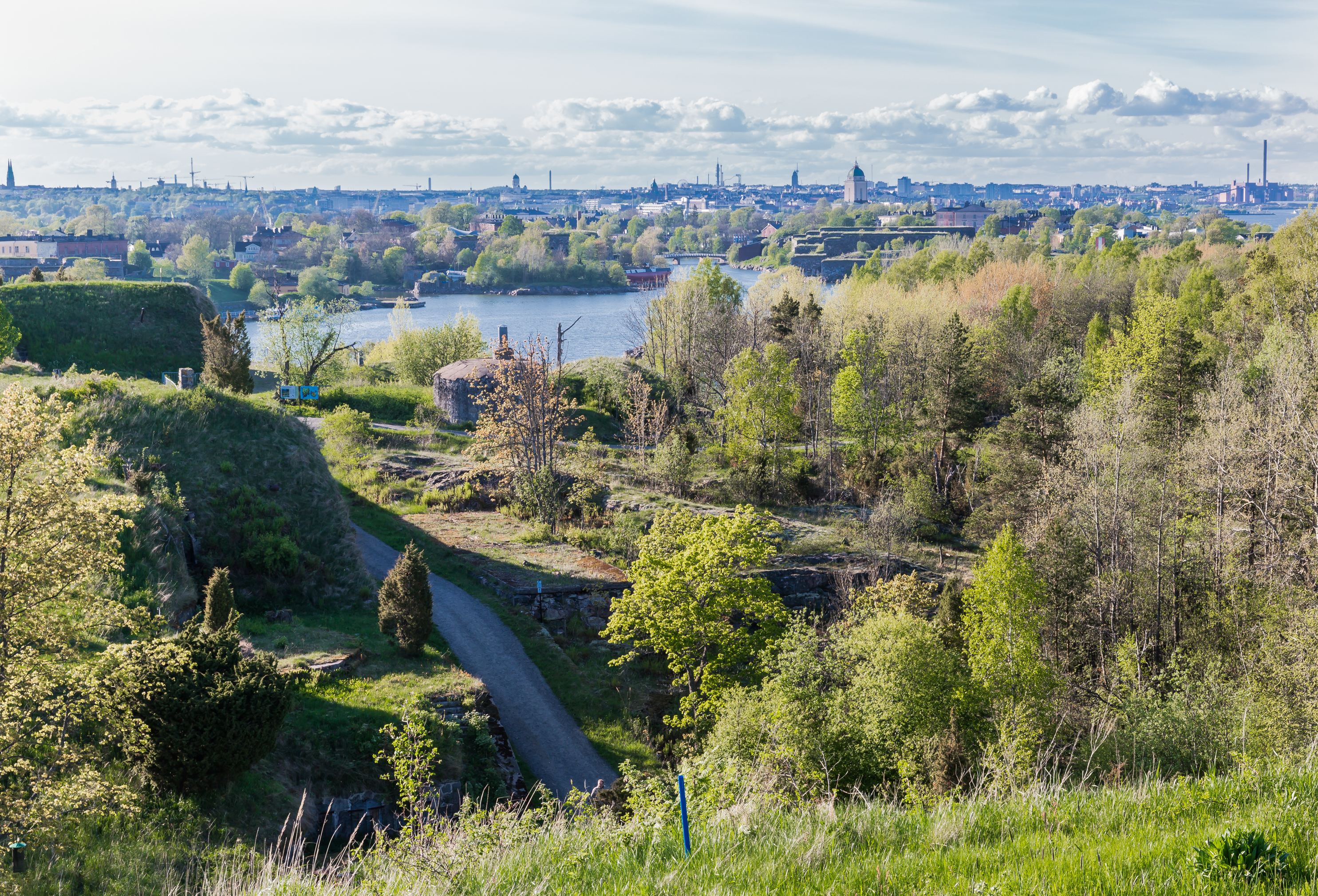
Blick von Vallisaari auf Suomenlinna und Helsinki

### Siedlungsstruktur

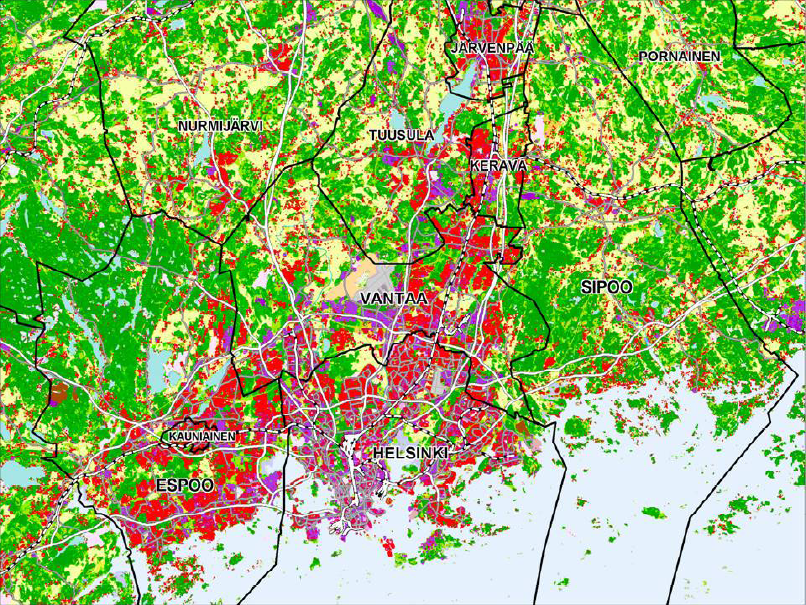
Landnutzung in der Hauptstadtregion (2005, mit den damaligen Gemeindegrenzen)

Das Stadtzentrum befindet sich auf einer Halbinsel im Südwesten des Stadtgebietes. Charakteristisch für Helsinki ist der große Unterschied zwischen der historisch gewachsenen, dicht bebauten Kernstadt (kantakaupunki) auf der Halbinsel und den wesentlich großzügiger angelegten, seit der Mitte des 20. Jahrhunderts entstandenen Neubaugebieten, die sich nördlich, westlich und östlich anschließen. Letztere reichen bis in das Gebiet der Nachbarstädte Espoo, Kauniainen und Vantaa, mit denen Helsinki zu einer zusammenhängenden Agglomeration zusammengewachsen ist. Die vier politisch eigenständigen Städte bilden die sogenannte Hauptstadtregion (pääkaupunkiseutu), faktisch eine einzige Großstadt mit über einer Million Einwohnern. Das vom finnischen Amt für Statistik definierte zusammenhängende Stadtgebiet (taajama), das sich nicht an den Gemeindegrenzen, sondern an der tatsächlichen Besiedlung orientiert, hatte zum Jahresende 2011 eine Landfläche von 631,11 km² und eine Einwohnerzahl von 1.159.211. Zum weiteren Einzugsbereich Helsinkis gehört die Region Helsinki (Helsingin seutu) mit den Gemeinden Kirkkonummi, Vihti, Nurmijärvi, Tuusula, Kerava, Sipoo, Järvenpää und Hyvinkää. In diesem Großraum leben insgesamt 1,3 Millionen Menschen, was gut ein Viertel der Gesamtbevölkerung Finnlands ausmacht.
Die durchschnittliche Bevölkerungsdichte in Helsinki beträgt 2787 Ew./km². In der Kernstadt werden mit bis zu 19.500 Ew./km² (Punavuori) hohe Werte erreicht, während die Außenbezirke mit ihren oft sehr großzügig angelegten und von weitläufigen Grüngebieten durchsetzten Siedlungen (lähiö) vergleichsweise dünn besiedelt sind. Gänzlich unbewohnte Gegenden gibt es hauptsächlich im Großbezirk Östersundom, der erst 2009 durch Eingemeindung zu Helsinki kam.

### Administrative Gliederung

Die Aufteilung in Großbezirke, Stadtbezirke und Teilgebiete

Die Aufteilung in Stadtteile

Grundlage der amtlichen Gliederung Helsinkis sind die 137 Teilgebiete (finnisch osa-alue) mit den ihnen untergeordneten 369 Kleingebieten (pienalue). Übergeordnet gibt es zwei parallele Systeme: Die Teilgebiete werden auf unterschiedliche Weise einerseits zu 59 Stadtteilen (kaupunginosa), andererseits zu 34 Stadtbezirken (peruspiiri) zusammengefasst. Die Stadtbezirke werden ihrerseits zu acht Großbezirken (suurpiiri) zusammengefasst. Die praktische Bedeutung dieser Verwaltungseinheiten ist jedoch begrenzt, die im Alltag benutzten Bezeichnungen der verschiedenen Gebiete weichen von den offiziellen oft ab.
Die 59 Stadtteile Helsinkis nach Großbezirken:
| Südlicher Großbezirk     | Eira, Etu-Töölö, Kaartinkaupunki, Kaivopuisto, Kamppi, Katajanokka, Kluuvi, Kruununhaka, Länsisatama, Lauttasaari, Punavuori, Suomenlinna, Taka-Töölö, Ullanlinna |
| Westlicher Großbezirk    | Haaga, Kaarela, Konala, Laakso, Meilahti, Munkkiniemi, Pitäjänmäki, Ruskeasuo                                                                                     |
| Mittlerer Großbezirk     | Alppiharju, Hermanni, Kallio, Käpylä, Koskela, Kumpula, Pasila, Sörnäinen, Toukola, Vallila, Vanhakaupunki                                                        |
| Nördlicher Großbezirk    | Oulunkylä, Pakila, Tuomarinkylä |
| Nordöstlicher Großbezirk | Malmi, Pukinmäki, Suurmetsä, Suutarila, Tapaninkylä, Viikki |
| Südöstlicher Großbezirk  | Herttoniemi, Kulosaari, Laajasalo, Mustikkamaa-Korkeasaari, Santahamina, Tammisalo, Ulkosaaret, Vartiosaari, Villinki                                             |
| Östlicher Großbezirk     | Mellunkylä, Vartiokylä, Vuosaari |
| Großbezirk Östersundom   | Östersundom, Salmenkallio, Talosaari, Karhusaari, Ultuna |

Weitere Einzelheiten siehe: Liste der Stadtteile von Helsinki
1812 kam Johan Albrecht Ehrenström auf die Idee, den Häuserblocks im Stadtzentrum ebenfalls Namen zu geben. Diese bekamen von 1820 bis 1900 jeweils einen Tier- oder Blumennamen, z. B.: Kortteli 32 Dromedaari (schwedisch: Kvarteret 32 Dromedaren, deutsch: Häuserblock 32 Dromedar).

### Klima

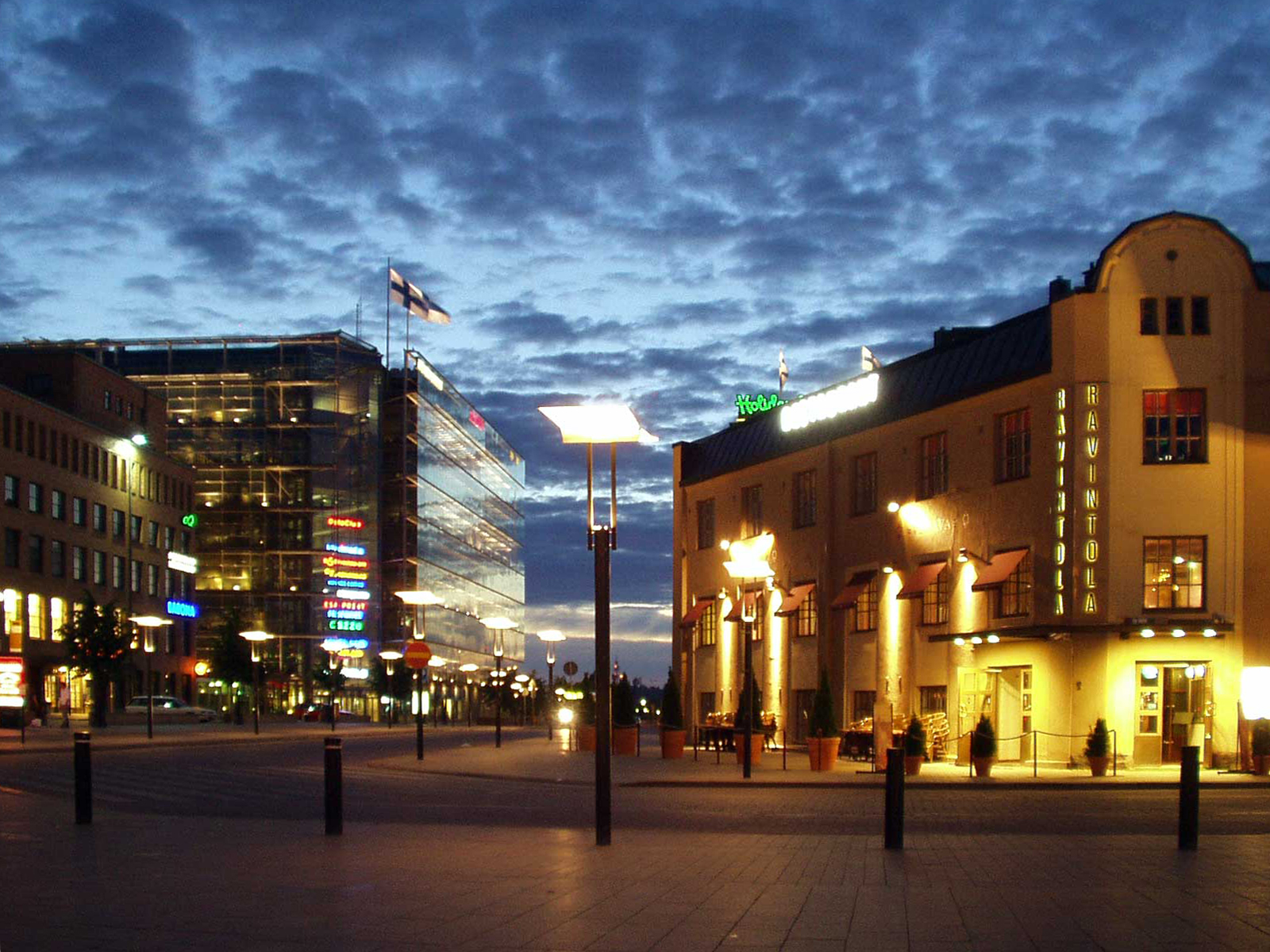
Weiße Nacht 2005 – Mitternacht in Helsinki

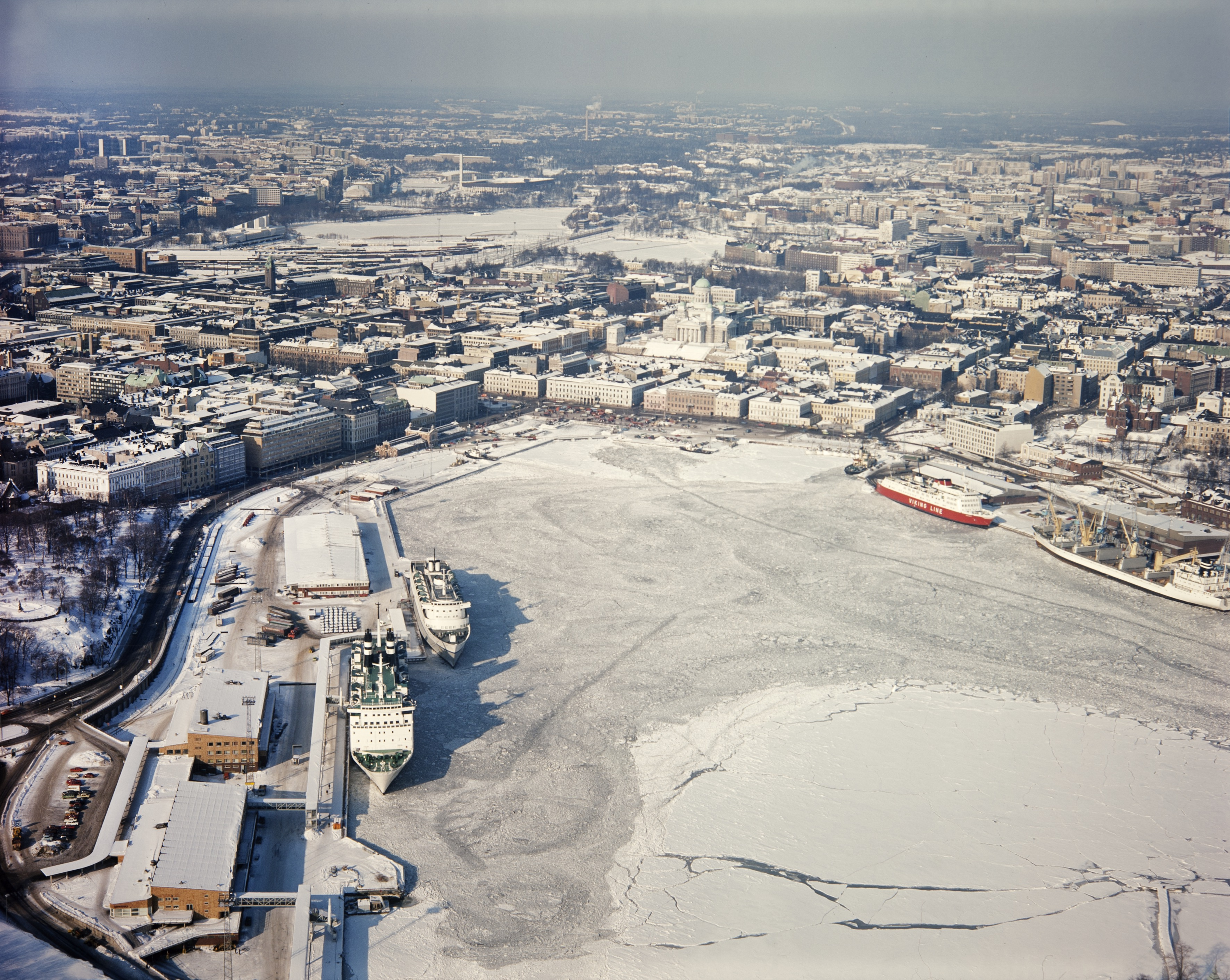
Zugefrorener Südhafen

Das Klima von Helsinki verbindet Merkmale des Kontinental- und Seeklimas. Die Jahresdurchschnittstemperatur in Helsinki beträgt 5,9 °C, das Jahresmittel des Niederschlages liegt bei 655 mm. Der meiste Niederschlag fällt im August (80 mm im Monatsmittel), der wenigste im April (32 mm). Der kälteste Monat ist der Februar mit einer Durchschnittstemperatur von −4,7 °C, am wärmsten ist es im Juli mit 17,8 °C. Im Sommer können Höchsttemperaturen von bis zu 30 °C erreicht werden. Im Winter sind Temperaturen unter −10 °C keine Seltenheit; die niedrigste je in Helsinki gemessene Temperatur betrug −34,3 °C (10. Januar 1987). Wegen des Meerwindes liegt die gefühlte Temperatur vor allem im Winter oft noch niedriger als die gemessene Temperatur (Windchill).
Die Wassertemperatur schwankt von 1 °C im Februar bis zu 17 °C im August. In den zahlreichen geschützten, flachen Buchten kann die Wassertemperatur im Sommer auch höhere Werte erreichen.
Der erste Schnee fällt meist Mitte November. Eine bleibende Schneedecke gibt es meist ab Ende Dezember bis Ende März. Im Winter friert der Finnische Meerbusen zu, sodass Eisbrecher benötigt werden, um eine Fahrrinne freizuhalten.
Helsinki liegt auf derselben geographischen Breite wie der Südteil Alaskas und die Südspitze Grönlands. Auch wenn das Klima in Helsinki aufgrund des Nordatlantikstroms wärmer ist, sorgt die nördliche Lage dafür, dass die Helligkeit im Laufe des Jahres stark schwankt. Zur Zeit der Sommersonnenwende dauert der lichte Tag fast 19 Stunden, auch während der verbleibenden Stunden wird es nicht vollständig dunkel, da die Sonne nur knapp unter dem Horizont steht (sog. weiße Nächte). Zur Zeit der Wintersonnenwende dauert der lichte Tag weniger als sechs Stunden, selbst am Mittag steht die Sonne niedrig am Himmel.
|                       | Jan  | Feb  | Mär  | Apr | Mai  | Jun  | Jul  | Aug  | Sep  | Okt | Nov  | Dez  |   |     |
| Mittl. Tagesmax. (°C) | −1,3 | −1,9 | 1,5  | 7,6 | 14,4 | 18,5 | 21,5 | 19,8 | 14,6 | 9,0 | 3,7  | 0,5  | ⌀ | 9,1 |
| Mittl. Tagesmin. (°C) | −6,5 | −7,4 | −4,1 | 0,8 | 6,3  | 10,9 | 14,2 | 13,1 | 8,7  | 4,3 | −0,6 | −4,5 | ⌀ | 3   |
|                       |      |      |      |     |      |      |      |      |      |     |      |      |   |     |
| Niederschlag (mm)     | 52   | 36   | 38   | 32  | 37   | 57   | 63   | 80   | 56   | 76  | 70   | 58   | Σ | 655 |
|                       |      |      |      |     |      |      |      |      |      |     |      |      |   |     |
| Regentage (d)         | 19   | 17   | 15   | 11  | 11   | 14   | 12   | 15   | 14   | 16  | 18   | 20   | Σ | 182 |
|                       |      |      |      |     |      |      |      |      |      |     |      |      |   |     |
| Wassertemperatur (°C) | 2    | 1    | 1    | 2   | 5    | 9    | 15   | 17   | 14   | 10  | 7    | 3    | ⌀ | 7,2 |

| −6,5 |

| −7,4 |

| −4,1 |

| 0,8 |

| 6,3 |

| 10,9 |

| 14,2 |

| 13,1 |

| 8,7 |

| 4,3 |

| −0,6 |

| −4,5 |

| −6,5 |

| −7,4 |

| −4,1 |

| 0,8 |

| 6,3 |

| 10,9 |

| 14,2 |

| 13,1 |

| 8,7 |

| 4,3 |

| −0,6 |

| −4,5 |

## Geschichte

### Schwedische Herrschaft

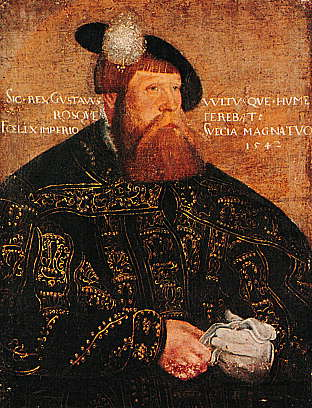
Gustav I. Wasa, der Gründer Helsinkis

Die an der Südküste Finnlands gelegene Landschaft Uusimaa (schwed. Nyland) kam im 12. Jahrhundert unter die Herrschaft Schwedens und wurde von schwedischen Neusiedlern in Besitz genommen. Zuvor hatten die Einwohner der Landschaft Häme im Binnenland sowie die Esten von der anderen Seite des Finnischen Meerbusens die Gegend als Jagdgrund genutzt, ohne sich dort dauerhaft niederzulassen. Das Gebiet, in dem später die Stadt Helsinki gegründet werden sollte, wurde als Kirchspiel Helsinki (schwed. Helsinge) in die Kirchenverwaltung eingegliedert.
Die Stadt Helsinki (schwed. Helsingfors) wurde am 12. Juni 1550 auf Befehl des schwedischen Königs Gustav I. Wasa gegründet. (Heute ist dieser „Helsinki-Tag“ städtischer Feiertag.) Ursprünglich befand sich die Stadt an der Mündung des Flusses Vantaanjoki. Der schwedische Name Helsingfors leitet sich von einer Stromschnelle (schwed. fors) am Unterlauf des Vantaanjoki ab, der damals noch Helsinge å genannt wurde. Das Gebiet des ursprünglichen Helsinki heißt noch heute Vanhakaupunki (Altstadt), obwohl von der ursprünglichen Stadt nichts mehr erhalten ist. Die Einwohnerschaft Helsinkis bestand aus Bürgern der Städte Porvoo, Ekenäs, Rauma und Ulvila, die sich auf Anweisung des Königs in der neugegründeten Stadt niederlassen mussten.
Helsinki wurde gegründet, um einen Konkurrenzhafen zur Hansestadt Tallinn (Reval) auf der anderen Seite des Finnischen Meerbusens zu schaffen. Nur wenig später, im Jahr 1561, eroberte Schweden im Livländischen Krieg aber Tallinn, was Helsinkis weitere Entwicklung hemmte. Zudem war die Lage des Hafens am Ende einer flachen und klippenreichen Bucht für große Segelschiffe ungünstig. Daher wurde Helsinki 1640 unter der Leitung des Generalgouverneurs Per Brahe rund fünf Kilometer näher an das offene Meer an die Stelle des heutigen Stadtzentrums verlegt. Die alte Stadt an der Mündung des Vantaanjoki wurde aufgegeben.

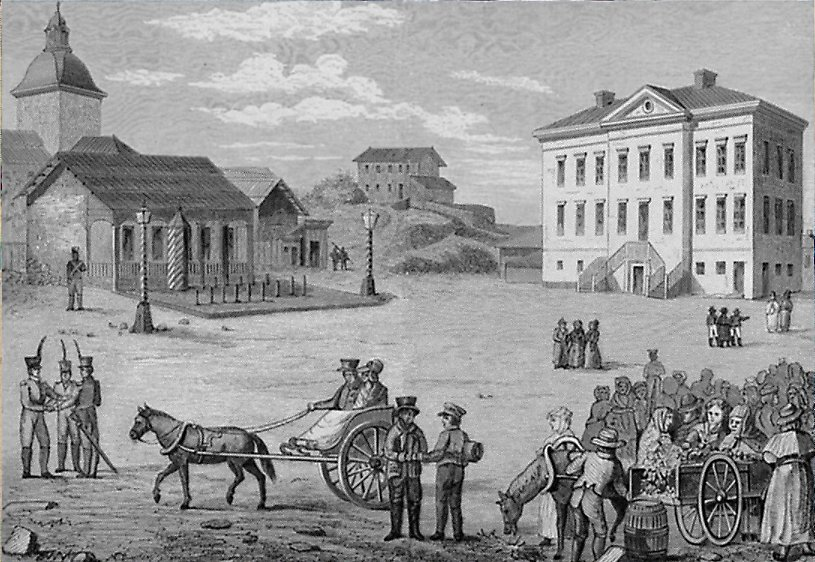
Der Rathausplatz in Helsinki im Jahr 1820. Kupferstich von Carl Ludwig Engel

Das Erstarken des Russischen Reiches und die Gründung der Stadt Sankt Petersburg im Jahr 1703 hatten maßgeblichen Einfluss auf Helsinki. Der Große Nordische Krieg zwischen Schweden und Russland traf die Stadt schwer. Zunächst fiel ein großer Teil der Bevölkerung 1710 einer Pestepidemie zum Opfer, dann wurde Helsinki 1713 von der eigenen Armee beim Rückzug niedergebrannt. Von 1713 bis 1721 sowie erneut während des Russisch-Schwedischen Krieges 1741–1743 stand Helsinki unter russischer Besatzung. Nachdem Schweden im Frieden von Turku die Festung Hamina an Russland hatte abtreten müssen, wurde 1748 als Schutz für die Ostgrenze Schwedens vor der Küste Helsinkis die Seefestung Sveaborg (heute finn. Suomenlinna) errichtet.

### Russische Herrschaft

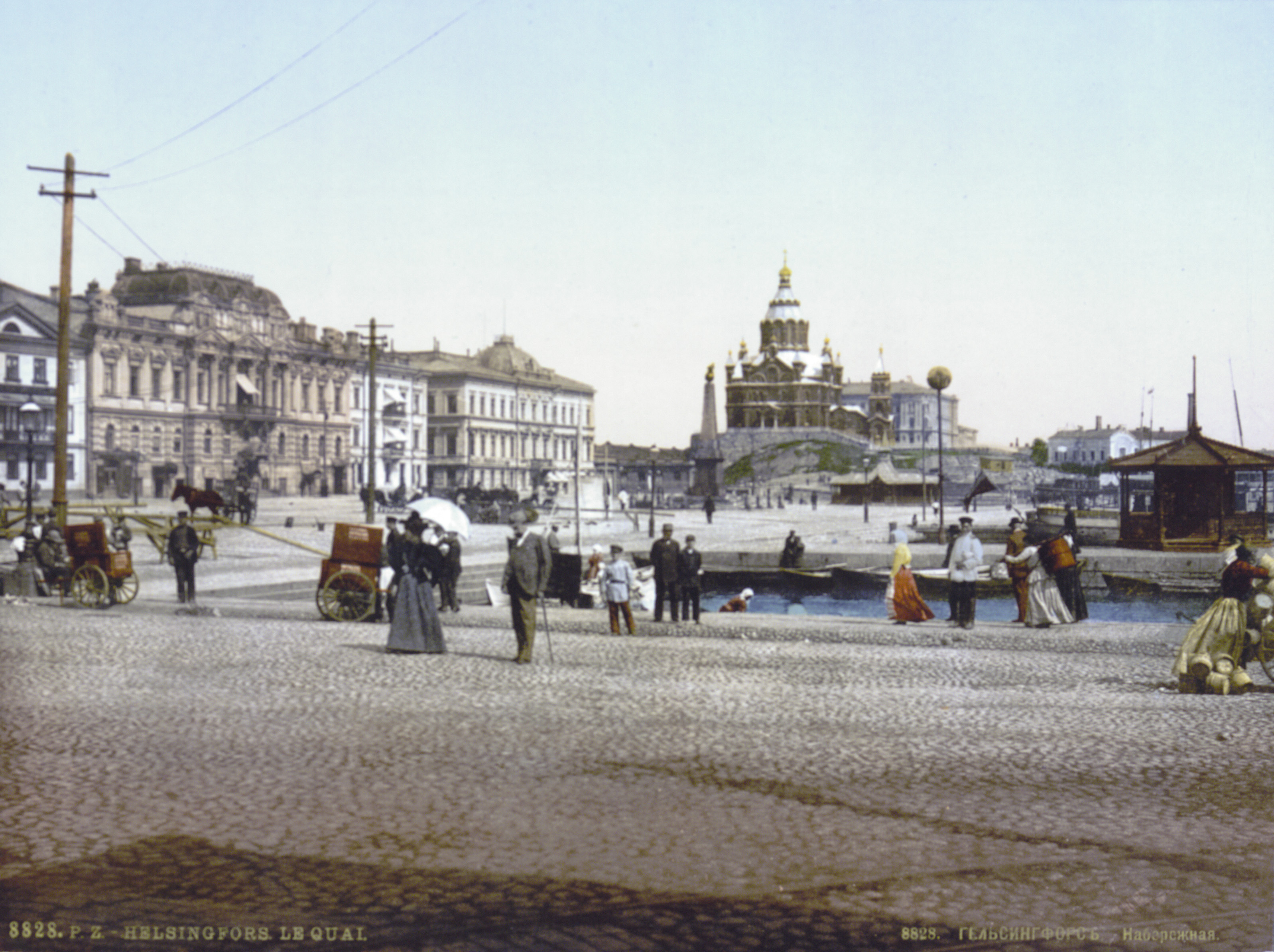
Helsinki um 1895

Am 2. März 1808 wurde Helsinki während des Russisch-Schwedischen Krieges von russischen Truppen erobert. Dabei wurde es durch eine Feuersbrunst abermals fast völlig zerstört. Als Resultat des verlorenen Krieges musste Schweden 1809 ganz Finnland an Russland abtreten.
Die Hauptstadt des neugegründeten Großfürstentums Finnland war anfangs Turku, die bis dahin größte und bedeutendste Stadt des Landes. Aus Sicht von Zar Alexander I. war Turku aber zu weit von Sankt Petersburg entfernt, weshalb er am 8. April 1812 per Dekret Helsinki zur neuen Hauptstadt bestimmte. Die Stadt war zu diesem Zeitpunkt mit rund 4000 Einwohnern eher unbedeutend. Der deutsche Architekt Carl Ludwig Engel wurde damit beauftragt, das durch den Stadtbrand zerstörte Helsinki als repräsentative Hauptstadt neu aufzubauen. So entstand das klassizistische Zentrum rund um den Senatsplatz. Die umliegenden Stadtviertel bestanden aus meist einstöckigen Holzhäusern, von denen heute nur noch einige vereinzelte erhalten sind. Seit 1819 war Helsinki Sitz des finnischen Senats und damit endgültig Hauptstadt des Großfürstentums.
Nach dem großen Stadtbrand von Turku im Jahr 1827 wurde auch die Akademie zu Turku, damals die einzige Universität Finnlands, nach Helsinki verlegt und 1828 in die Universität Helsinki umgewandelt. Im Zuge der Industrialisierung wuchs Helsinki in der zweiten Hälfte des 19. Jahrhunderts stark. Die Eisenbahnverbindungen nach Hämeenlinna und Sankt Petersburg entstanden 1862 und 1870. Kurz nach der Jahrhundertwende überstieg Helsinkis Einwohnerzahl 100.000. Es entstanden repräsentative Gebäude im Stil der finnischen Nationalromantik (Hauptbahnhof Helsinki, Finnisches Nationalmuseum). In Stadtteilen wie Katajanokka, Kruununhaka und Eira wurden zahlreiche neue Wohnhäuser im Jugendstil erbaut.

### Seit der Erlangung der Unabhängigkeit

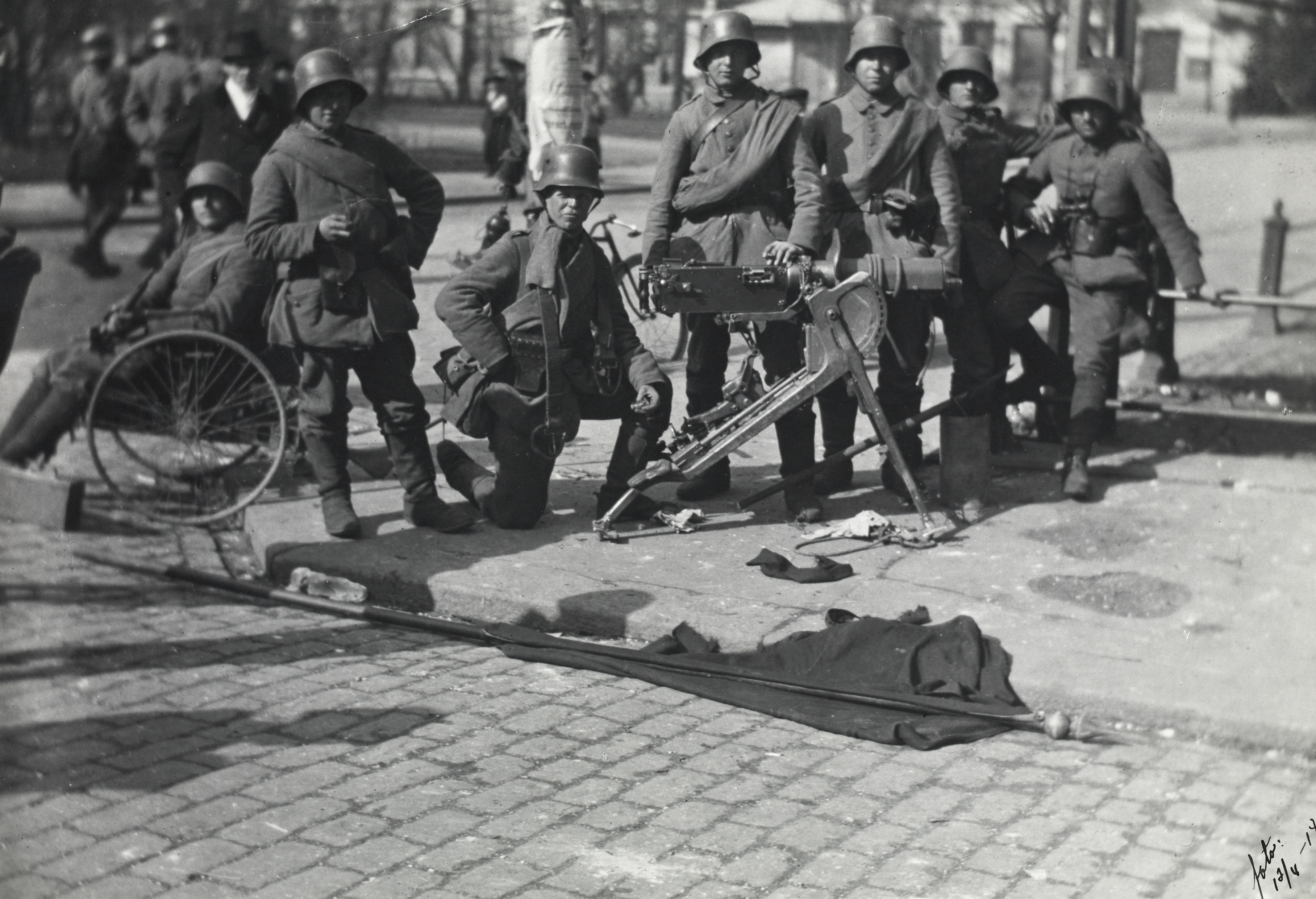
Deutsche Soldaten in Helsinki nach der Eroberung der Stadt (1918)

Als das finnische Parlament am 6. Dezember 1917 die Unabhängigkeit erklärte, wurde Helsinki zur Hauptstadt des neuen Staates. Im bald darauf ausgebrochenen finnischen Bürgerkrieg brachten die Roten Garden die Stadt am 28. Januar 1918 unter ihre Kontrolle, die bürgerliche Regierung flüchtete nach Vaasa. Im April griffen deutsche Truppen zur Unterstützung der Weißen in das Kriegsgeschehen ein und eroberten Helsinki nach zweitägigen Kämpfen am 13. April 1918. Anders als in Tampere richtete der Bürgerkrieg in Helsinki relativ wenig Schaden an. Nachdem der Krieg zu Gunsten der bürgerlichen Weißen entschieden worden war, wurden auf der Insel Suomenlinna rund 10.000 Anhänger der Roten interniert, von denen ca. 1.500 verhungerten oder an Krankheiten starben.
Bis in die 1930er Jahre entstanden in Helsinki eine Reihe neoklassizistischer Bauten (z. B. das Reichstagsgebäude 1931).
Im Zweiten Weltkrieg war Helsinki mehreren Großbombardements durch die sowjetische Luftwaffe ausgesetzt. Im Vergleich zu anderen europäischen Städten blieben die Schäden aber relativ gering, was nicht zuletzt einer effizienten Luftabwehr zu verdanken war.
Helsinki sollte ursprünglich die Olympischen Sommerspiele 1940 ausrichten. Für die Spiele wurden zahlreiche funktionalistische Bauten wie das Olympiastadion oder das Kulturzentrum Lasipalatsi errichtet. Die Spiele mussten aber wegen des Krieges abgesagt werden. Als Ersatz erhielt Helsinki die Olympischen Sommerspiele 1952.
1975 fand in der Finlandia-Halle in Helsinki die erste Konferenz über Sicherheit und Zusammenarbeit in Europa (KSZE) statt, die zu einer Annäherung von Ostblock- und Westblockstaaten führte.

### Ausdehnung des Stadtgebietes

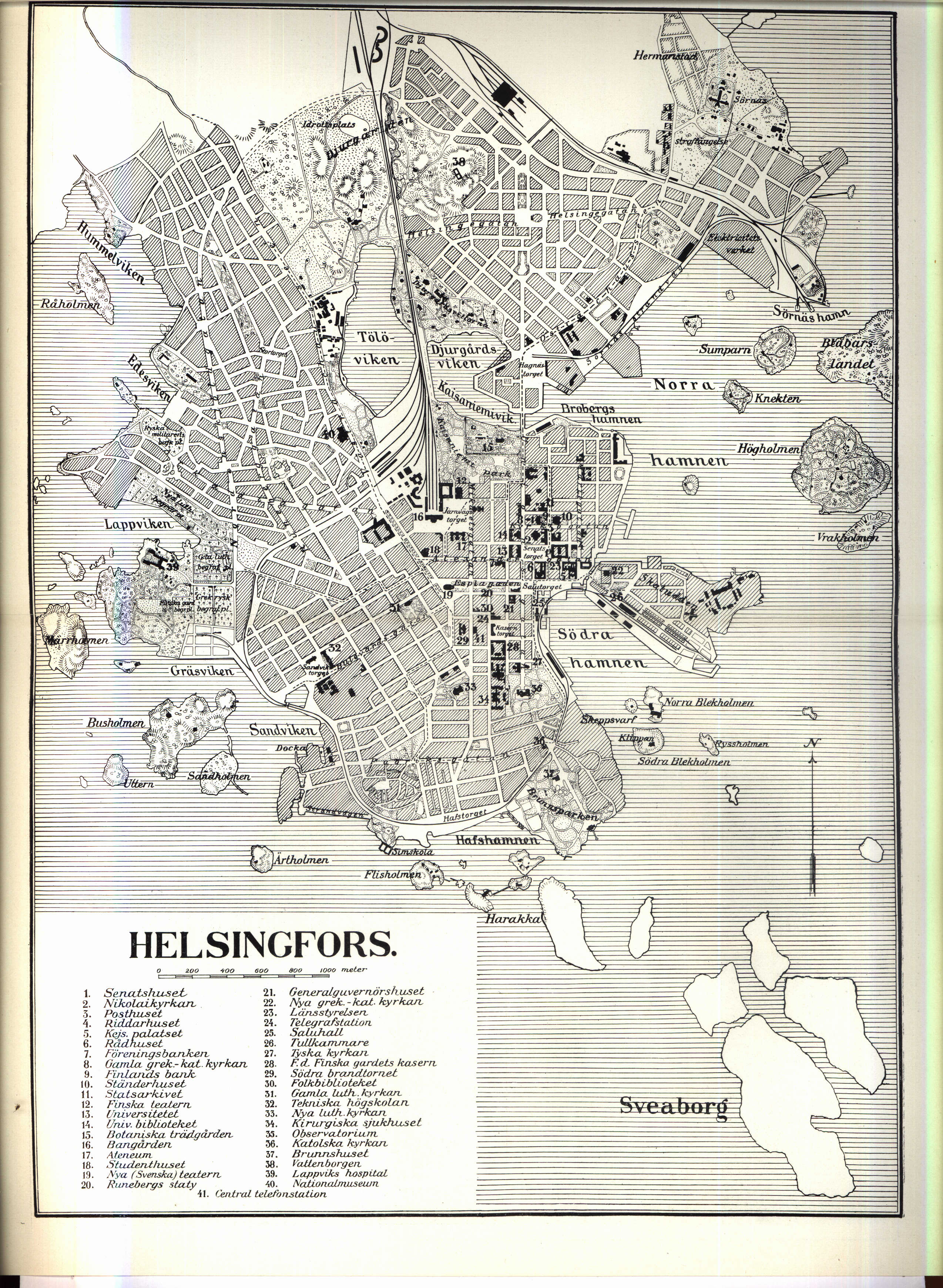
Karte von Helsinki Anfang des 20. Jahrhunderts

Zu Beginn des 20. Jahrhunderts beschränkte sich das Stadtgebiet Helsinkis noch auf die Halbinsel Helsinginniemi. Dieses Gebiet wird heute als Kernstadt (kantakaupunki) bezeichnet. Die Stadt war umgeben vom Gebiet der Landgemeinde Helsinki (Helsingin maalaiskunta), deren Reste das heutige Vantaa bilden.
Im Laufe des Jahrhunderts wurden immer wieder Teile der Landgemeinde in die Stadt Helsinki eingegliedert: 1906 die Stadtteile Meilahti, Käpylä und Kumpula, 1912 Pasila, 1926 Ruskeasuo und Uusipelto. Ihre heutige Form erhielt die Stadt im Wesentlichen im Jahr 1946, als im Zuge einer großen Eingemeindung 14 Stadtteile aus der Landgemeinde der Stadt zugeschlagen wurden. Gleichzeitig wurden die damals selbständigen Gemeinden Haaga, Huopalahti, Kulosaari sowie Oulunkylä eingemeindet. Zuletzt erwarb Helsinki noch im Jahr 1966 den Stadtteil Vuosaari und im Jahr 2009 Teile der Nachbargemeinden Sipoo und Vantaa, aus denen die neuen Stadtteile Östersundom, Salmenkallio, Talosaari, Karhusaari und Ultuna gebildet wurden.
Überlegungen, Helsinki mit den anderen Städten der Hauptstadtregion, Vantaa, Espoo und Kauniainen, zu einem Groß-Helsinki zu verbinden, sind über Jahrzehnte immer wieder aufgegriffen worden. Da die Regierung in Finnland heute generell die Schaffung größerer Gemeindeeinheiten anstrebt, wird diese Option derzeit wieder ernsthaft diskutiert.

## Bevölkerung

### Bevölkerungsstruktur

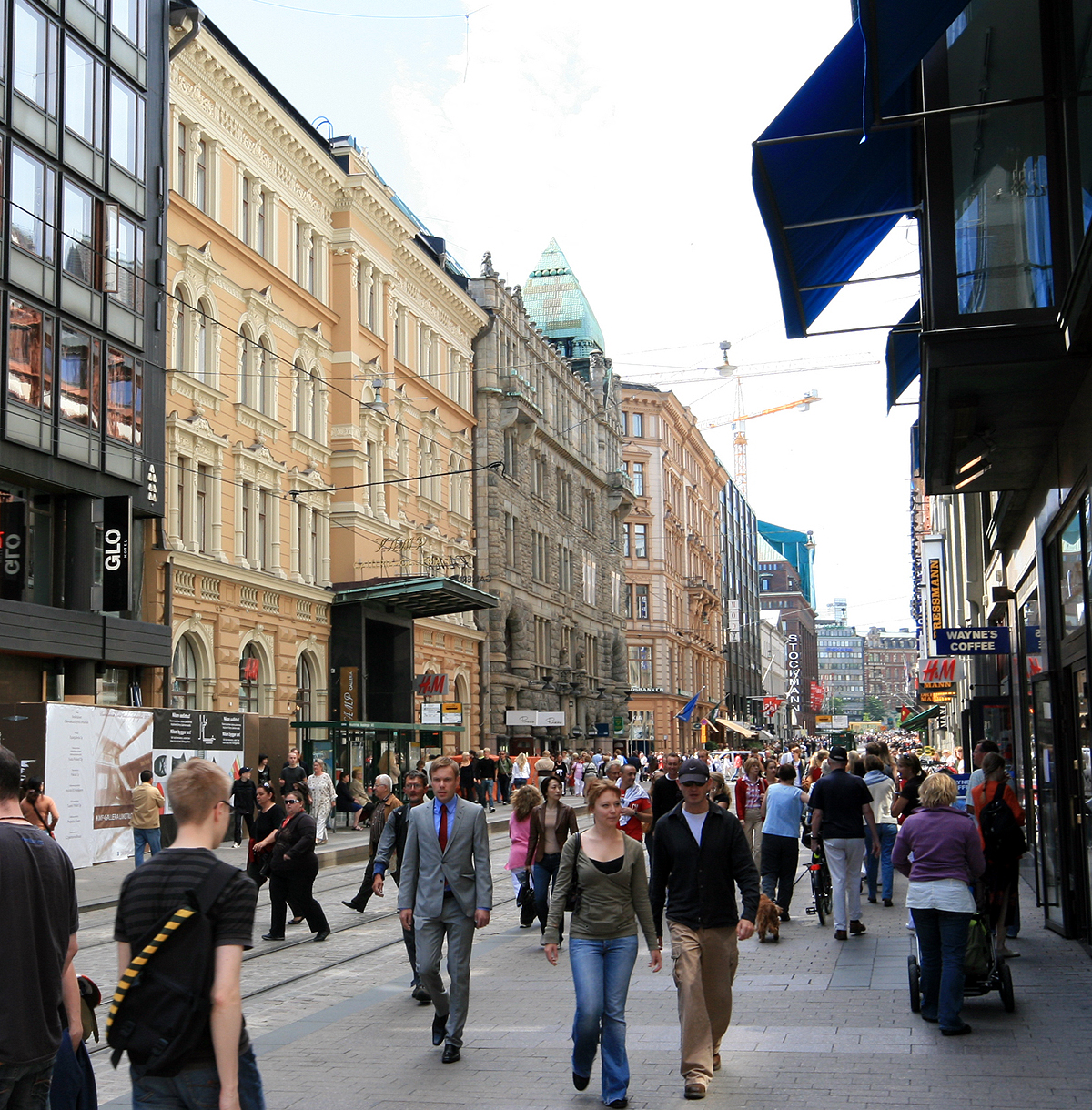
Geschäftsstraße Aleksanterinkatu im Zentrum Helsinkis

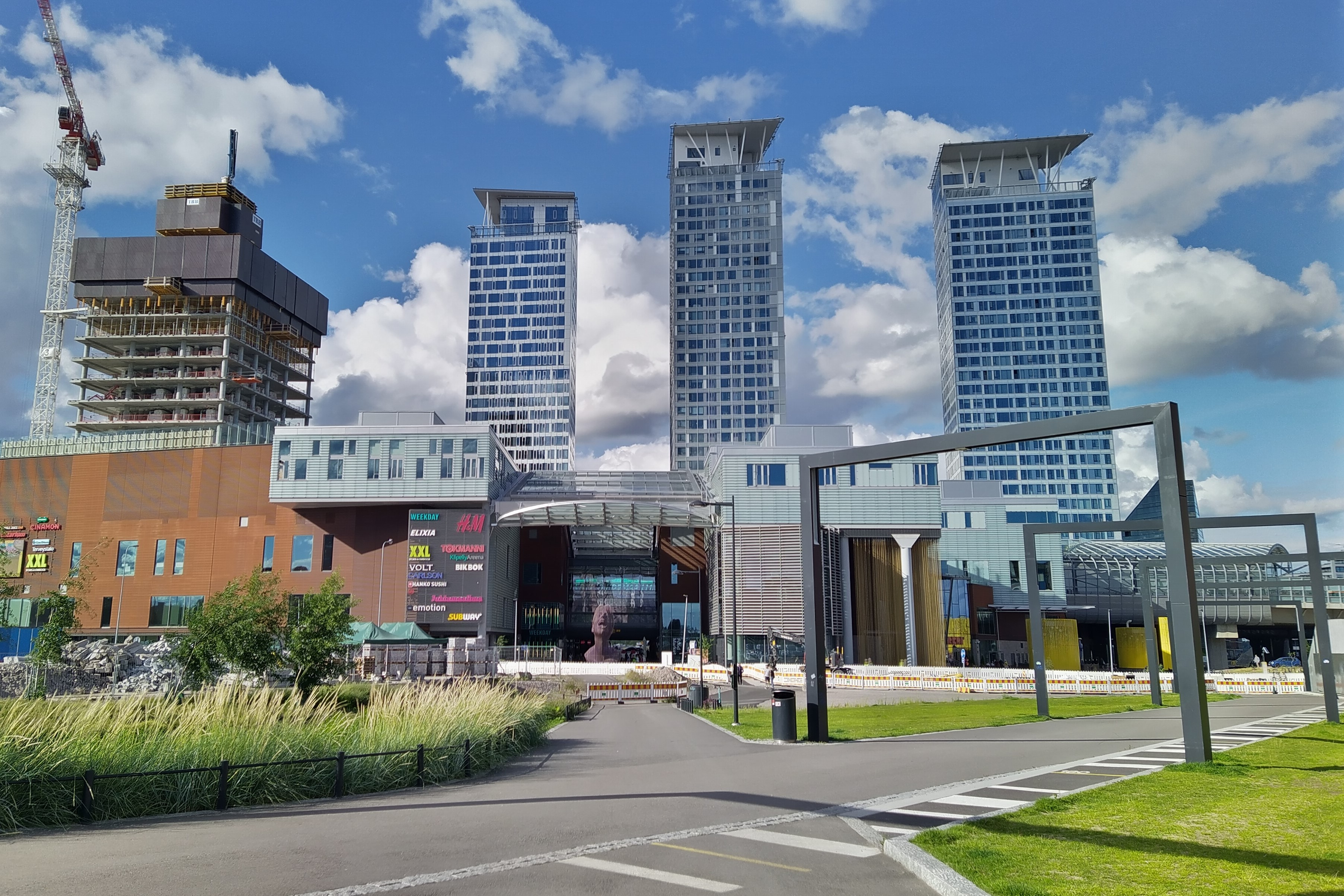
Das Kalasatama-Viertel und Wolkenkratzer in Helsinki

Die Einwohnerzahl Helsinkis beträgt 664.028 (Stand 31. Dezember 2022). Damit ist Helsinki mit Abstand die größte Stadt Finnlands. In der gesamten Hauptstadtregion (Helsinki, Espoo, Vantaa und Kauniainen) leben über eine Million Menschen, fast ein Fünftel der Gesamtbevölkerung Finnlands. Die Mobilität der Bevölkerung ist in Helsinki höher als im Rest Finnlands. Viele Menschen aus anderen Gemeinden Finnlands ziehen zum Arbeiten oder Studieren in die Hauptstadt. Gleichzeitig verlassen sie vor allem viele Familien wegen der hohen Wohnkosten in Richtung der Vororte. Im Jahr 2005 zogen insgesamt 33.953 Menschen aus anderen Gemeinden Finnlands oder dem Ausland nach Helsinki, während 33.381 Personen die Stadt verließen.
Anfang 2010 hatten 7,2 Prozent der Einwohner Helsinkis eine ausländische Staatsbürgerschaft, 10,7 Prozent waren im Ausland geboren. Die wichtigsten einzelnen Herkunftsländer sind Russland, Estland, Schweden und Somalia. Die meisten Migranten wohnen im Osten und Norden der Stadt, am höchsten ist ihr Anteil im Stadtbezirk Jakomäki (14,0 Prozent ausländische Staatsbürger bzw. 20,4 Prozent außerhalb Finnlands geborene Menschen). Im Vergleich mit anderen europäischen Hauptstädten ist der Ausländeranteil in Helsinki zwar niedrig, doch ist die Tendenz seit Anfang der 1990er Jahre deutlich steigend. Im Zeitraum 1985–2009 hat sich die Anzahl der ausländischen Staatsbürger in Helsinki mehr als versiebenfacht.

### Einwohnerentwicklung
Der starke Anstieg der Bevölkerungszahl Helsinkis begann, als die Stadt 1812 zur Hauptstadt Finnlands wurde, und setzte sich unvermindert bis Ende der 1960er Jahre fort. In den 1970ern verlangsamte sich das Wachstum. Als viele Bewohner in die Nachbargemeinden zogen, sank die Einwohnerzahl sogar zeitweise, bis sie in den 1990ern wieder zu steigen begann. Zuletzt wuchs die Einwohnerzahl um 1,4 Prozent jährlich. Im Jahr 2012 durchbrach Helsinki erstmals die Marke von 600.000 Einwohnern.
| Jahr | Einwohner |
| ---- | --------- |
| 1875 | 023.070   |
| 1880 | 036.346   |
| 1885 | 041.579   |
| 1890 | 056.236   |
| 1895 | 064.554   |
| 1900 | 079.126   |
| 1905 | 093.626   |
| 1910 | 118.736   |
| 1915 | 153.467   |
| 1920 | 152.200   |

| Jahr | Einwohner |
| ---- | --------- |
| 1925 | 162.070   |
| 1930 | 205.833   |
| 1935 | 225.482   |
| 1940 | 252.484   |
| 1945 | 276.277   |
| 1950 | 368.519   |
| 1955 | 403.970   |
| 1960 | 448.315   |
| 1965 | 494.796   |
| 1970 | 523.677   |

| Jahr | Einwohner |
| ---- | --------- |
| 1975 | 502.961   |
| 1980 | 483.675   |
| 1985 | 483.364   |
| 1990 | 490.872   |
| 1995 | 515.765   |
| 2000 | 551.123   |
| 2005 | 559.046   |
| 2010 | 583.350   |
| 2015 | 620.715   |
| 2018 | 643.272   |

| Jahr | Einwohner |
| ---- | --------- |
| 2020 | 658.315   |
| 2025 | 690.751   |
| 2030 | 720.662   |
| 2035 | 739.104   |
| 2040 | 751.715   |
| 2045 | 762.917   |
| 2050 | 774.435   |

### Sprachen

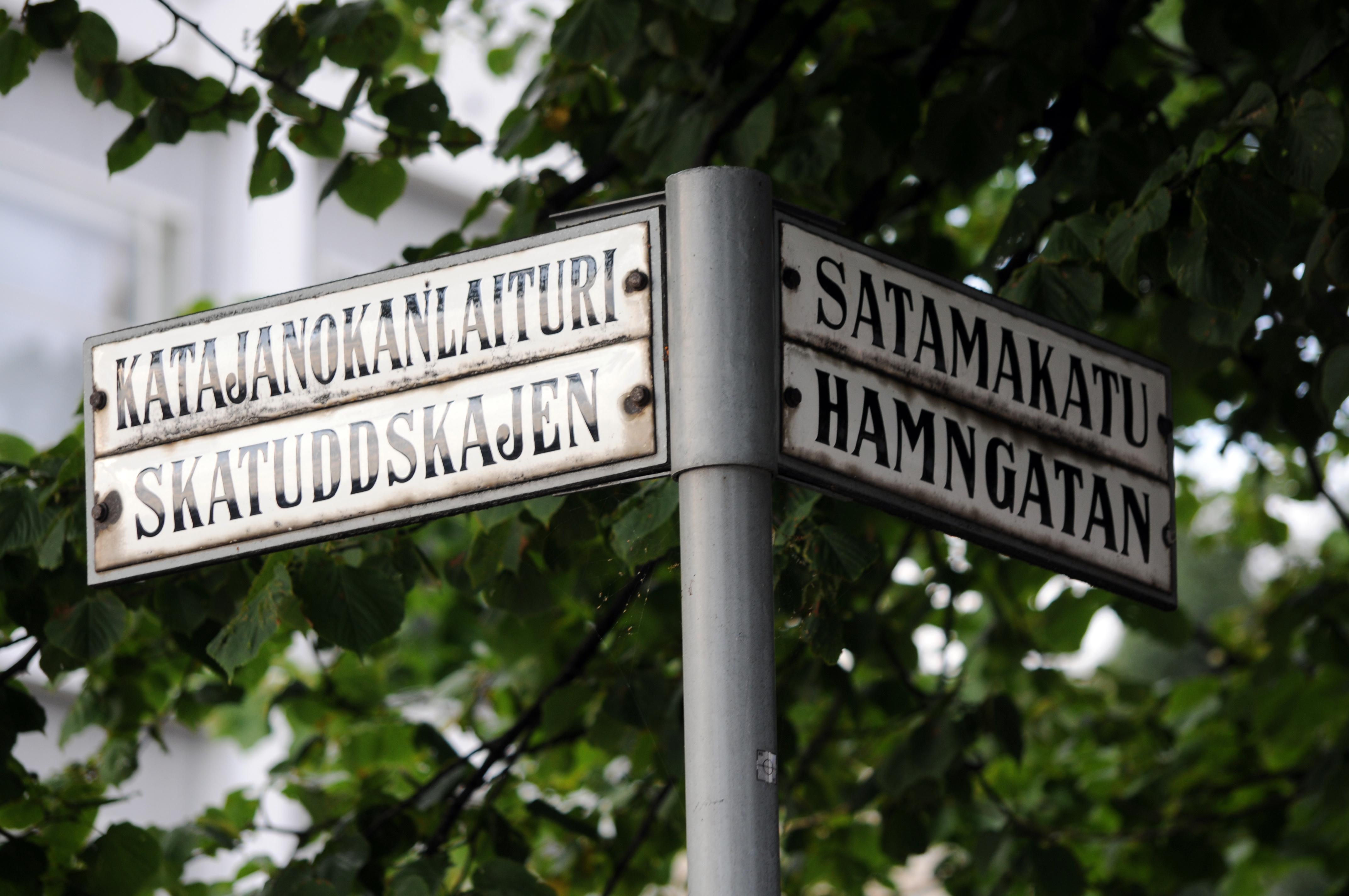
Zweisprachige Straßenschilder in Helsinki

Von den Einwohnern Helsinkis sprechen 81,9 Prozent Finnisch und 5,9 Prozent Schwedisch als Muttersprache. Die restlichen 12,2 Prozent entfallen auf andere Sprachen (Stand 2013). Offiziell ist Helsinki zweisprachig mit Finnisch als Mehrheits- und Schwedisch als Minderheitssprache. So haben sämtliche Straßen einen finnischen und schwedischen Namen, Ansagen in den öffentlichen Verkehrsmitteln sind zweisprachig etc. Im Alltag dominiert aber das Finnische als Verkehrssprache zwischen den Sprechern verschiedener Sprachen. So sind Finnischkenntnisse de facto eine Voraussetzung für die Teilhabe am Arbeitsmarkt.
Die Südküste Finnlands gehört historisch zum Siedlungsgebiet der Finnlandschweden. Daher war auch Helsinki bis Ende des 19. Jahrhunderts mehrheitlich schwedischsprachig: Noch 1850 sprachen fast 90 Prozent der Einwohner Helsinkis Schwedisch als Muttersprache. Durch den Zuzug aus anderen Gebieten des Landes verringerte sich der Anteil der schwedischsprachigen Bevölkerung aber zusehends. 1870 sprachen von den Einwohnern Helsinkis noch 57 Prozent Schwedisch, 26 Prozent Finnisch, 12 Prozent Russisch, 2 Prozent Deutsch und 3 Prozent andere Sprachen als Muttersprache. Im Jahr 1900 stellten die Finnisch-Sprecher mit 50 Prozent gegenüber 42 Prozent Schwedisch-, 5 Prozent Russisch- und 3 Prozent Anderssprachigen bereits die Bevölkerungsmehrheit.
Die in Helsinki gesprochene Varietät des Finnischen hat sich als Ausgleichsdialekt unter Sprechern verschiedener finnischer Dialekte in einer ursprünglich schwedischsprachigen Umgebung entwickelt. Heute dient sie als Modell für die allgemeinfinnische Umgangssprache. Ein besonderer Soziolekt ist der sogenannte Helsinki-Slang (stadin slangi), der sich Ende des 19. Jahrhunderts unter der mehrsprachigen Arbeiterklasse als Mischsprache mit finnischer Grammatik und überwiegend schwedischem Wortschatz herausbildete.

### Religionen

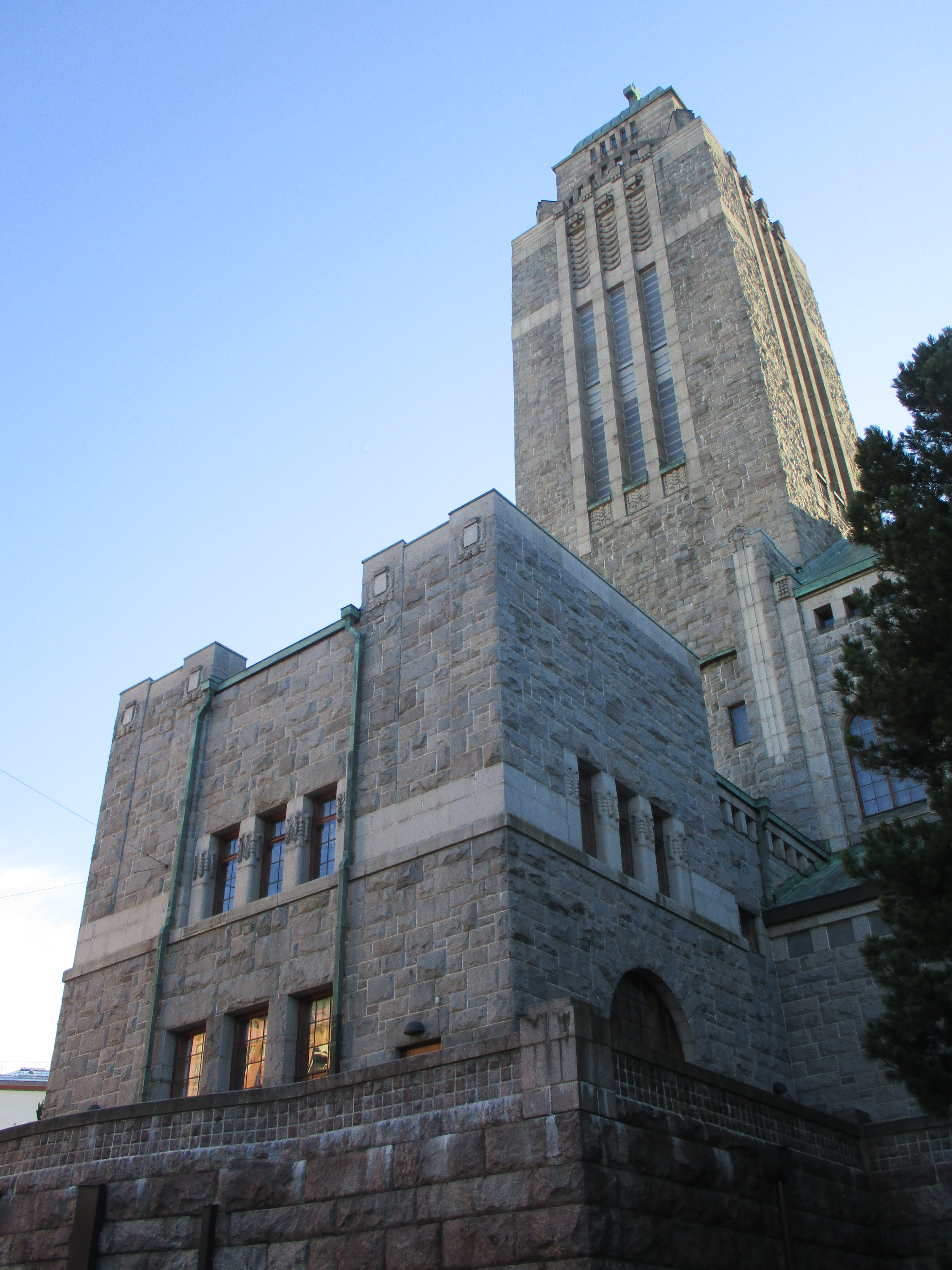
Die evangelisch-lutherische Kirche von Kallio, 1908–1912 entstanden

Die Mehrheit der Einwohner Helsinkis gehört der Evangelisch-Lutherischen Kirche Finnlands an. Der Anteil der evangelisch-lutherischen Kirchenmitglieder liegt mit 47,4 Prozent aber deutlich niedriger als der Landesdurchschnitt von 65,2 Prozent (Stand Ende 2022). In Helsinki bestehen 18 finnischsprachige, drei schwedischsprachige und eine deutschsprachige evangelisch-lutherische Kirchengemeinde. Die Stadt ist Sitz des Bistums Helsinki, welches die finnischsprachigen Kirchengemeinden in Helsinki, Vantaa und dem östlichen Uusimaa umfasst. Die Kathedrale des Bistums Helsinki ist der Dom von Helsinki. Die schwedisch- und deutschsprachigen Gemeinden Helsinkis gehören dagegen zum Bistum Borgå.

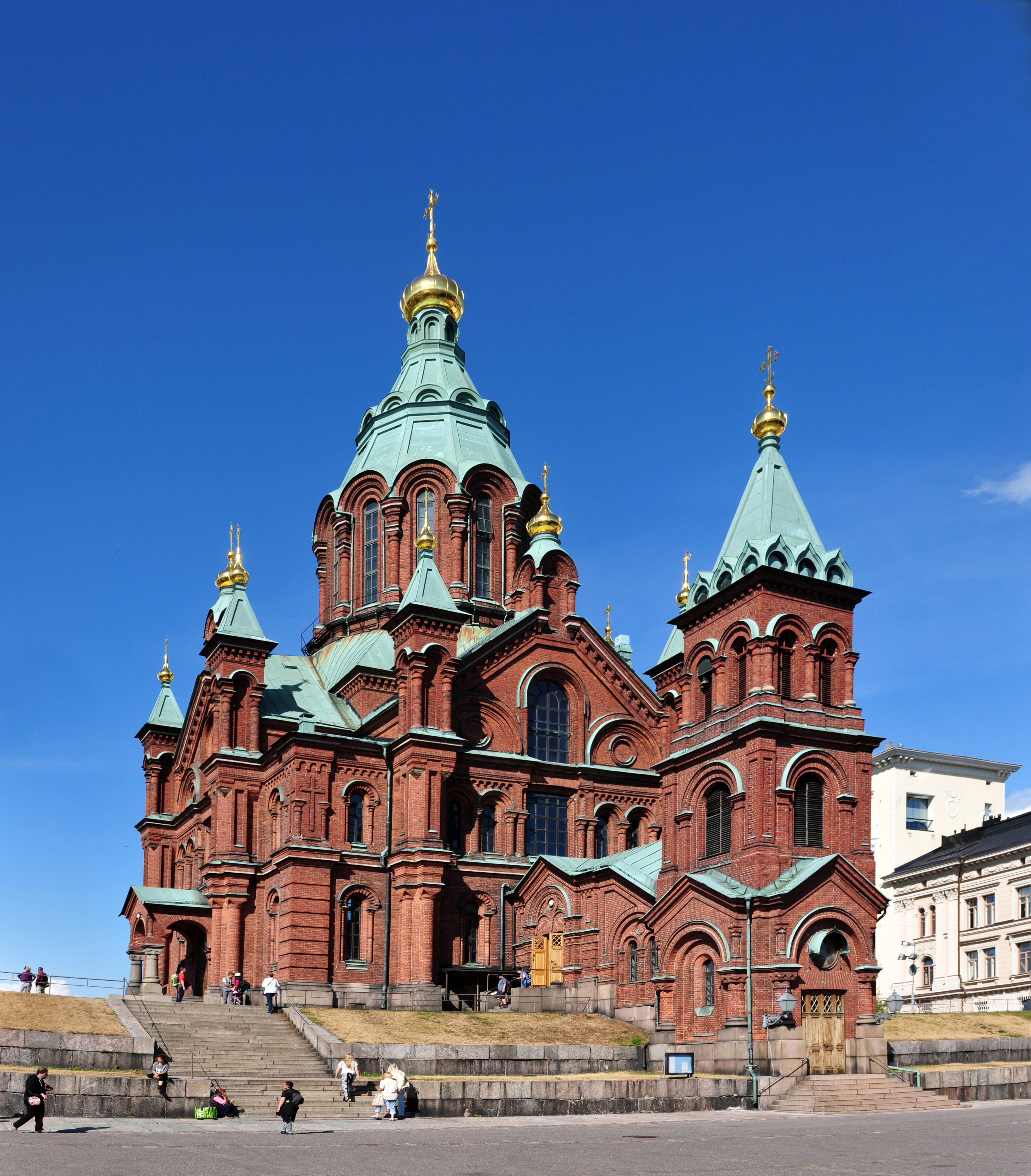
Die Uspenski-Kathedrale ist Sitz eines orthodoxen Bischofs

Neben der evangelisch-lutherischen Kirche ist auch die zweite Staatskirche Finnlands, die Orthodoxe Kirche Finnlands, in Helsinki präsent. Orthodoxe Christen sind in Helsinki seit der russischen Zeit ansässig. Nach dem Zweiten Weltkrieg zogen viele orthodoxe Flüchtlinge aus Karelien nach Helsinki. Heute hat die orthodoxe Kirchengemeinde Helsinki, die ganz Uusimaa umfasst, rund 20.000 Mitglieder (Stand 2011), was rund ein Drittel aller orthodoxen Gläubigen in Finnland ausmacht. Helsinki ist auch Sitz des orthodoxen Bistums Helsinki, eines von drei Bistümern der Orthodoxen Kirche in Finnland. Hauptkirche der orthodoxen Gemeinde und zugleich Bischofskirche ist die Uspenski-Kathedrale.
Die kleine römisch-katholische Minderheit in Finnland hat ihr Zentrum in Helsinki: Die Stadt ist Sitz des römisch-katholischen Bistums Helsinki, das ganz Finnland umfasst. Bischofskirche ist die Henrik-Kathedrale. Die zwei in Helsinki ansässigen römisch-katholischen Kirchengemeinden umfassen neben der Stadt auch den Rest Uusimaas und haben zusammen rund 6600 Mitglieder, mehr als die Hälfte aller Katholiken Finnlands. Daneben bestehen in Helsinki mehrere kleinere freikirchliche Gemeinden.
Die Anzahl der Muslime in Helsinki lässt sich nicht genau bestimmen; es wird geschätzt, dass ein großer Teil der 60.000 Muslime Finnlands in der Hauptstadtregion leben. In Helsinki gibt es etwa zehn muslimische Gebetsräume. Der Islam wurde bereits im 19. Jahrhundert von Tataren nach Helsinki gebracht, in jüngerer Zeit hat die Anzahl der Muslime durch Einwanderung aus dem Nahen Osten und Somalia stark zugenommen. Ferner gibt es in Helsinki eine jüdische Gemeinde, eine von zweien in Finnland, mit rund 1200 Mitgliedern. Die Synagoge von Helsinki wurde im Jahr 1906 geweiht.

## Politik

### Hauptstadt

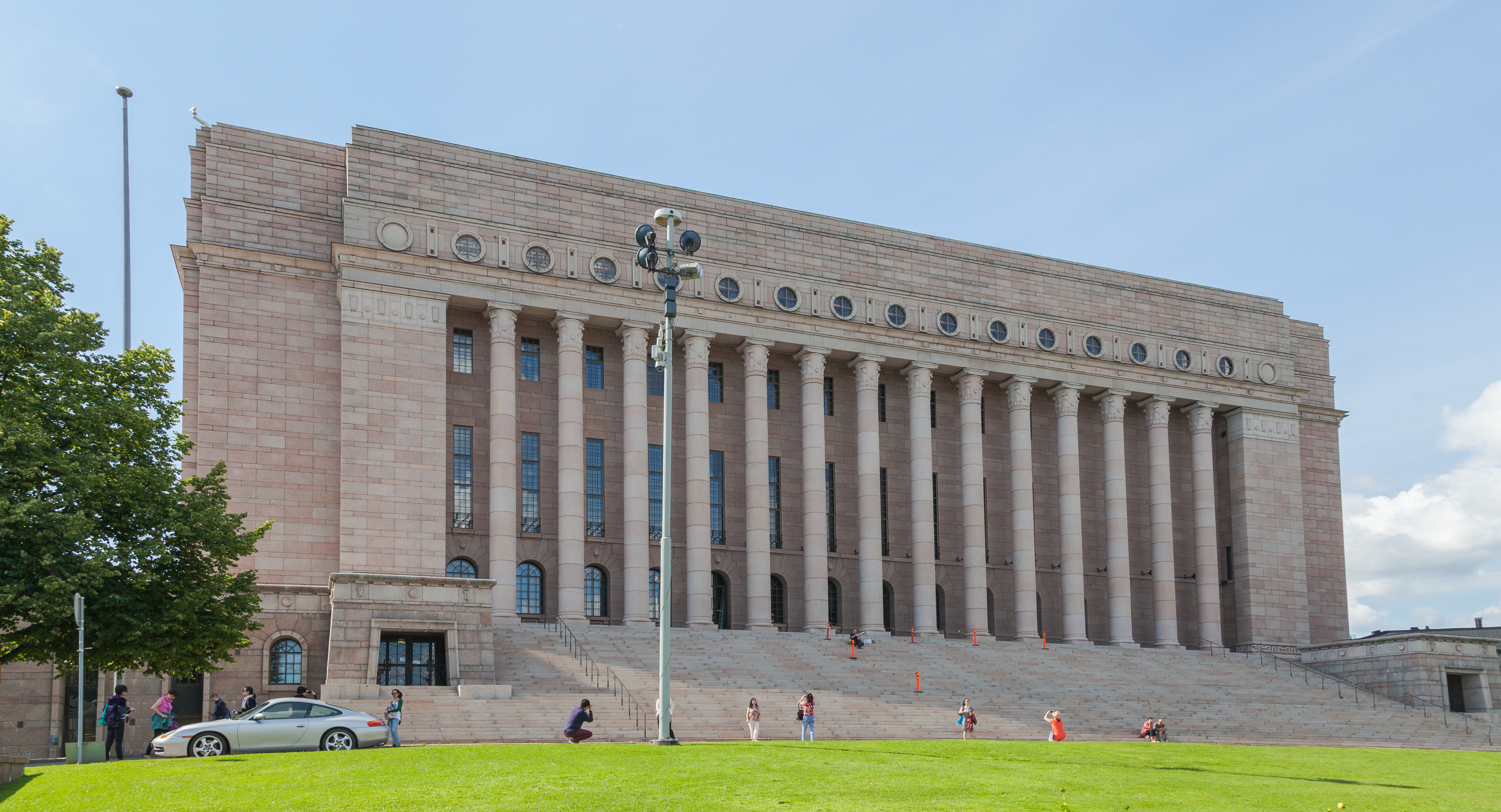
Reichstagsgebäude in Helsinki

Helsinki ist die Hauptstadt der Republik Finnland. In der Stadt haben das Parlament, der Staatsrat (das Regierungsorgan), sämtliche Ministerien sowie der Präsident ihren Sitz. Daneben befinden sich auch die beiden höchsten Gerichtsinstanzen, der Oberste Gerichtshof und der Oberste Verwaltungsgerichtshof in Helsinki.

### Wappen
Beschreibung: In Blau schwimmt auf einem weißen Wellenschildfuß unter einer goldenen Krone ein goldenes Boot.

### Stadtrat
| Partei                            | Wahlergebnis | +/−  | Sitzverteilung                                                                                           |
| --------------------------------- | ------------ | ---- | --- |
| Sammlungspartei (KOK)             | 24,0 %       | −1,6 | Insgesamt 85 Sitze - VAS: 15 - SDP: 21 - VIHR: 16 - KESK: 2 - RKP: 4 - KOK: 21 - KD: 1 - LIIK: 1 - PS: 4 |
| Sozialdemokraten (SDP)            | 23,3 %       | +8,9 | Insgesamt 85 Sitze - VAS: 15 - SDP: 21 - VIHR: 16 - KESK: 2 - RKP: 4 - KOK: 21 - KD: 1 - LIIK: 1 - PS: 4 |
| Grüner Bund (VIHR)                | 17,8 %       | −2,0 | Insgesamt 85 Sitze - VAS: 15 - SDP: 21 - VIHR: 16 - KESK: 2 - RKP: 4 - KOK: 21 - KD: 1 - LIIK: 1 - PS: 4 |
| Linksbündnis (VAS)                | 17,0 %       | +4,3 | Insgesamt 85 Sitze - VAS: 15 - SDP: 21 - VIHR: 16 - KESK: 2 - RKP: 4 - KOK: 21 - KD: 1 - LIIK: 1 - PS: 4 |
| Basisfinnen (PS)                  | 5,5 %        | −4,7 | Insgesamt 85 Sitze - VAS: 15 - SDP: 21 - VIHR: 16 - KESK: 2 - RKP: 4 - KOK: 21 - KD: 1 - LIIK: 1 - PS: 4 |
| Schwedische Volkspartei (RKP)     | 5,2 %        | −1,3 | Insgesamt 85 Sitze - VAS: 15 - SDP: 21 - VIHR: 16 - KESK: 2 - RKP: 4 - KOK: 21 - KD: 1 - LIIK: 1 - PS: 4 |
| Zentrumspartei (KESK)             | 2,7 %        | +0,2 | Insgesamt 85 Sitze - VAS: 15 - SDP: 21 - VIHR: 16 - KESK: 2 - RKP: 4 - KOK: 21 - KD: 1 - LIIK: 1 - PS: 4 |
| Christdemokraten (KD)             | 1,7 %        | ±0,0 | Insgesamt 85 Sitze - VAS: 15 - SDP: 21 - VIHR: 16 - KESK: 2 - RKP: 4 - KOK: 21 - KD: 1 - LIIK: 1 - PS: 4 |
| Liike Nyt (Bewegung Jetzt) (LIIK) | 1,0 %        | −2,3 | Insgesamt 85 Sitze - VAS: 15 - SDP: 21 - VIHR: 16 - KESK: 2 - RKP: 4 - KOK: 21 - KD: 1 - LIIK: 1 - PS: 4 |
| Wahlbeteiligung: 61,1 %           |              |      | |

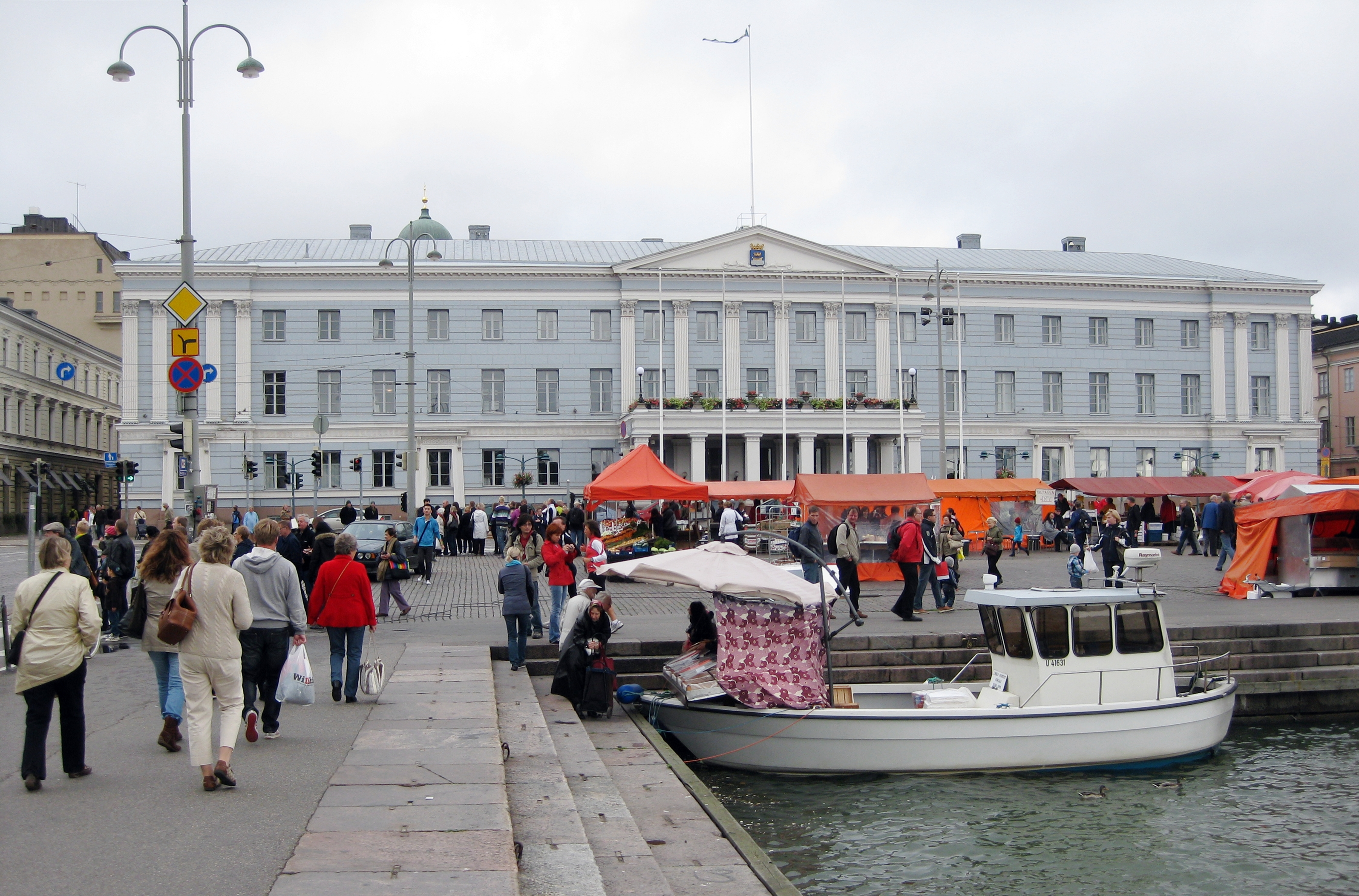
Der Marktplatz mit Blick auf das Rathaus am Südhafen

Wie in allen finnischen Städten, ist auch in Helsinki der Stadtrat (finn. kaupunginvaltuusto) die höchste Entscheidungsinstanz bei lokalen Angelegenheiten. Dazu zählen Stadtplanung, Schulen, Gesundheitswesen und öffentlicher Verkehr. Der aus 85 Mitgliedern bestehende Rat wird auf vier Jahre gewählt.
Traditionell stellt die konservative Sammlungspartei die stärkste Fraktion im Stadtrat, gefolgt vom Grünen Bund, der in Helsinki landesweit am stärksten vertreten ist und hier die Sozialdemokraten auf den dritten Platz verdrängt hat. Derzeit fallen knapp zwei Drittel der Sitze auf diese drei Parteien. Das Linksbündnis und die rechtspopulistischen Basisfinnen erreichten bei den Stadtratswahlen 2012 mit jeweils ca. 10 % ihre bisher besten Ergebnisse. Die Schwedische Volkspartei, die politische Vertretung der Finnlandschweden, erreicht mit gut 6 % einen Stimmenanteil, der dem Bevölkerungsanteil der Minderheit in der Hauptstadt entspricht. Obwohl eine der drei größten Parteien des Landes, hat die Zentrumspartei, wie in den meisten anderen Großstädten, nur eine geringe Bedeutung. Weiterhin im Stadtrat vertreten sind die Christdemokraten und die Kommunistische Partei Finnlands.
Der Stadtdirektor von Helsinki trug aus historischen Gründen den Titel Oberbürgermeister (finn. ylipormestari). Er war dem Stadtrat unterstellt und wird von diesem ernannt. Seit 2017 wählt der Stadtrat den Bürgermeister aus der Mitte der Delegierten und stellvertretenden Abgeordneten für eine Amtszeit von vier Jahren. Die Amtszeit des Bürgermeisters dauert an, bis ein neuer Bürgermeister gewählt wird. Der Rat kann jedoch die Amtszeit zwischen dem Bürgermeister und dem stellvertretenden Bürgermeister trennen. Jan Vapaavuori von der Sammlungspartei ist der erste nach dem neuen Verfahren gewählte Bürgermeister.

### Städtepartnerschaften
Helsinki unterhält keine Städtepartnerschaften, gehört aber zum METREX-Netzwerk der europäischen Metropolregionen. Die Stadt unterhält Beziehungen zu den Hauptstädten der anderen EU-Mitgliedsstaaten und Nordischen Länder sowie Städten des Ostseeraums. Daneben besteht eine besondere Zusammenarbeit mit Moskau und Peking. Helsinki ist Mitglied im Konvent der Bürgermeister.

## Kultur und Sehenswürdigkeiten

### Architektur

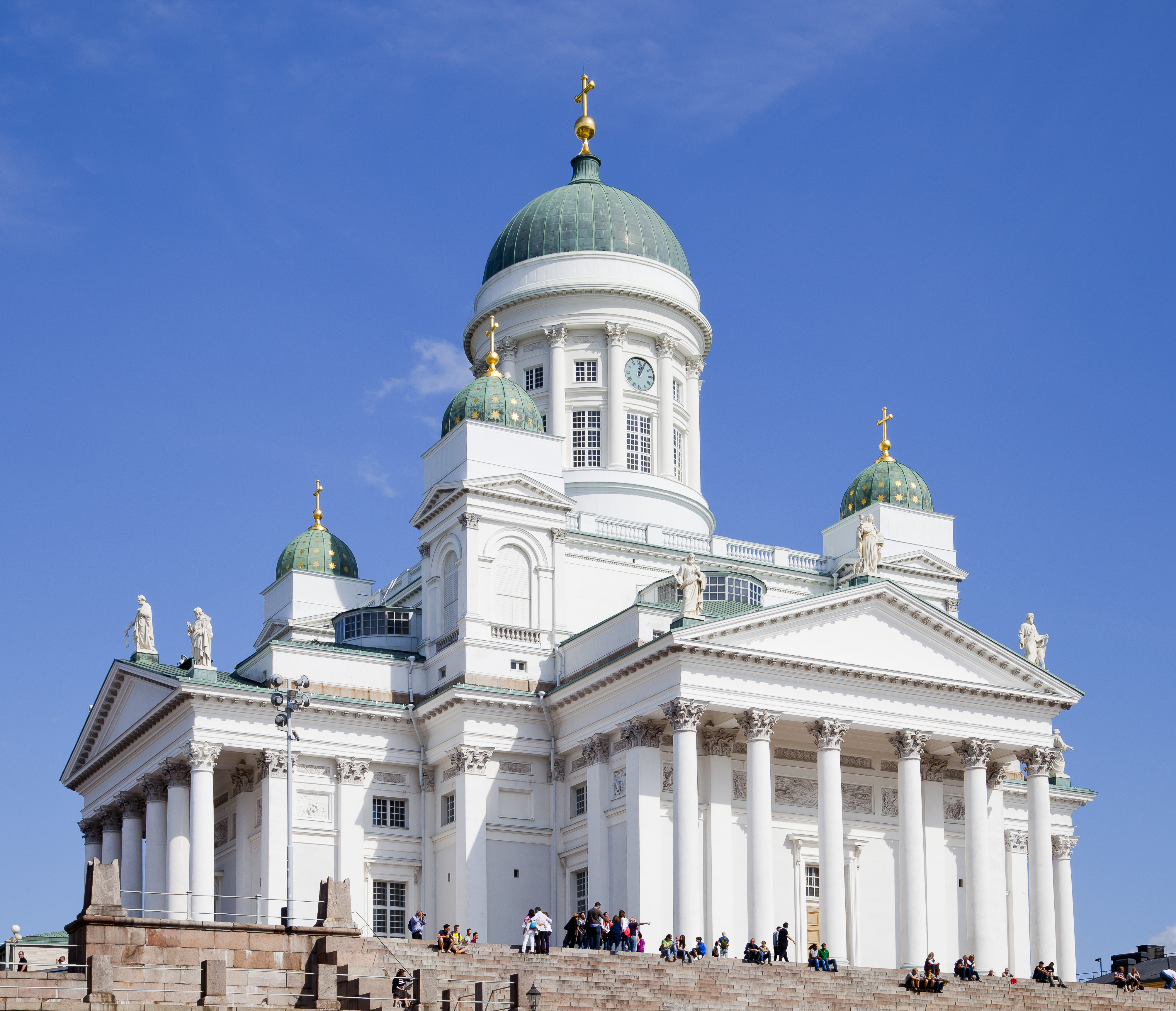
Der Dom von Helsinki ist das weithin sichtbare Wahrzeichen der Stadt

Helsinki gilt als Hochburg des Klassizismus. Zudem wird das Stadtbild durch die Jugendstil-Architektur aus den Anfangsjahren des 20. Jahrhunderts geprägt. Unter den modernen Gebäuden sind mehrere Vertreter des Funktionalismus hervorzuheben.
Klassizismus
Nachdem Helsinki 1812 zur Hauptstadt erkoren worden war, beauftragte man den Architekten Carl Ludwig Engel (1778–1840) mit der Planung eines repräsentativen Zentrums nach dem Vorbild von Sankt Petersburg. Rund um den zentralen Senatsplatz (Senaatintori) liegt ein einzigartiges klassizistisches Ensemble mit dem zwischen 1830 und 1852 erbauten Dom, dem alten Senatsgebäude und dem Hauptgebäude der Universität. Weitere nennenswerte klassizistische Bauten sind u. a. die Nationalbibliothek und der Präsidentenpalast. Engels klassizistisches Zentrum brachte Helsinki später den Beinamen weiße Stadt des Nordens ein.
Jugendstil

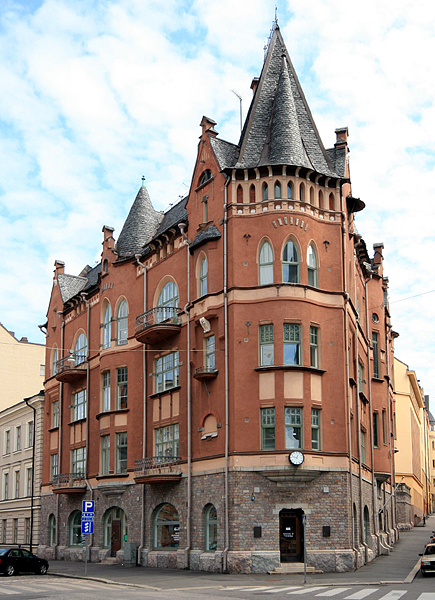
Jugendstilbau im Stadtteil Katajanokka

Der finnische Jugendstil ist stark von der nationalromantischen, vom Nationalepos Kalevala inspirierten Kunst jener Epoche beeinflusst.
Beispiele für die Jugendstilarchitektur kann man in den Wohnhäusern vor allem von Stadtteilen wie Katajanokka, Kruununhaka oder Eira entdecken. Auch Repräsentationsbauten wie der Hauptbahnhof, das Nationalmuseum oder die Kirche von Kallio entstanden im nationalromantischen Jugendstil. Als bedeutendster Vertreter der finnischen Jugendstilarchitektur gilt Eliel Saarinen (1873–1950).
Funktionalismus

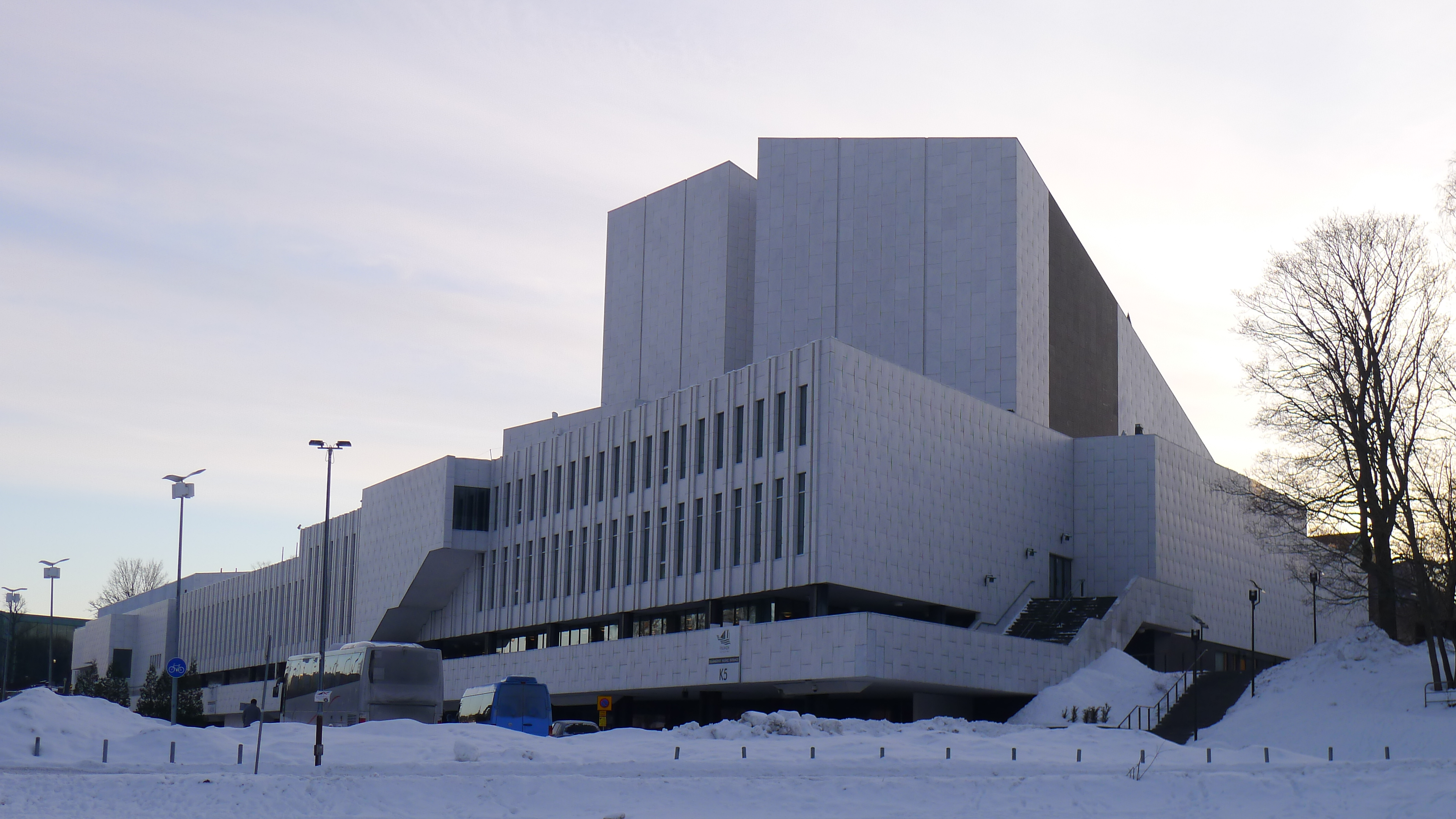
Die Finlandia-Halle, eines der prominentesten Beispiele des Funktionalismus

Mehrere Bauten in Helsinki entwarf der berühmte finnische Architekt Alvar Aalto (1898–1976), einer der Vorreiter des Funktionalismus. Viele seiner Entwürfe wie die Finlandia-Halle, ein 1971 fertiggestelltes Konzert- und Kongressgebäude, oder das Hauptquartier des Papierkonzerns Stora Enso sind von der Bevölkerung teilweise kontrovers aufgenommen worden. Entlang der Hauptstraße Mannerheimintie befinden sich mit dem Kulturzentrum Lasipalatsi, dem Posthaus und dem Olympiastadion weitere funktionalistische Bauten.

### Weitere Sehenswürdigkeiten
Die Flaniermeilen sind die Aleksanterinkatu und die Esplanadi. Erstere ist nach Zar Alexander I. benannt und führt vom Senatsplatz zum Mannerheimintie. Die Aleksanterinkatu wird von zahlreichen Geschäften gesäumt, darunter Stockmann, dem größten Warenhaus der nordischen Länder. Die Esplanadi verläuft parallel zur Aleksanterinkatu und besteht aus zwei Straßen Pohjoisesplanadi und Eteläesplanadi (Nord- und Südesplanade) mit einem dazwischen gelegenen Park. Am östlichen Ende der Esplanadi direkt am Südhafen liegt der Marktplatz (Kauppatori). Im Sommer werden auf dem belebten Markt Obst, Gemüse, frisch gefangener Fisch und Souvenirs verkauft. Dort befindet sich auch die Vanha kauppahalli, die älteste Markt- und Kaufhalle von Helsinki. Am Rand des Marktplatzes steht die bekannte Skulptur der Havis Amanda.

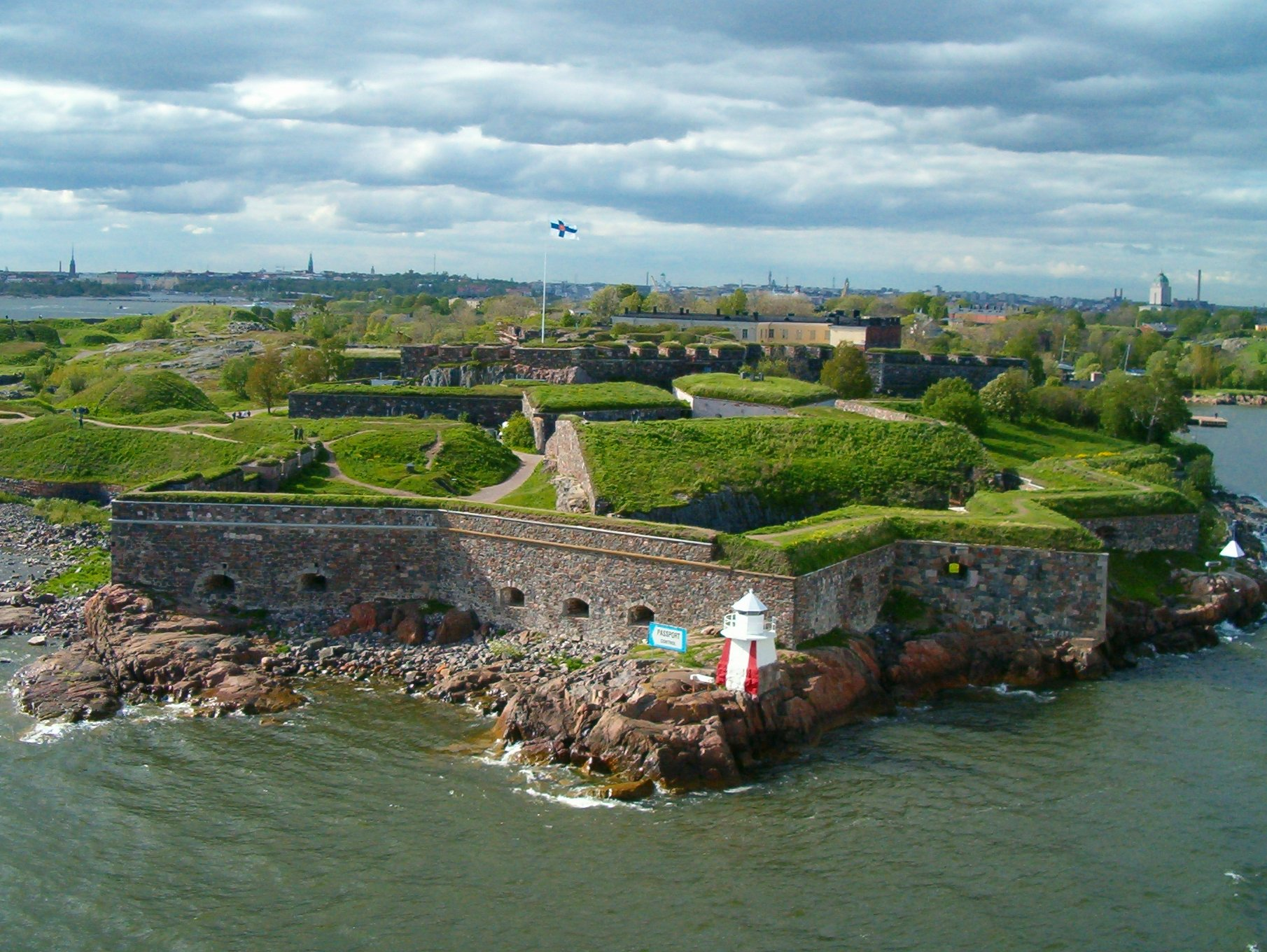
Die Festung Suomenlinna, auf fünf Inseln vor Helsinki gelegen

Das Sibelius-Denkmal

Vom Marktplatz verkehrt eine Fähre zur Festung Suomenlinna (schwed. Sveaborg). Die Festung wurde 1748 auf mehreren vorgelagerten Inseln erbaut und gehört seit 1991 zum UNESCO-Weltkulturerbe. Suomenlinna ist ein beliebtes Ausflugsziel für Einheimische wie Touristen. Die Inseln werden heute noch von etwa 950 Menschen bewohnt. Ein Teil des Geländes wird militärisch genutzt und ist für Zivilisten nicht zugänglich.
Auf einem Felsen im Westen der Halbinsel Katajanokka erhebt sich die orthodoxe Uspenski-Kathedrale. Der Bau im russisch-byzantinischen Stil wurde 1868 fertiggestellt und ist die größte orthodoxe Kirche im westlichen Europa. Ein weiteres Kirchengebäude, das viele Besucher anzieht, ist die moderne Temppeliaukio-Kirche im Stadtteil Töölö. Sie wurde 1969 in einen Granitfelsen hineingebaut. Noch jünger ist die 2012 fertiggestellte Kamppi-Kapelle. Ebenfalls im Stadtteil Kamppi befindet sich das älteste Hallenbad Finnlands, die Yrjönkadun uimahalli.
Das ehemalige Feuerschiff Relandersgrund ist heute ein Restaurantschiff.
Das Sibelius-Denkmal im Sibelius-Park im Stadtteil Töölö ist eine der meistbesuchten und beliebtesten Sehenswürdigkeiten der Stadt. Das abstrakte und seinerzeit kontrovers diskutierte Denkmal wurde 1967 eingeweiht.
Das Feuerwehrmuseum ist im Erottajan paloasema untergebracht.

### Theater

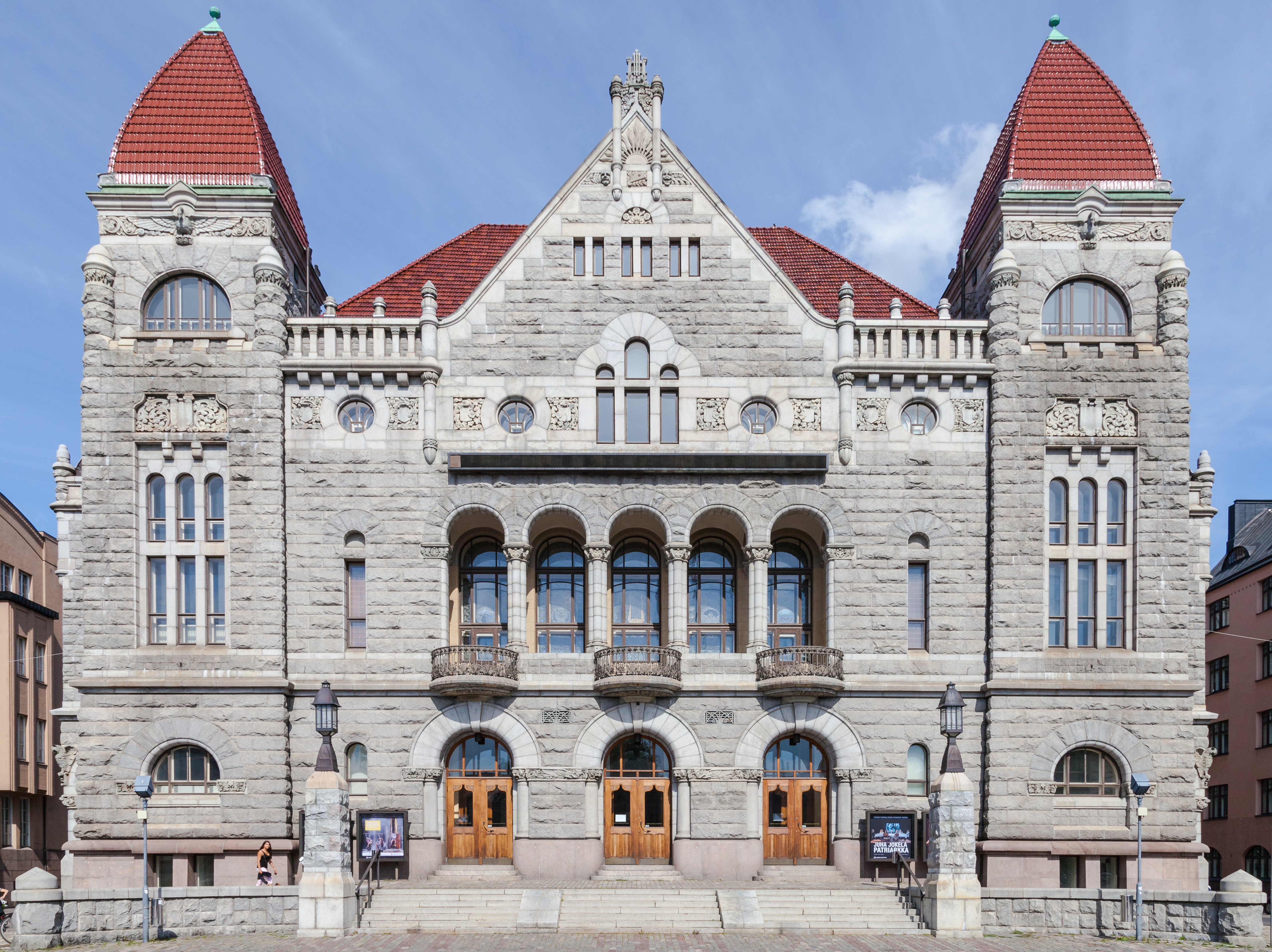
Das Finnische Nationaltheater

Helsinki hat drei größere Theater. Das Finnische Nationaltheater (Suomen Kansallisteatteri) wurde ursprünglich in Porvoo gegründet. Es war das erste Theater, das Stücke in finnischer Sprache aufführte. Seit 1902 ist es in einem Jugendstilgebäude am Bahnhofsplatz untergebracht. Das Helsinkier Stadttheater (Helsingin Kaupunginteatteri) entstand durch den Zusammenschluss des Arbeitertheaters und des Volkstheaters. Seit 1967 befindet sich das Stadttheater im Stadtteil Kallio. Das Schwedische Theater (Svenska Teatern) ist das älteste Theater der Stadt und führt Stücke auf Schwedisch auf.

### Musik

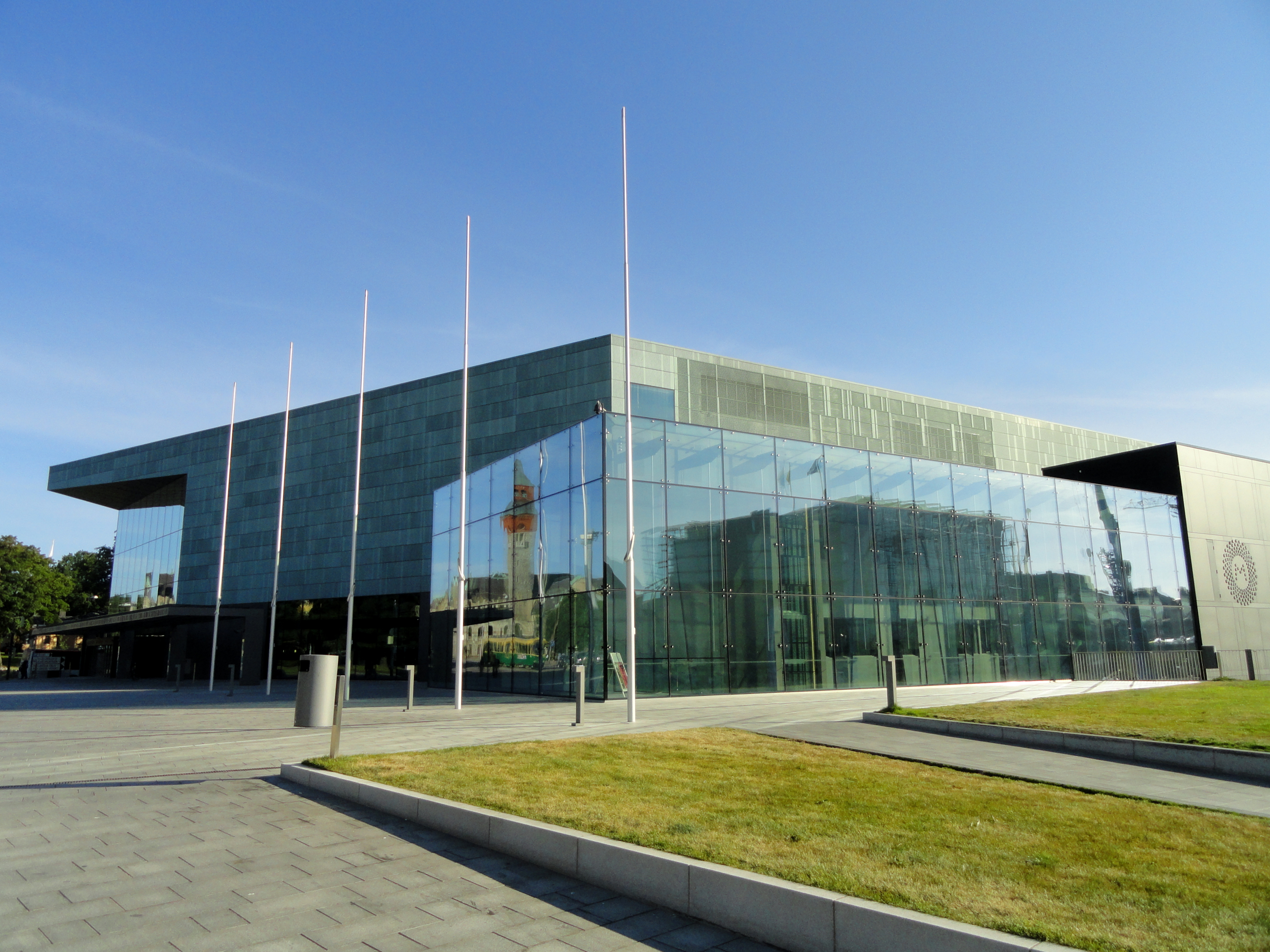
Das neue Musikzentrum Musiikkitalo

Das wichtigste Opernhaus des Landes ist die Finnische Nationaloper (Kansallisooppera) im Helsinkier Stadtteil Töölö. Neben Opern finden hier Konzerte und Ballettaufführungen statt. Im Jahr 2011 wurde das Konzerthaus Musiikkitalo eröffnet. Es ist das neue Musikzentrum des Philharmonischen Orchesters Helsinki (Helsingin kaupunginorkesteri), des finnischen Radio-Symphonieorchesters und der Sibelius-Akademie, der einzigen Musikhochschule Finnlands.
Ende August oder Anfang September ist Helsinki Schauplatz der Helsingfors Biennale. Konzerte, Ausstellungen, Oper und Ballett von internationalem Rang werden dann veranstaltet. Im Fünfjahreszyklus findet zu Ehren von Jean Sibelius der Internationale Violinwettbewerb statt.
Im Sommer finden im Zentrum Helsinki zahlreiche Rock- und Popveranstaltungen unter freiem Himmel statt, darunter mehrere kostenlose Konzerte im Park Kaivopuisto und im Park von Kaisaniemi neben dem Hauptbahnhof. Im letztgenannten Park zieht das jährliche Tuska Open Air Metal Festival jeden Juli rund 30.000 Besucher an und ist damit das größte Metalfestival Finnlands.

### Museen
Das Finnische Nationalmuseum (Suomen kansallismuseo) beherbergt Exponate über die Geschichte Finnlands von prähistorischen Zeiten bis ins 21. Jahrhundert. Das Museumsgebäude aus dem Jahr 1910 imitiert im nationalromantischen Jugendstil mittelalterliche Burgen und Kirchen. Das Museum der Stadt Helsinki stellt die fünfhundertjährige Geschichte Helsinkis vor. Auch die Universität Helsinki unterhält einige Museen, darunter das Universitätsmuseum und das Museum für Naturgeschichte.
Die Finnische Nationalgalerie ist auf drei Museen aufgeteilt. Im 1887 im Stil der Neorenaissance errichteten Ateneum am Bahnhofsplatz sind die wichtigsten finnischen Kunstwerke des 18. bis 20. Jahrhunderts ausgestellt, darunter etwa Gemälde von Akseli Gallen-Kallela, Helene Schjerfbeck und Albert Edelfelt. Das Sinebrychoff-Kunstmuseum (Sinebrychoffin taidemuseo) zeigt klassische europäische Kunst. Der zeitgenössischen Kunst sind die Kunsthalle Helsinki und das Kiasma-Museum gewidmet. Diese Sammlungen enthalten finnische und ausländische, vor allem nordeuropäische Kunst ab den 1960er Jahren. Die Architektur des modernen Baus an der Straße Mannerheimintie führte bei seiner Eröffnung 1998 zu Kontroversen. In Helsinki befindet sich mit dem Finnischen Architekturmuseum eines der ältesten Architekturzentren Europas. Neben dem Architekturmuseum liegt das Designmuseum, in dem u. a. die Kunst des finnischen Architekten und Designers Alvar Aalto vorgestellt wird.
Das Kunstmuseum HAM (Helsinki Art Museum) befindet sich in dem funktionalistischen ehemaligen Tennispalast in der Stadtmitte. Das HAM spezialisiert sich auf moderne und zeitgenössische Kunst und lockt Besucher mit seinen außergewöhnlichen Ausstellungen wie etwa zu Charlie Chaplin, Yayoi Kusama und Tove Jansson. Es zeigt die Kunstwerke auch außerhalb der eigenen Räumlichkeiten in Parks, U-Bahn-Stationen und auf den Straßen Helsinkis.
Auf der Insel Kuusisaari im äußersten Westen der Stadt, nahe der Grenze zur Nachbarstadt Espoo, befindet sich das Kunstmuseum Didrichsen. Das Ehepaar Marie-Louise und Gunnar Didrichsen sammelte seit der Mitte des 20. Jahrhunderts Kunstwerke und machte seine von einem modernen Skulpturenpark umgebene Villa, errichtet von dem Architekten Viljo Revell in den Jahren 1958/59, zu einem Museum. Jährlich werden dort Ausstellungen von Künstlern wie Edvard Munch und Helene Schjerfbeck gezeigt.

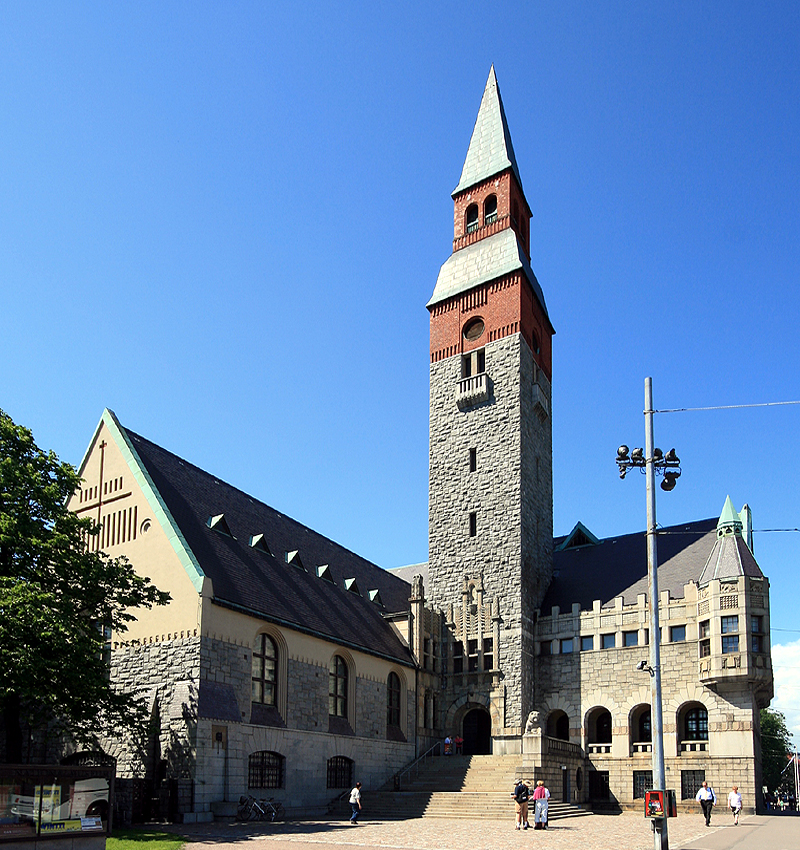
Das Finnische Nationalmuseum
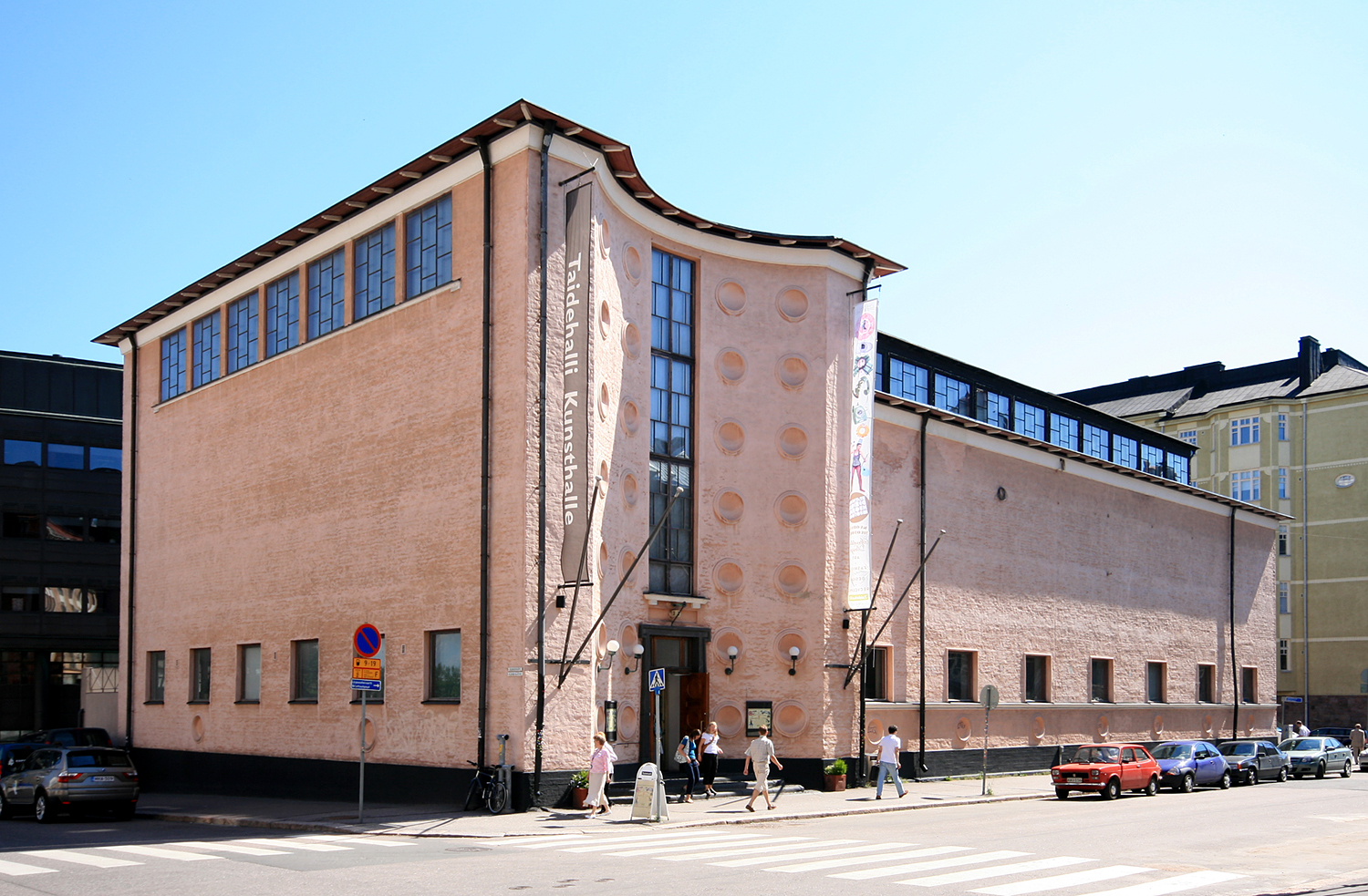
Kunsthalle Helsinki
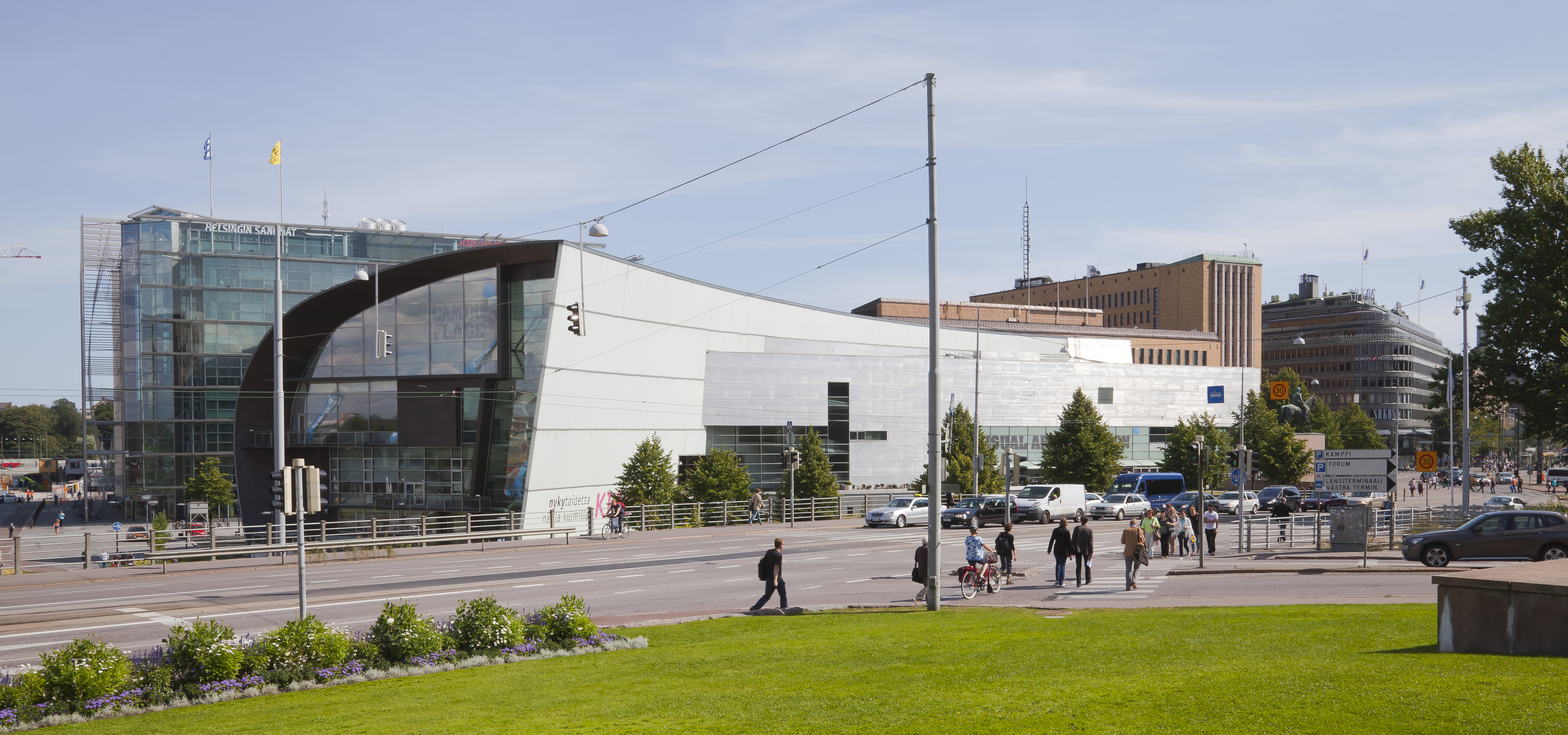
Das Kiasma-Museum für moderne Kunst
Das Ateneum
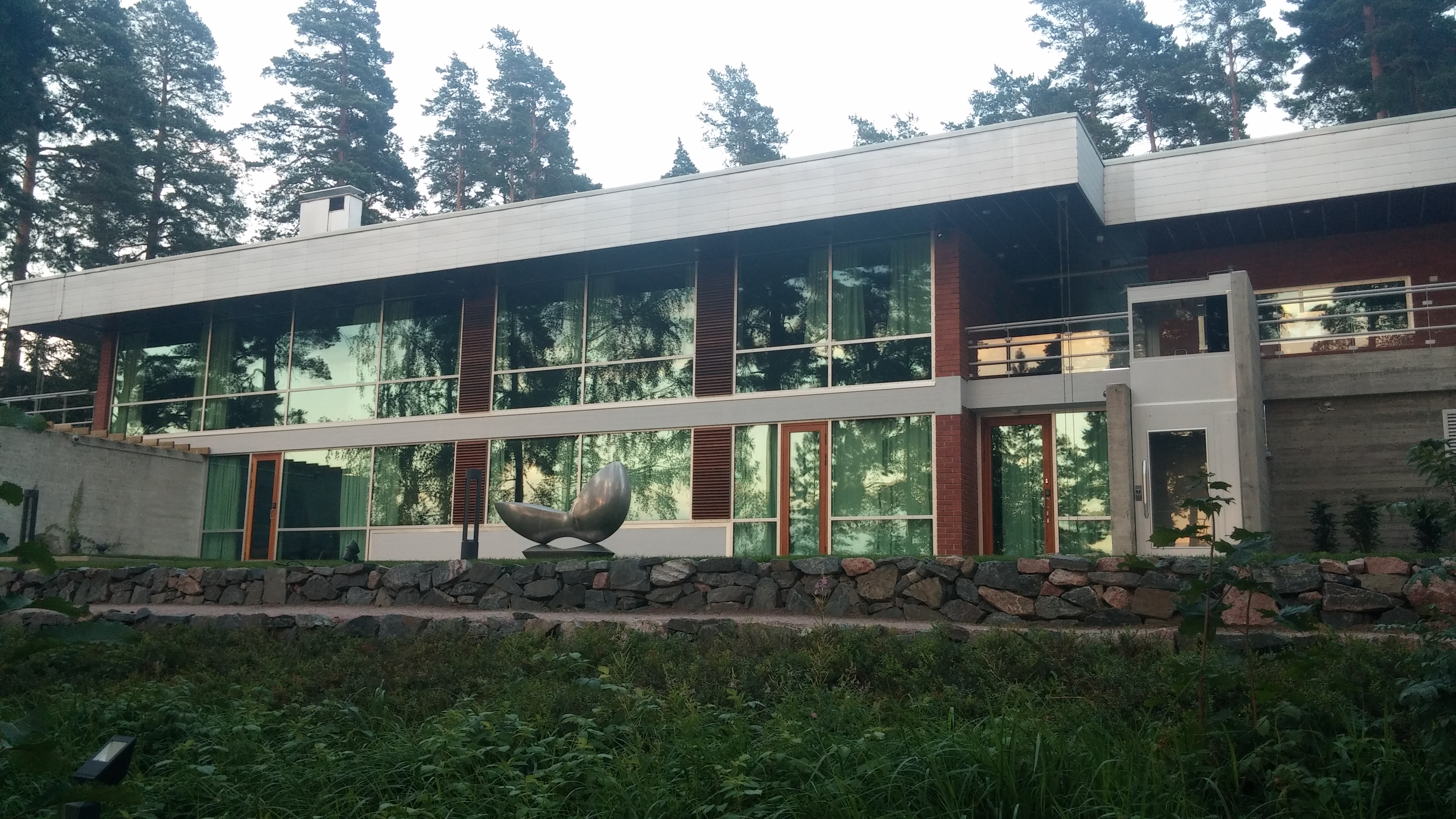
Das Kunstmuseum Didrichsen
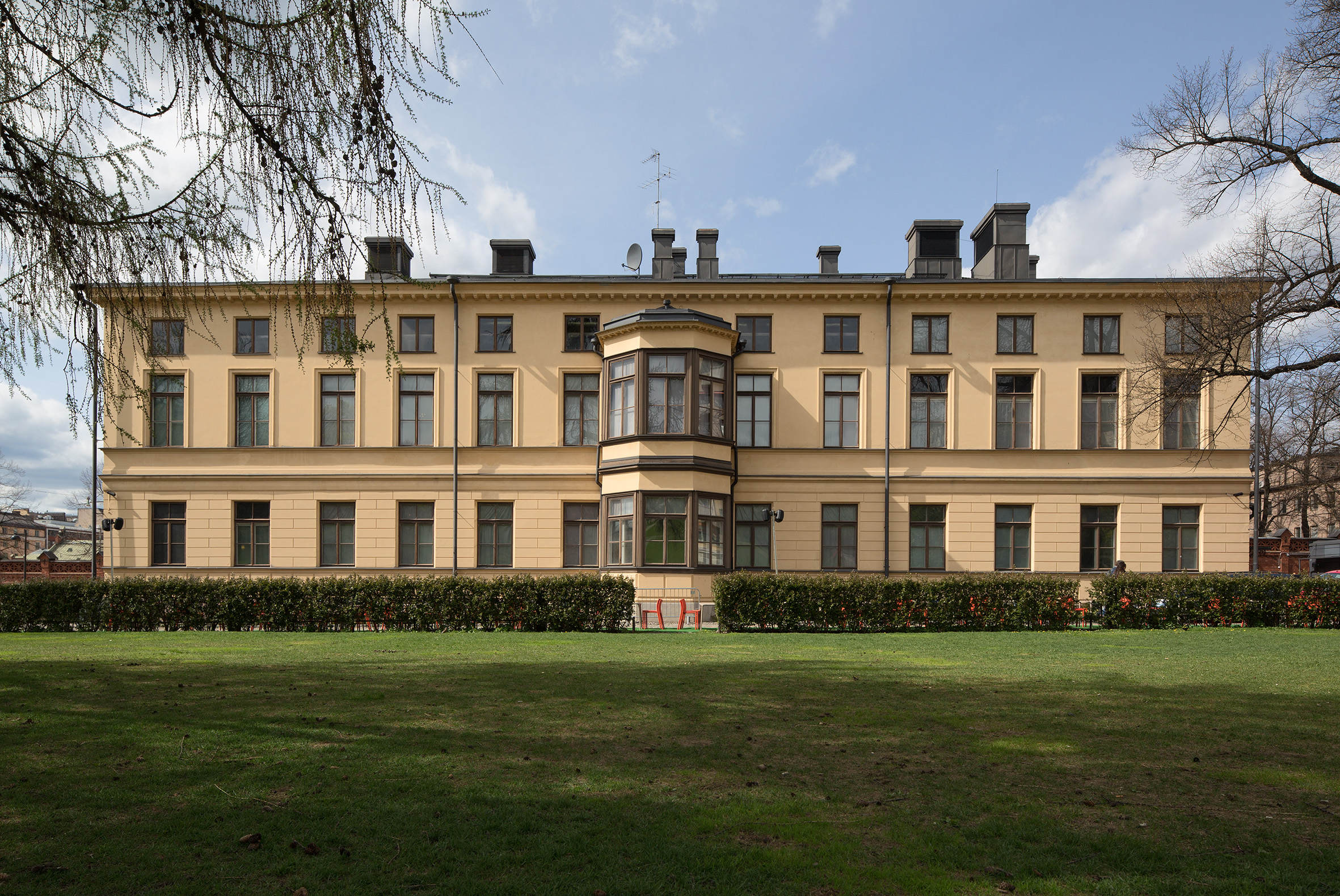
Sinebrychoff-Kunstmuseum

### Freizeit und Erholung
Für eine Stadt ihrer Größenordnung verfügt Helsinki über recht viele Grünanlagen. Ungefähr 30 % des Stadtgebietes bestehen aus Wäldern oder Parks. Der bekannteste Park Helsinkis ist der im Südosten des Stadtzentrums direkt am Meer gelegene Kaivopuisto. Er entstand in den 1830er Jahren als Park eines Kurbades. Seit 1886 ist er ein öffentlicher Park. Von den Felsen des Kaivopuisto eröffnet sich ein Blick über die Schären vor der Küste Helsinkis hinüber nach Suomenlinna. Weitere Parks im Zentrum sind der Park in Kaisaniemi und der sogenannte Pestpark (Ruttopuisto) an der Alten Kirche in der Bulevardi-Straße. Letzterer diente bis 1829 als Friedhof und erhielt seinen Namen, weil dort die Toten der Pestepidemie von 1710 bestattet wurden.
Im zentrumsnahen Stadtteil Alppiharju befindet sich der 1950 eröffnete Freizeitpark Linnanmäki. Er wird umgangssprachlich auch Lintsi genannt und wird vom Kinderhilfswerk Lasten Päivän Säätiö betrieben. Der Park hat 40 Fahrgeschäfte von unterschiedlicher Größe, deren bekanntestes die 1951 gebaute Holzachterbahn Vuoristorata ist. Der Eintritt ist frei; die einzelnen Fahrgeschäfte verlangen jedoch Eintritt (mit einigen Ausnahmen, wie z. B. dem Aussichtsturm Panoraama). Linnanmäki hat von April bis September geöffnet.
An der Hietaniemi-Bucht im Westen des Zentrums befinden sich ein Badestrand und der weitläufige Friedhof von Hietaniemi. Etwas weiter nördlich im Stadtteil Taka-Töölö liegt der Sibelius-Park mit dem Sibelius-Denkmal, das zu Ehren des Komponisten Jean Sibelius aus über 600 Stahlröhren errichtet wurde. Die Insel Seurasaari ist ein beliebtes Ausflugsziel und beherbergt ein Freilichtmuseum. Der größte Park in Helsinki ist der 10 km² große Zentralpark (Keskuspuisto), der nördlich von Töölö beginnt und bis zur Nordgrenze Helsinkis reicht. Allerdings handelt es sich eher um ein naturbelassenes Waldgebiet als um einen Park. Als Besonderheit des Parks gelten die Flughörnchen, deren Population sich in den letzten Jahren erstaunlich schnell erholt hat, nachdem sie Ende des 20. Jahrhunderts schon als verschwunden gegolten hatten.

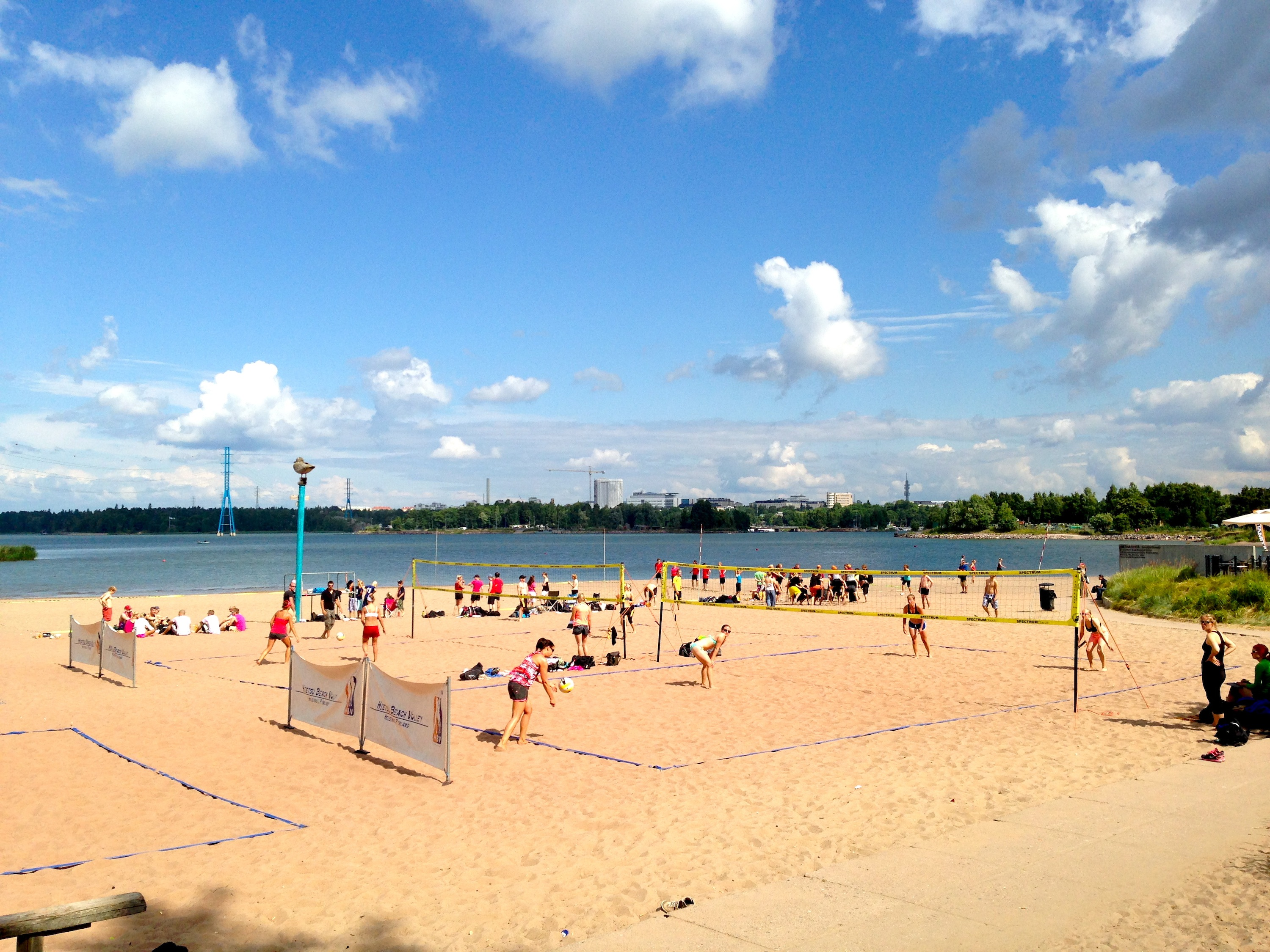
Der Badestrand Hietaranta ist der größte Strand der Stadt
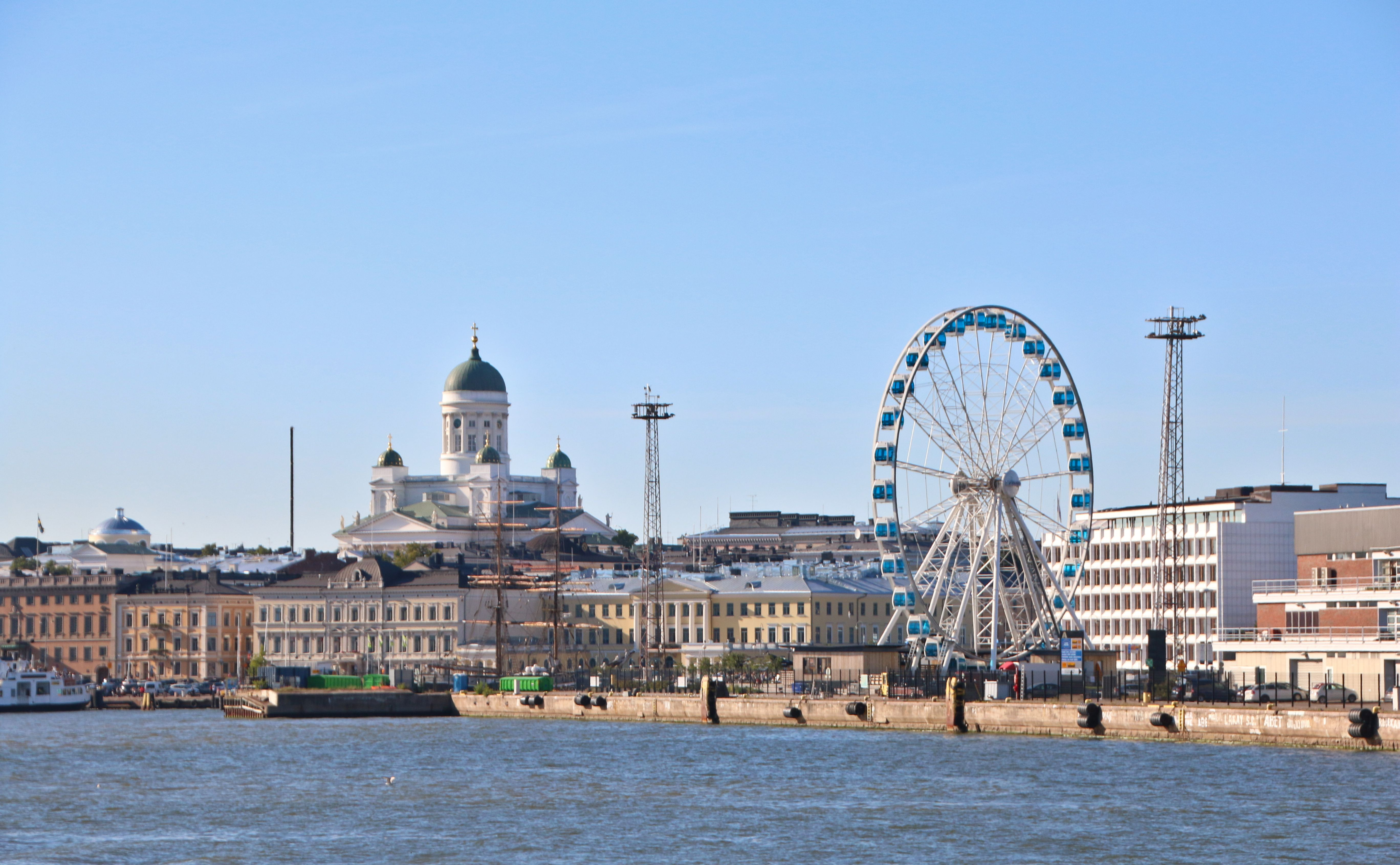
Vom Südhafen aus fuhren die meisten Freizeitfähren ab
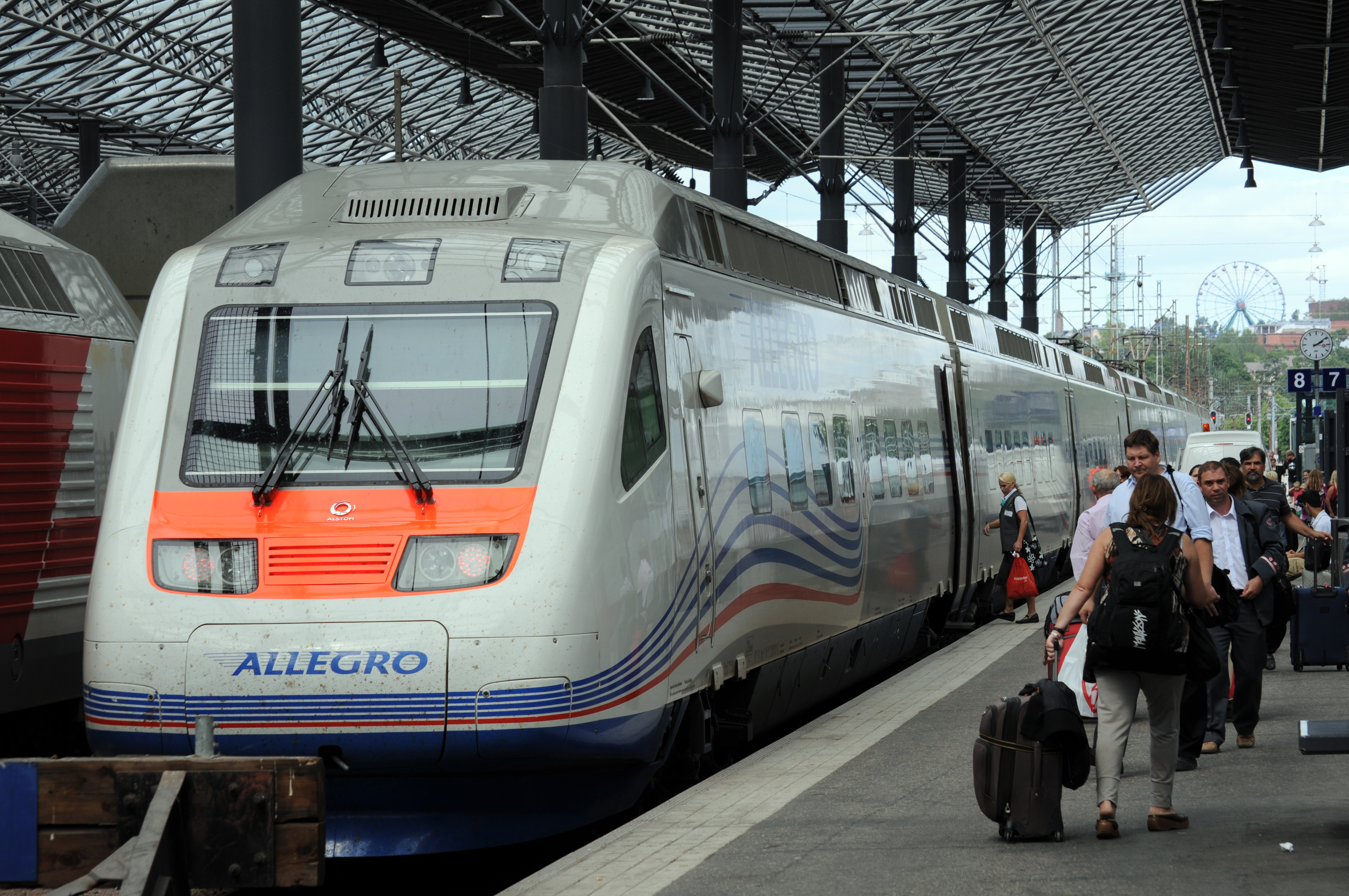
Allegro-Züge fuhren mehrmals täglich nach St. Petersburg
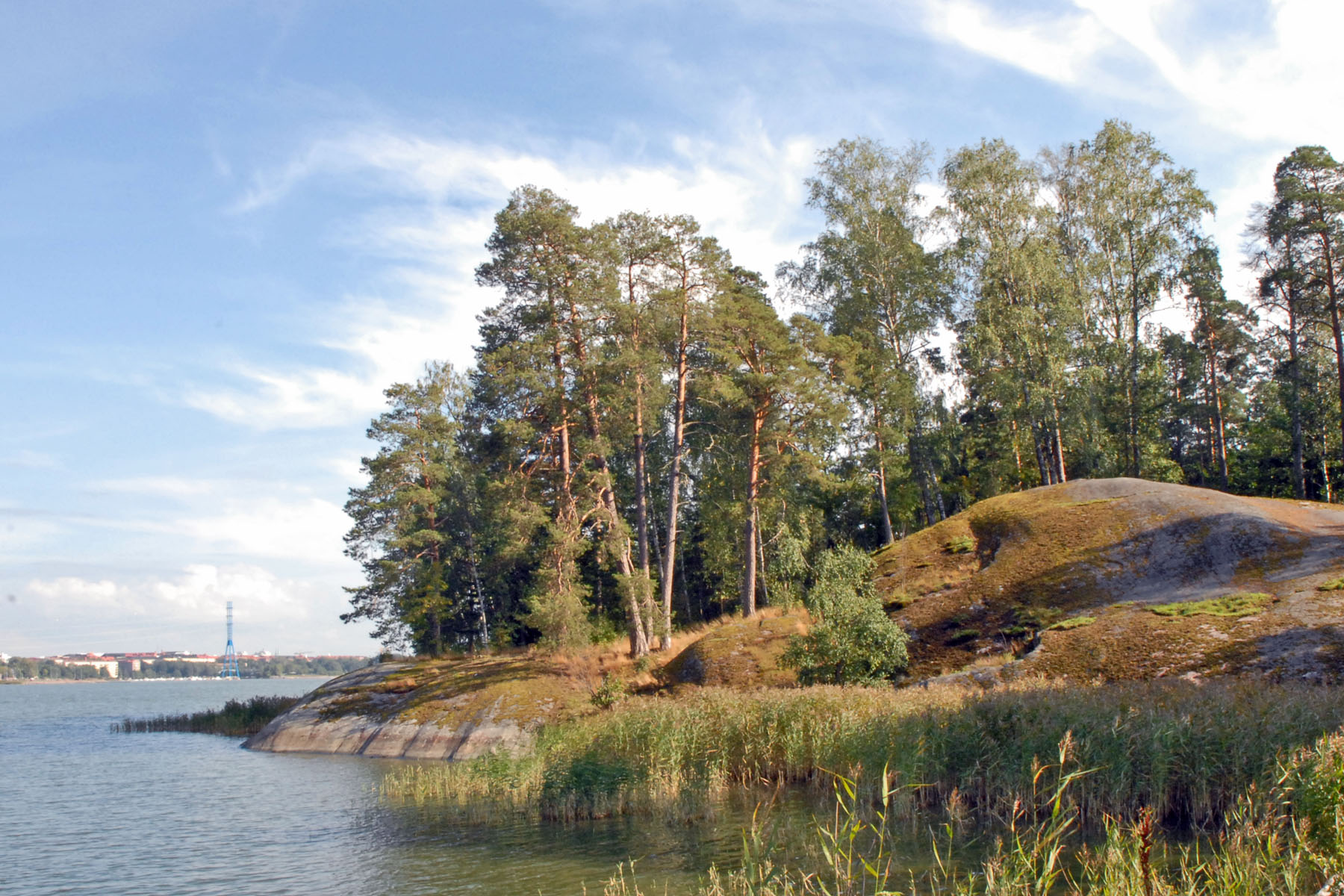
Die Insel Seurasaari ist ein beliebtes Ausflugsziel
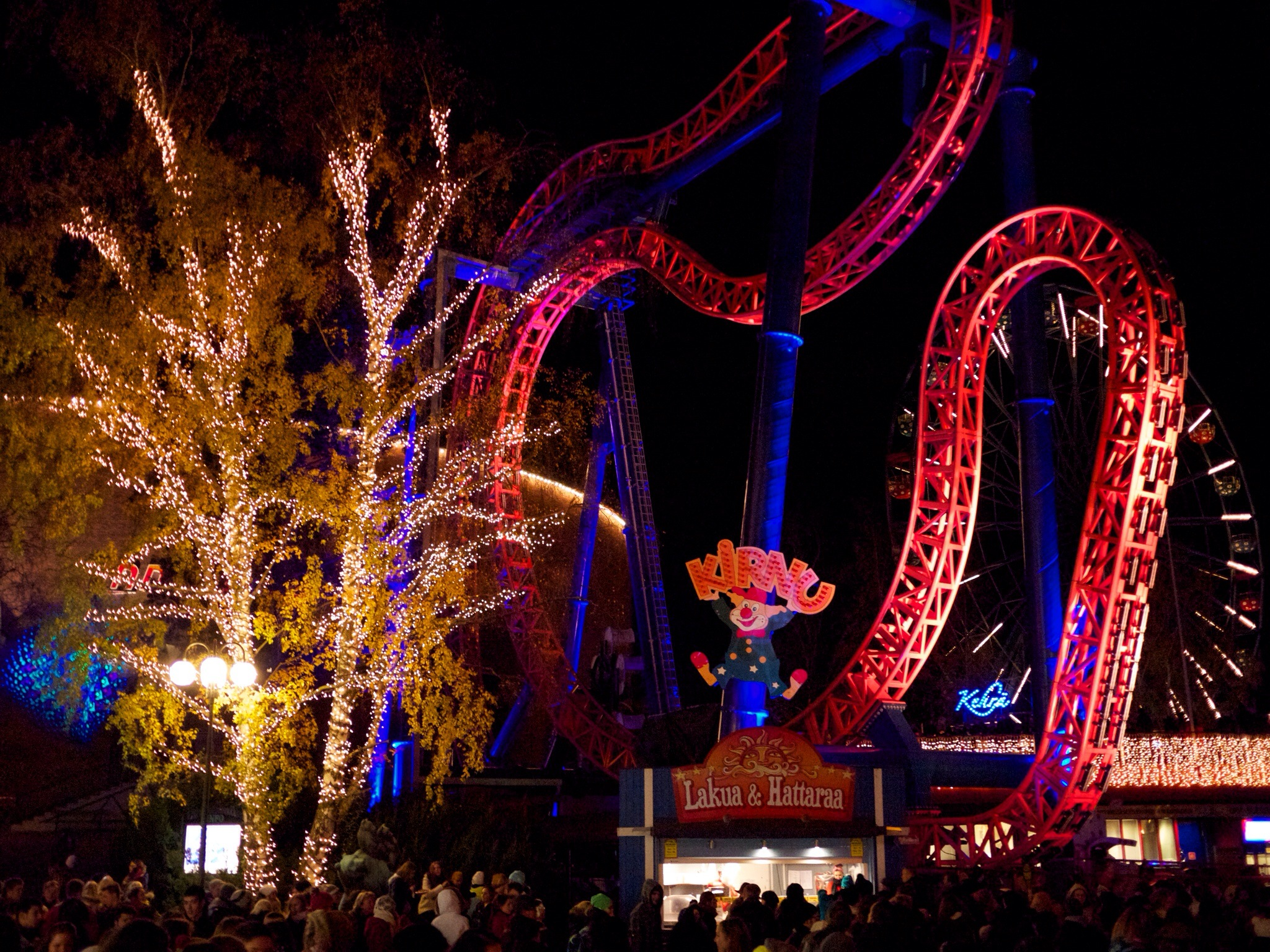
Der Freizeitpark Linnanmäki bei Nacht
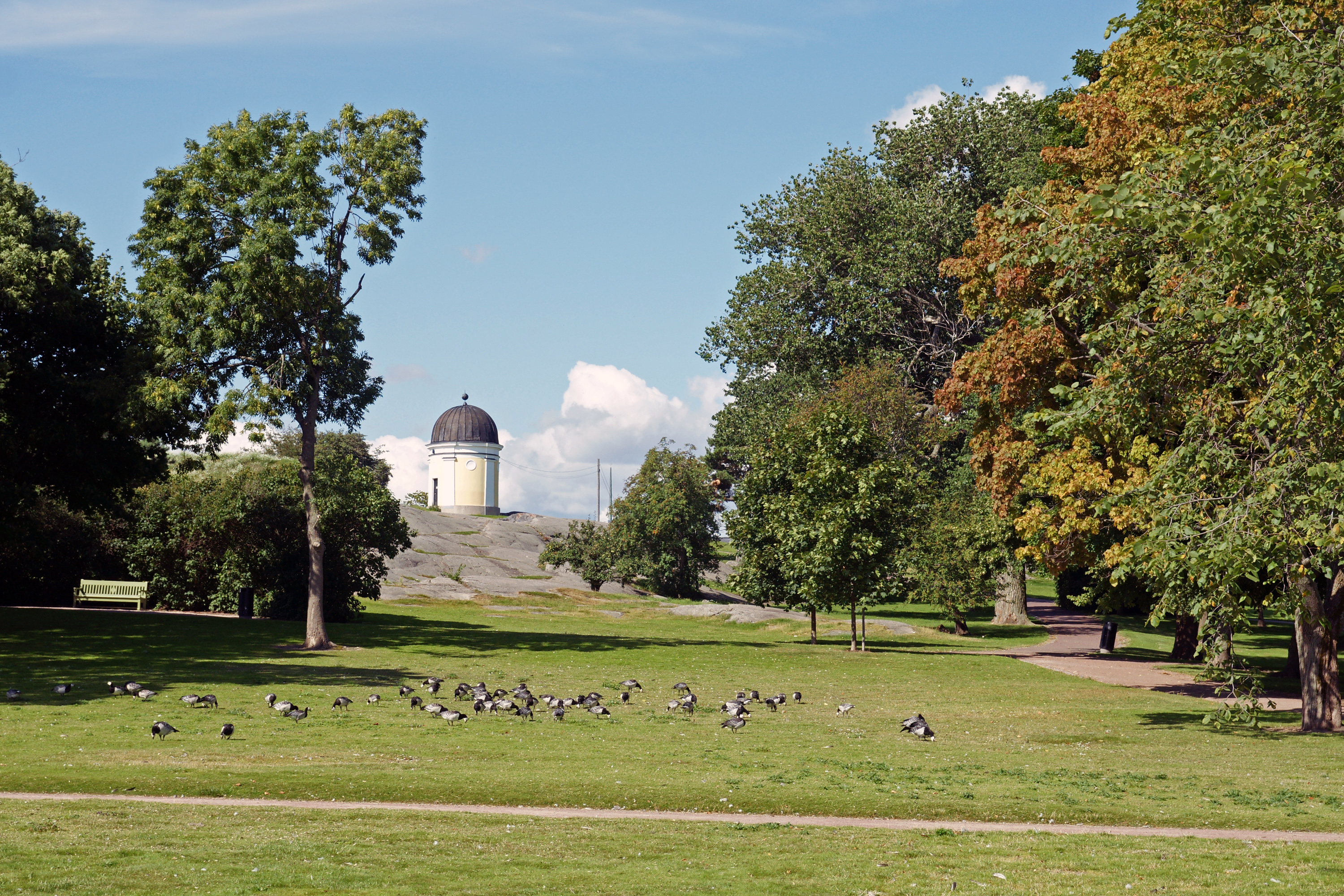
Kaivopuisto

### Sport

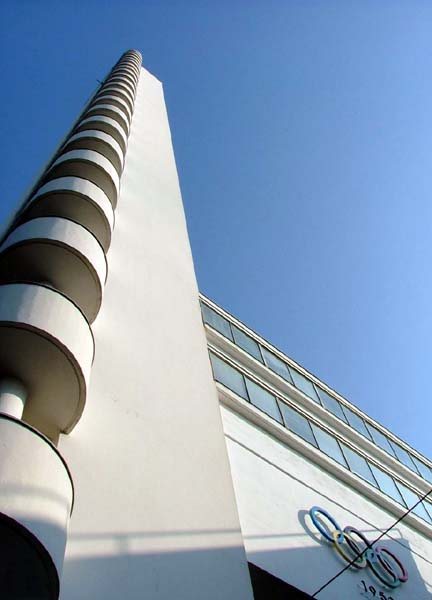
Der 72 m hohe Turm des Olympiastadions

Die wichtigste internationale Sportveranstaltung, die bisher in Helsinki stattgefunden hat, waren die Olympischen Sommerspiele 1952. Ursprünglich sollte Helsinki bereits die Olympischen Spiele 1940 ausrichten, diese mussten aber wegen des Zweiten Weltkrieges abgesagt werden. Das größte internationale Ereignis, das in Finnland stattgefunden hat, war für das kleine Land, das sich gerade erst von den Kriegsfolgen erholte, eine Möglichkeit, sich der Weltöffentlichkeit zu präsentieren. Die Leichtathletik-Weltmeisterschaften fanden 1983 und 2005 in Helsinki statt. Daneben wurde 1974, 1982, 1991, 1997 und 2003 in Helsinki um die Eishockey-Weltmeisterschaft gespielt. Im Jahr 2009 war Helsinki zentraler Schauplatz der in Finnland ausgetragenen Fußball-Europameisterschaft der Frauen.
Der Fußballklub HJK Helsinki ist der Rekordmeister der Veikkausliiga. In der Saison 1998/99 qualifizierte er sich als erster und bislang einziger finnischer Verein für die UEFA Champions League. Er trägt seine Heimspiele im 2000 erbauten Finnair Stadium neben dem Olympiastadion aus. Im Eishockey gehören die beiden Helsinkier Klubs Jokerit und HIFK zu den Spitzenmannschaften der KHL bzw. der Liiga. Die Heimarena von HIFK ist die Eishalle Helsinki, ebenfalls in Nachbarschaft des Olympiastadions, während Jokerit in der 1997 eröffneten Multifunktionshalle Hartwall Arena im Stadtteil Pasila spielt. Der SSV Helsinki gewann mehrfach Meisterschaft und den Pokal im Floorball.
Die größte regelmäßig in Helsinki stattfindende Sportveranstaltung ist der Helsinki Cup, ein seit 1976 veranstaltetes Fußballturnier für Junioren. 2002 wurde mit 819 Mannschaften ein Teilnehmerrekord aufgestellt. Am Helsinki City Marathon nehmen alljährlich rund 6000 Läufer statt. Der Rundparcours der Marathonstrecke beginnt in der Nähe des Olympiastadions neben dem Paavo-Nurmi-Denkmal, führt am Ostseeufer entlang über mehrere Brücken und Inseln und endet normalerweise im Olympiastadion (während der Renovierung des Stadions von 2016 bis 2019 im direkt angrenzenden Töölö-Fußballstadion).
Ein auslandsdeutscher Fußballverein ist der seit 2015 bestehende FC Germania Helsinki, der auch soziale und kulturverbindende Vereinsarbeit betreibt.

## Wirtschaft

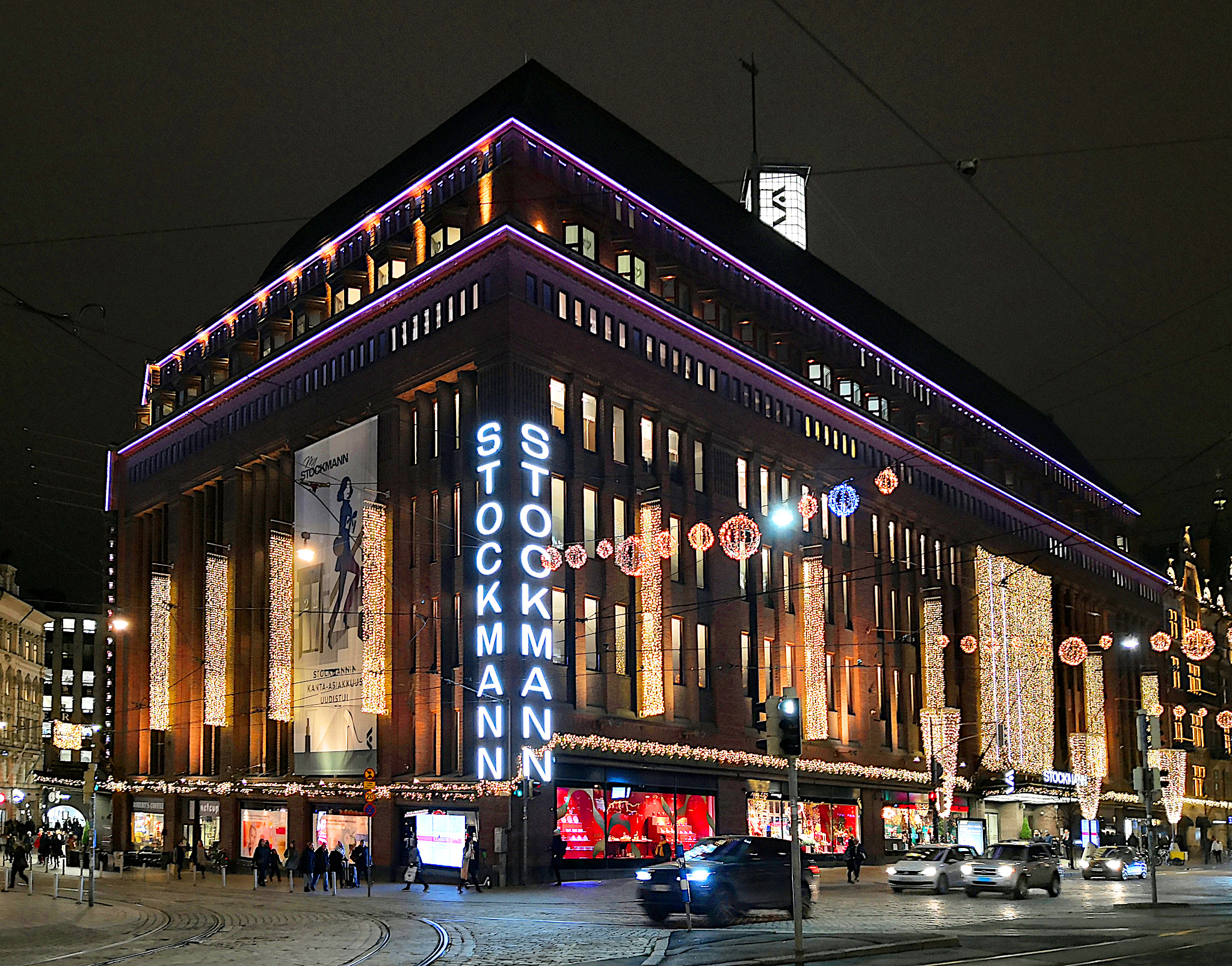
Das Hauptgeschäft von Stockmann im Zentrum Helsinkis

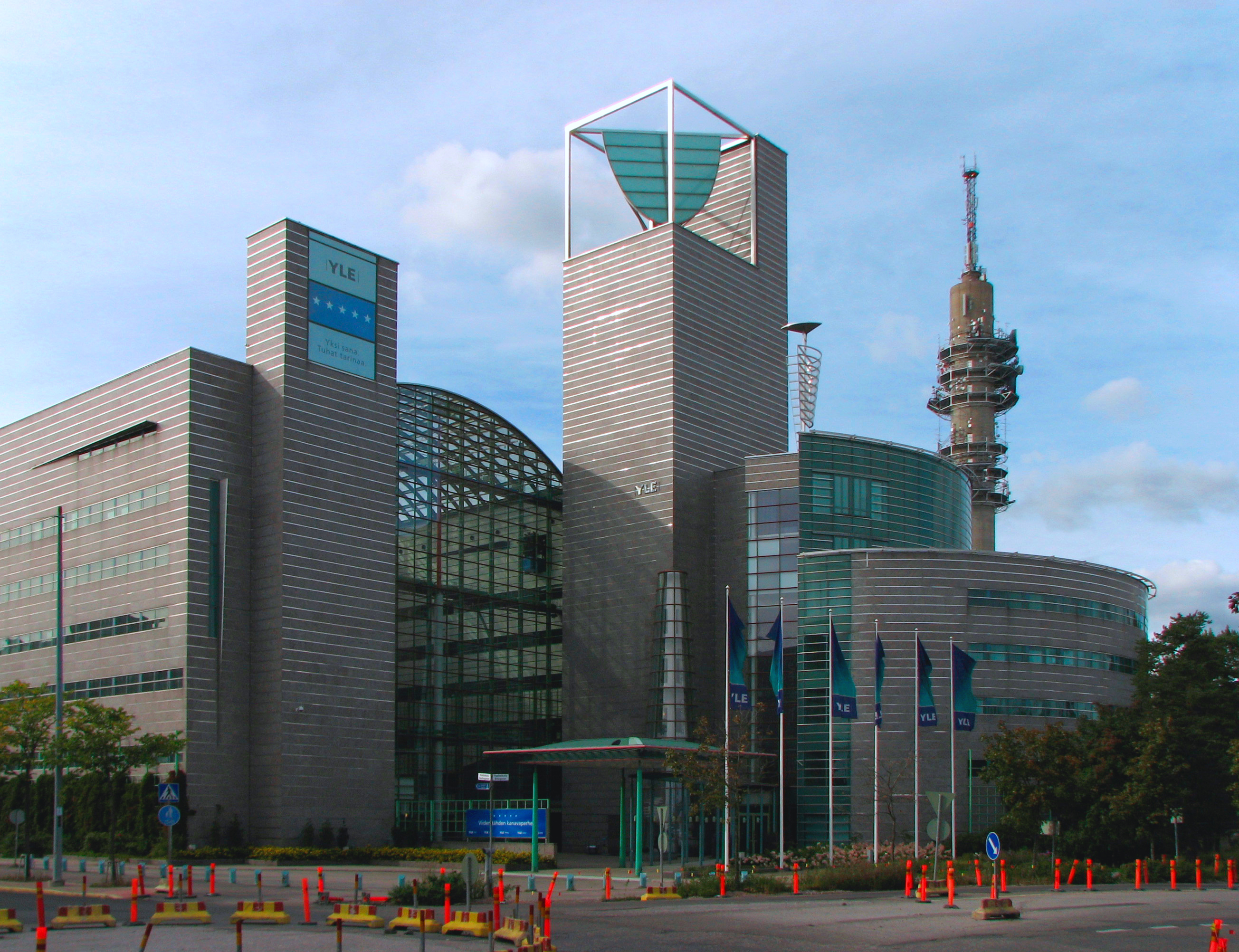
Hauptgebäude von Yle

Die Wirtschaft Finnlands ist untrennbar mit der Region Helsinki verbunden, die ungefähr ein Drittel des Bruttoinlandsproduktes der Volkswirtschaft erwirtschaftet. Mit der Börse Helsinki und zahlreichen Banken ist Helsinki Zentrum des Finanzlebens in Finnland. Als Rückgrat der Wirtschaft von Helsinki können heute die Informationstechnik und der Finanzsektor gelten.
Die Wirtschaft von Helsinki hat sich schrittweise von der Industrie entfernt und beruht heute hauptsächlich auf dem Dienstleistungssektor. Die meisten finnischen Konzerne und die regionalen Abteilungen von internationalen Konzernen haben ihre Hauptquartiere im Großraum Helsinki, hauptsächlich wegen der internationalen Verbindungen, des Logistik-Netzwerks und der Verfügbarkeit von Arbeitskräften. 83 der 100 größten Unternehmen des Landes haben ihren Hauptsitz in Helsinki. Allerdings haben sich einige der bedeutendsten Unternehmen, darunter zum Beispiel Nokia, in der Nachbarstadt Espoo angesiedelt. Zu den wichtigsten in Helsinki selbst ansässigen Konzernen gehören der Telekom-Dienstleister Elisa, die Medienkonzerne Otava und Sanoma sowie im Handelswesen die Einzelhändler Kesko, HOK-Elanto sowie die Warenhauskette Stockmann.
Auch Yleisradio, die öffentlich-rechtliche Rundfunkanstalt Finnlands, hat ihren Sitz in der Hauptstadt. Yle betreibt vier nationale Fernsehsender sowie einige nationale und regionale Radiosender. Die Rundfunkanstalt ist Mitglied in der Europäischen Rundfunkunion (EBU) und der Nordvision, einem Zusammenschluss staatlicher Rundfunkanstalten in den nordischen Ländern.
Während der Mitte des 20. Jahrhunderts konnte Helsinki als wichtigster Industriestandort Finnlands gelten, doch zwischen 1960 und 1980 halbierte sich die Anzahl der Arbeitsplätze im Industriesektor. Übriggeblieben sind aber noch unter anderem die Werft Helsinki Shipyard in Hietalahti und die ABB-Werke in Pitäjänmäki. Die Arabia-Keramikfabrik, die zeitweilig eine der größten in Europa war, wurde 2016 geschlossen; ihre Produktion wurde nach Rumänien und Thailand ausgelagert.
Jedes Jahr im Oktober findet im Zentrum Helsinkis der traditionelle Strömlingsmarkt statt.
Jedes Jahr im November findet in Helsinki das Startup- und Technik-Event Slush statt.
Für das Jahr 2012 wurde Helsinki von der World Design Organization zum World Design Capital nominiert.
In einer Rangliste der Städte nach ihrer Lebensqualität belegte Helsinki im Jahr 2018 den 32. Platz unter 231 untersuchten Städten weltweit.

## Verkehr

### Flugverkehr

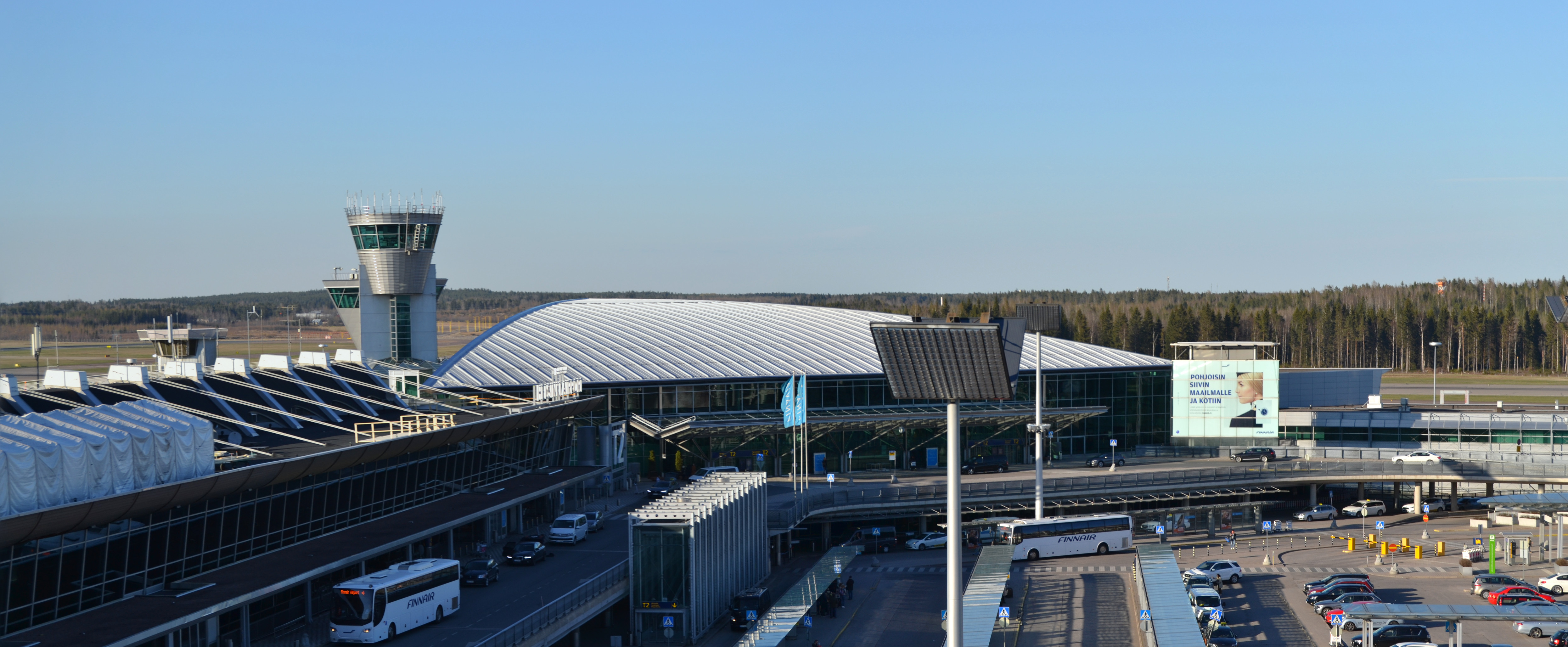
Flughafen Helsinki-Vantaa

Der internationale Flughafen Helsinki-Vantaa liegt 15 Kilometer nördlich des Stadtzentrums in der Nachbarstadt Vantaa. Er ist der größte Verkehrsflughafen Finnlands und bedient 18 Millionen Fluggäste im Jahr. Bis zu seiner Eröffnung im Jahr 1952 war der Flughafen Malmi im Stadtteil Malmi, 10 Kilometer nordöstlich des Zentrums, der Hauptflughafen der Stadt. Heute dient er der allgemeinen Luftfahrt. Die Stadt Helsinki strebt langfristig eine Schließung des Flughafens Malmi an, um die Fläche für den Wohnungsbau freizumachen. Die geplante Schließung ist aber umstritten. Daneben betrieb die Fluggesellschaft Copterline bis 2008 eine Hubschrauberverbindung vom Hafen Helsinkis nach Tallinn.

### Schifffahrt

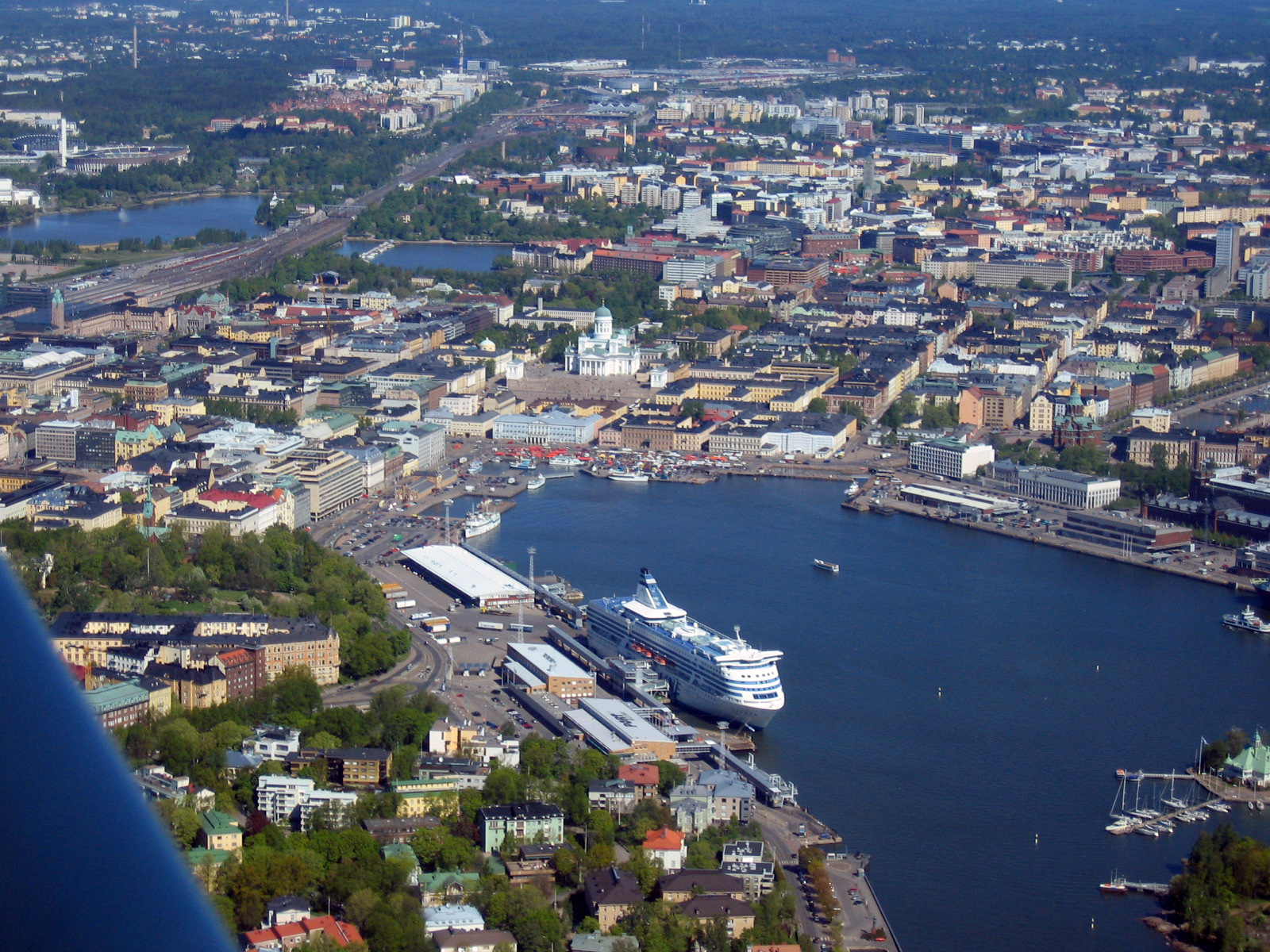
Der Südhafen mit Olympiaterminal, Hauptanlegestelle der Fähren der Silja Line

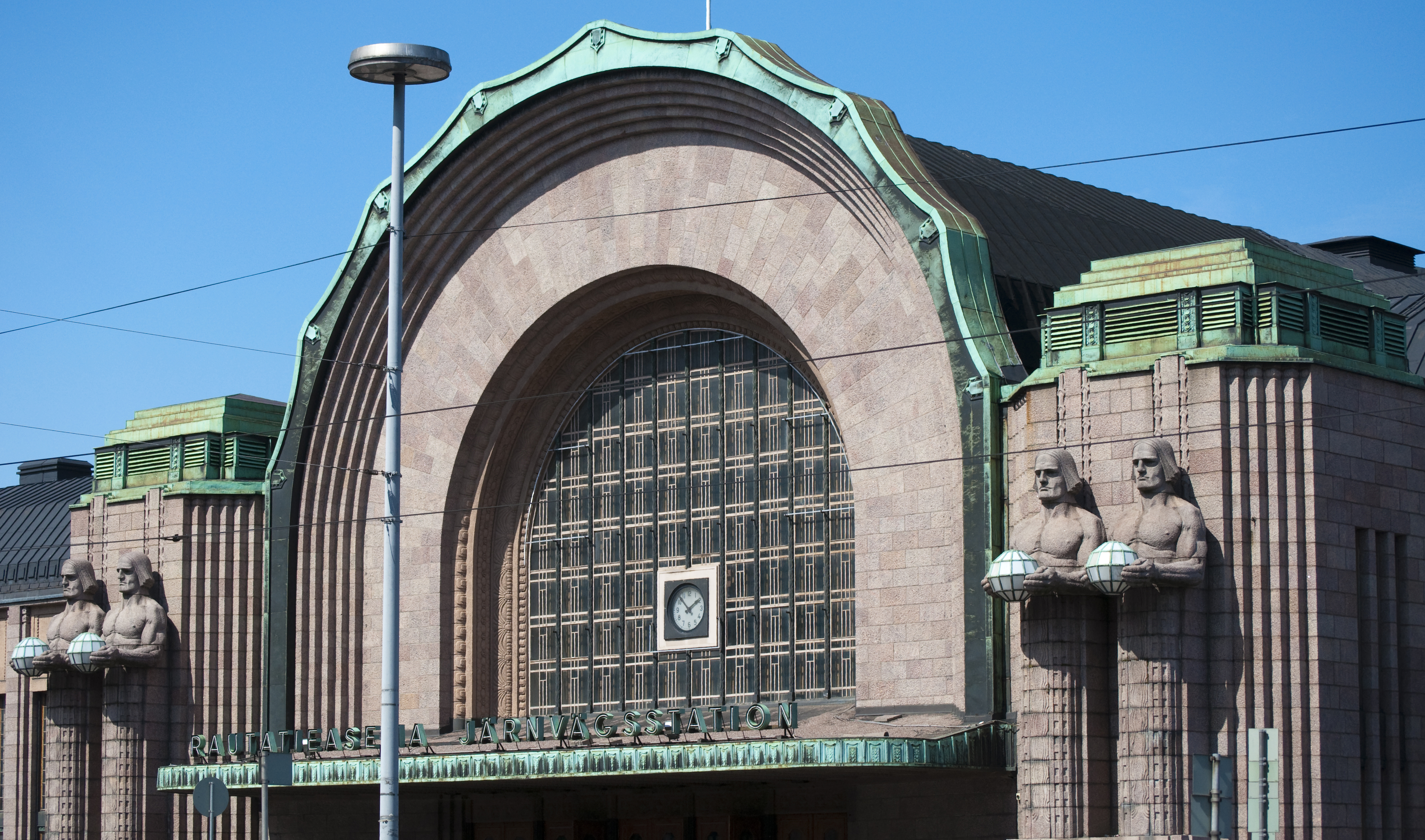
Der Hauptbahnhof von Helsinki

Der Hafen Helsinki ist der größte Hafen für den Fracht- und Personenverkehr in Finnland. Der Personenverkehr konzentriert sich auf den im unmittelbaren Zentrum der Stadt gelegenen Südhafen (Eteläsatama) sowie auf den Westhafen (Länsisatama) im gleichnamigen Stadtteil. Der Frachtverkehr wird heute komplett im Ende 2008 fertiggestellten Hafen in Vuosaari abgewickelt (abgesehen von Lkw, die auf den Passagierfähren mitfahren, die den Süd- und Westhafen benutzen). Die Flächen des früher für den Frachtverkehr genutzten Teiles des Westhafens und des ehemaligen Containerhafens im Stadtteil Sörnäinen sind dadurch für neue Wohnbauprojekte freigeworden.
Im Jahr 2020 wurden im Hafen 13,3 Mio. Tonnen Güter (2019: 14,4 Mio. t; 2018: 14,7 Mio. t) umgeschlagen, die Zahl der Container lag bei rund 507.000 TEU (2019: 533.810 TEU; 2018: 509.500 TEU). Im Fährverkehr gab es 2019 12,2 Mio. Reisende und 603.500 Passagiere von Kreuzfahrtschiffen, 2018 waren es 11,6 Mio. Passagiere, 520.000 auf Kreuzfahrtschiffen. Im Jahr 2013 legten insgesamt 8126 Schiffe im Hafen von Helsinki an; das entspricht einem Schnitt von etwa 22 Schiffen pro Tag. In der Sommersaison 2013 besuchten 283 Kreuzfahrtschiffe den Hafen und brachten 424.000 Tagesausflügler nach Helsinki. Das Volumen des Linienverkehrs lag 2013 bei 10,7 Millionen Reisenden im Jahr. Da sich die Passagierkapazität der Kreuzfahrtschiffe erhöht, waren es in der Sommersaison 2017 insgesamt 266 Kreuzfahrtschiffe mit 478.000 Tagesgästen; das entspricht einer Zunahme von 18,6 % zum Vorjahr. Kreuzfahrtschiffe legen je nach ihrer Größe sowohl im Südhafen als auch im Westhafen an. Außerdem überholte die Verbindung Tallinn–Helsinki–Tallinn von ihrer Passagierkapazität alle anderen Schiffsrouten in Europa, zum Beispiel auch diejenige zwischen Dover und Calais. Die Fährgesellschaften Viking Line, Silja Line, Finnlines, Tallink, Linda Line und Stella Naves Russia bieten regelmäßige Fährverbindungen nach Tallinn, Stockholm, Sankt Petersburg, Lübeck-Travemünde, Rostock und Gdynia an. Reisen mit den sogenannten Schwedenschiffen (ruotsinlaiva), die an Bord Restaurants, Nachtklubs und Tax-Free-Shops bieten, sind schon seit langem populär.
Nach dem Zusammenbruch der Sowjetunion entstanden zur rund 80 Kilometer entfernten estnischen Hauptstadt Tallinn dermaßen rege Verbindungen, dass man schon von einer gemeinsamen Großstadtregion namens Talsinki spricht. Tallinn ist wegen seiner malerischen Altstadt und des niedrigen Preisniveaus für Tagesausflügler aus Helsinki attraktiv. Umgekehrt pendeln etwa 17.500–18.500 Esten zum Arbeiten in die Region Helsinki (Stand 2011). Die Möglichkeit eines Helsinki-Tallinn Tunnels für den Schienenverkehr wurde von 2016 bis 2018 in einer von der EU finanzierten Feasibility-Studie untersucht. Dieser Tunnel wäre der längste Unterseetunnel der Welt.

### Eisenbahn
Helsinki Hauptbahnhof ist der größte Kopfbahnhof des Zugverkehrs in Finnland. Fernzüge verkehren in die wichtigsten Städte Finnlands. Außerdem ist der Hauptbahnhof Endpunkt aller Linien des Schienennahverkehrs, der das Zentrum mit den nördlichen und westlichen Vororten und Nachbarstädten verbindet. Das Bahnhofsgebäude wurde 1919 nach Plänen des Architekten Eliel Saarinen fertiggestellt und ist ein Wahrzeichen der Stadt.
Alle vom Hauptbahnhof abfahrenden Züge halten als erstes im Bahnhof Pasila, der für die Bewohner der Vororte und umliegenden Gemeinden das größte Umsteigedrehkreuz bildet. Hier teilt sich die Strecke in die Hauptbahn (päärata) über Hämeenlinna nach Tampere und die Küstenbahn (rantarata) nach Turku.

### Öffentlicher Personennahverkehr

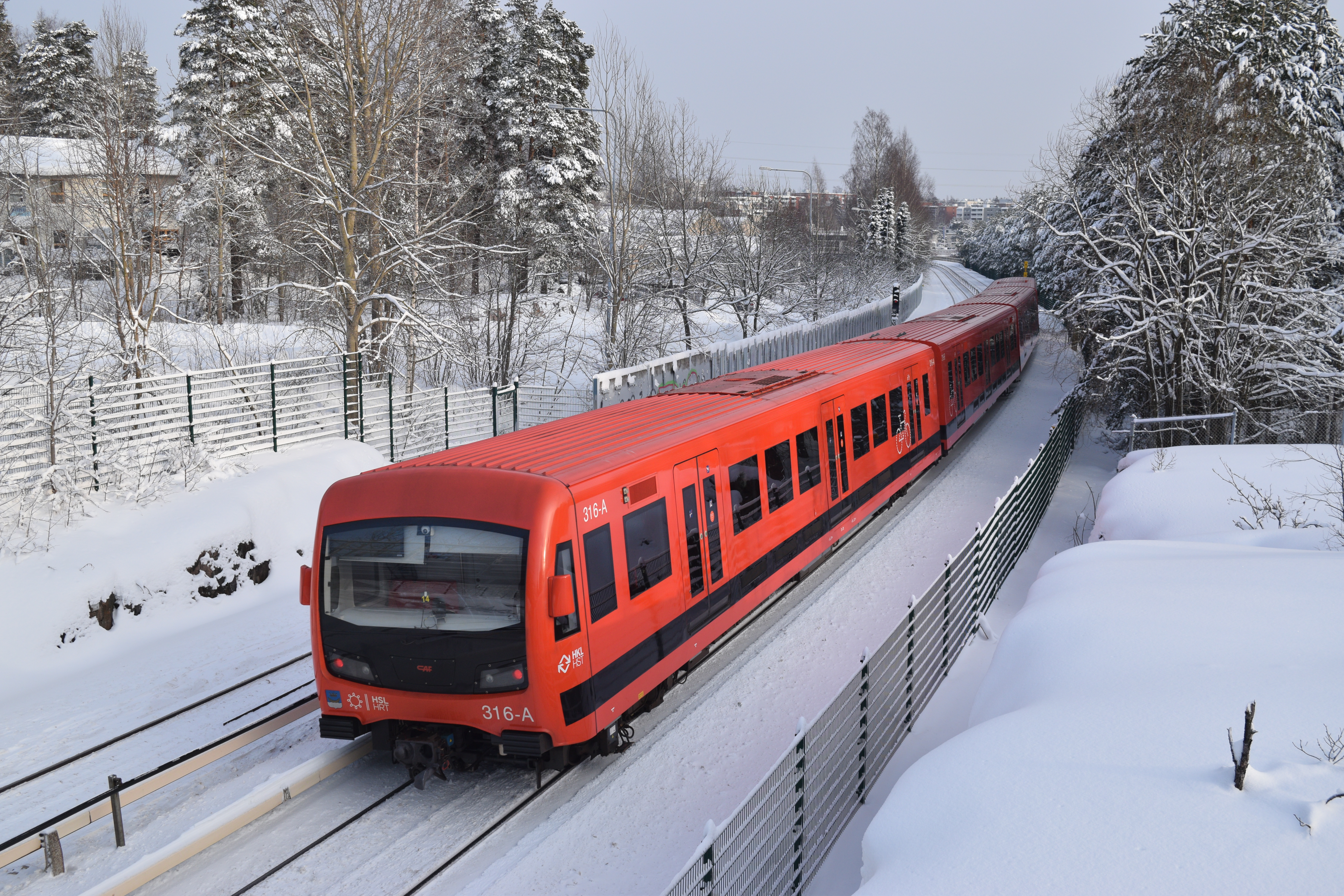
Die Metro Helsinki ist die nördlichste U-Bahn der Welt

Der öffentliche Personennahverkehr wird mit Bussen, Straßenbahn-, U-Bahn-, Nahverkehrs-Zügen und Fähren durchgeführt. Für Planung und Koordination des Nahverkehrs ist seit 2010 der regionale Verkehrsverbund HSL zuständig. Im Jahr 2010 wurden auf dem gesamten HSL-Gebiet (Helsinki, Espoo, Vantaa, Kauniainen, Kerava, Kirkkonummi, Sipoo) 326,9 Millionen Fahrgäste befördert, davon 166,6 Mio. mit Bussen, 57,1 Mio. mit der U-Bahn, 54,5 Mio. mit der Straßenbahn, 47,1 Mio. mit Nahverkehrszügen und 1,6 Mio. mit der Fähre nach Suomenlinna. Der Anteil des ÖPNV am gesamten stadtinternen Verkehrsaufkommen lag im Herbst 2014 bei 32 %.
Die 1982 eröffnete Metro Helsinki ist die einzige U-Bahn Finnlands. Sie verband zunächst das Zentrum mit dem Osten der Stadt. Durch die Inbetriebnahme der sogenannten Westmetro zwischen 2017 und 2022 wurde sie im Westen in die Nachbarstadt Espoo verlängert. Die beiden Linien der Metro (M1 und M2) verkehren zum größten Teil auf derselben Strecke, verzweigen sich aber am östlichen Ende. Das Netz mit 25 Stationen ist 35 km lang, davon befinden sich 19 Stationen im Stadtgebiet Helsinkis und die restlichen 6 in Espoo.

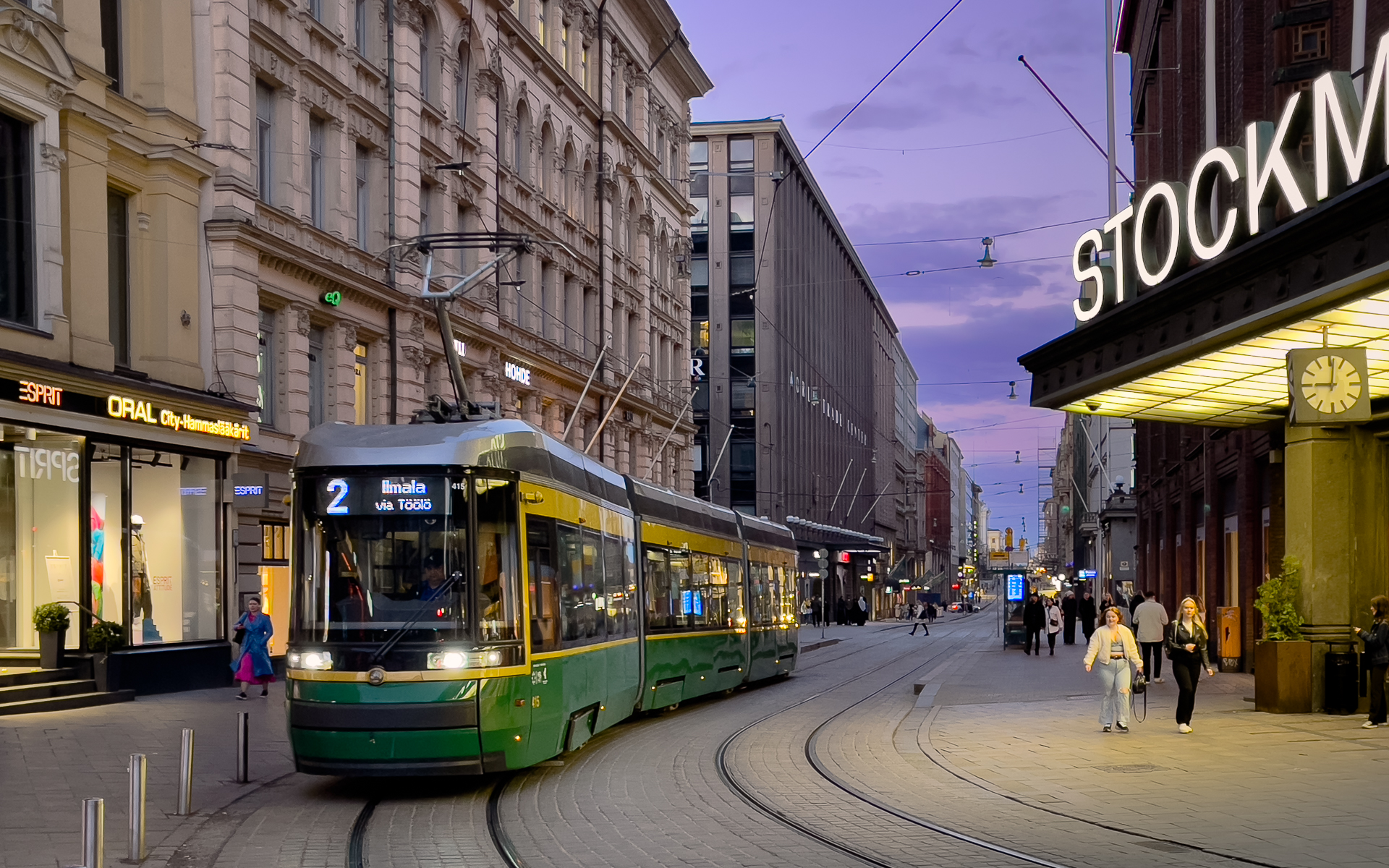
Straßenbahn in der Einkaufsstraße Aleksanterinkatu

Die Straßenbahn Helsinki ist neben der Straßenbahn Tampere der einzige Straßenbahnbetrieb Finnlands. Sie besitzt zehn herkömmliche Straßenbahnlinien, die alle in der Innenstadt verkehren, sowie mit der Linie 15 (Raide-Jokeri) eine Schnellstraßenbahnlinie, die halbringförmig vom Osten Helsinkis über die nördlichen Außenbezirke nach Espoo führt. Eine weitere Schnellstraßenbahnstrecke über die neu zu errichtenden Kruunusillat-Brücken ist im Bau.
Das Schienennahverkehrssystem ist in dieser Form das einzige des Landes. Es besteht aus Zügen, die das Zentrum Helsinkis mit Zielen nördlich und westlich der Stadt verbinden. Auch der Flughafen Helsinki wird seit 2015 von den Nahverkehrszügen angefahren. Daneben gibt es ein dichtes Busnetz. Im unterirdischen Busbahnhof im 2005 eröffneten Kampin keskus werden der Busverkehr nach Espoo und der Fernbusverkehr abgewickelt. Die Busterminals werden jeden Tag von insgesamt etwa 170.000 Fahrgästen benutzt.
Das Verkehrssystem ist weitgehend radial auf das Zentrum Helsinkis ausgerichtet. Somit sind die Verbindungen von den Außenbezirken ins Zentrum sehr gut, die Querverbindungen zwischen den Außenbezirken sind schlechter ausgebaut. Im 21. Jahrhundert wurden daher vorrangig Tangentialstrecken gebaut. Die Metrobus-ähnliche Jokeri-Buslinie im Jahr 2003 und deren Umbau in die Straßenbahnlinie 15 zwanzig Jahre später bilden einen Halbring um die Stadt, während die 2015 eröffnete Ringbahn über den Flughafen die Eisenbahnstrecken nach Tampere und Turku verbindet. Außerdem hat sich die U-Bahn mit der Eröffnung der Westmetro von einer Radial- in eine Durchmesserlinie gewandelt.

### Straßenverkehr

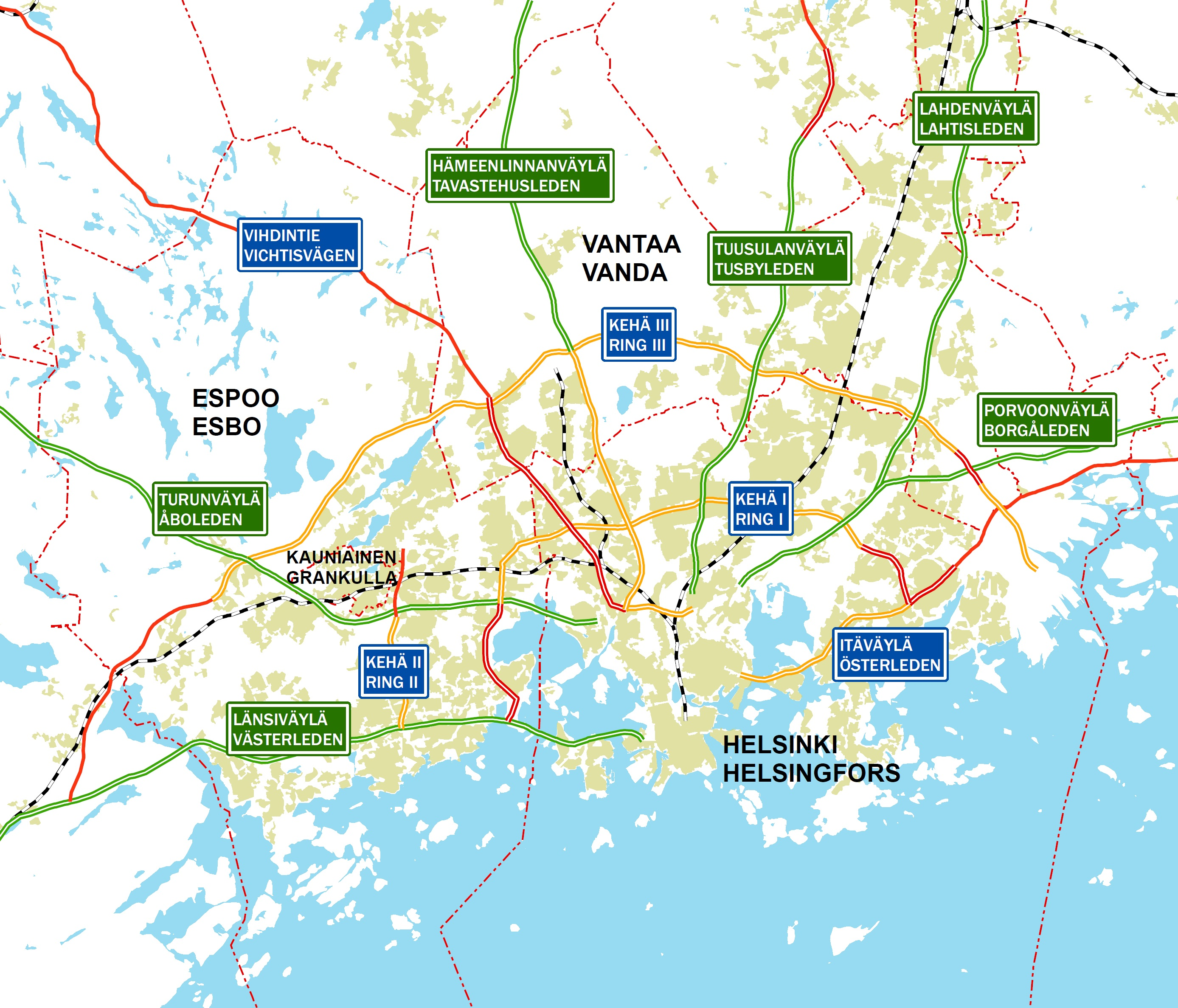
Hauptverkehrswege der Hauptstadtregion

Die Gesamtlänge des Helsinkier Straßennetzes beträgt 1078 km, davon sind 997 km asphaltiert (Stand 2007). Die Stadt wird von zwei Ringstraßen, Ring I und Ring III, umschlossen. Weil Helsinki an der Küste liegt, sind diese halbkreisförmig. Die mittlere Ringstraße (Ring II) ist ein Bruchstück geblieben, ein vollständiger mittlerer Ring ist nicht mehr geplant. Stattdessen wird die Option diskutiert, in einem sogenannten Zentrumstunnel den Ost-West-Durchgangsverkehr unter dem Zentrum hindurchzuführen.
Aus Helsinki führen acht große Ausfallstraßen heraus. Die Stadt ist Anfangspunkt der finnischen Staatsstraßen 1, 3, 4 und 7. Die Europastraßen 12, 18 und 75 folgen teilweise dem Verlauf dieser Fernstraßen. Daneben ist Helsinki Endpunkt der E 67 (Via Baltica).
Wegen des guten öffentlichen Verkehrs und der kurzen Entfernungen spielt der Pkw-Verkehr in Helsinki, insbesondere in der Innenstadt, eine vergleichsweise geringe Rolle. Im stadtweiten Durchschnitt lag der Anteil des Autoverkehrs im Herbst 2014 bei 22 % des Verkehrsaufkommens. Die Anzahl der zugelassenen Personenkraftwagen pro 1000 Einwohner, der sogenannte Motorisierungsgrad, liegt mit 403 deutlich unter dem Landesdurchschnitt von 548 (Stand: Ende 2011). Die Mehrheit der Helsinkier Haushalte hat kein eigenes Auto.
Die Politik versucht besonders den Kraftfahrzeugverkehr von außerhalb in Richtung Innenstadt durch eine Reglementierung der Parkmöglichkeiten zu begrenzen. So gibt es für Ortsfremde in der Innenstadt fast nur kurzfristige und/oder kostenpflichtige Parkplätze. Anwohnerparken wird dagegen gefördert: Dauerparkgenehmigungen sind für Anwohner relativ günstig, und für Neubauten schreibt die Stadt eine vergleichsweise hohe Mindestanzahl von Parkplätzen vor, die auf dem Grundstück zu realisieren sind (oft in einer Tiefgarage).
Helsinki verfolgt die Vision Zero, deren Ziel es ist, schwere Unfälle im Straßenverkehr zu vermeiden. Die Zahl der Verkehrstoten und möglichst auch die der schwer Verletzten soll auf null sinken. Bezüglich Verkehrstoter hat Helsinki dieses Ziel bereits in mehreren Jahren erreicht. Zu den Hintergründen und den umgesetzten Maßnahmen gab es in Deutschland Radioberichte und Fach-Fortbildungen.
Fuß- und Fahrradverkehr

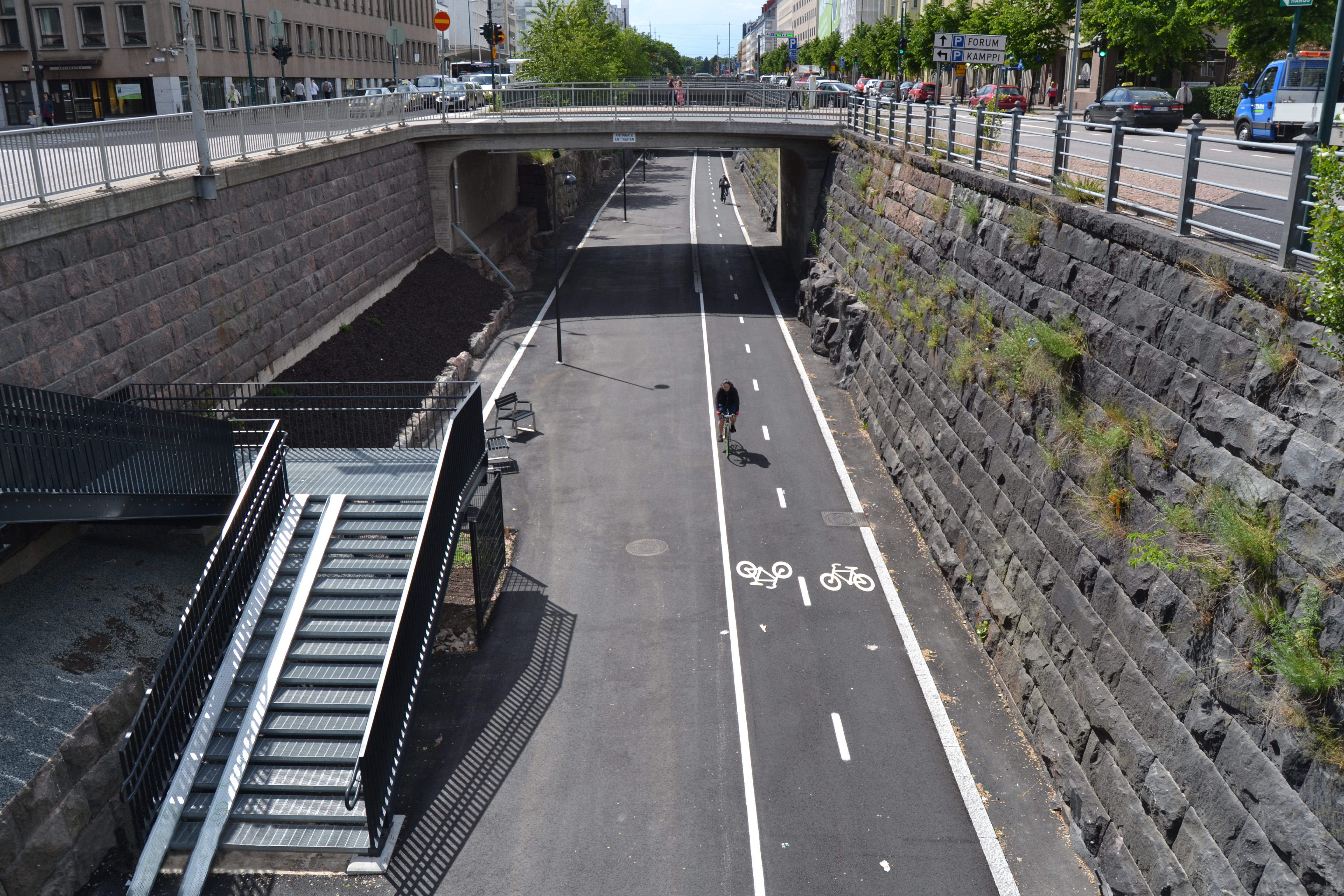
Die ehemalige Eisenbahntrasse Baana im Zentrum Helsinkis ist heute für Radfahrer und Fußgänger reserviert.

Im Herbst 2014 lag der Anteil des Fußverkehrs bei 34 % und der des Fahrradverkehrs bei 11 % des gesamten stadtinternen Verkehrsaufkommens. Die Gesamtlänge der Helsinkier Fahrradwege beträgt 1200 km, allerdings handelt es sich zu einem großen Teil um kombinierte Geh- und Radwege. Die Radwege sind auf einer Strecke von 730 km asphaltiert. Etwa 500 km der Radwege befinden sich in Grüngebieten, 90 km folgen Ufern. Die Stadt Helsinki strebte bis zum Jahr 2020 eine Anhebung des Anteils der Radverkehrs auf 15 Prozent an. Erreicht werden sollte dies insbesondere durch den Ausbau des Radwegnetzes, vor allem in der bislang relativ schlecht abgedeckten Innenstadt. Vorzeigeprojekt ist die 2012 auf einer ehemaligen Eisenbahntrasse eröffnete Baana, ein 1,3 km langer, kreuzungsfreier Radschnellweg, der von Ruoholahti mitten durchs Zentrum in die Nähe des Hauptbahnhofs führt. Auch die Instandhaltung der Radwege soll verbessert werden, vor allem die Schneeräumung während der Wintermonate. Seit Mai 2016 gibt es wieder ein öffentliches Fahrradverleihsystem mit 238 Verleihstationen, die von Anfang April bis Ende Oktober in Benutzung sind. Ein solches gab es bereits Anfang des 21. Jahrhunderts einige Jahre lang.

## Infrastruktur

### Energieversorgung

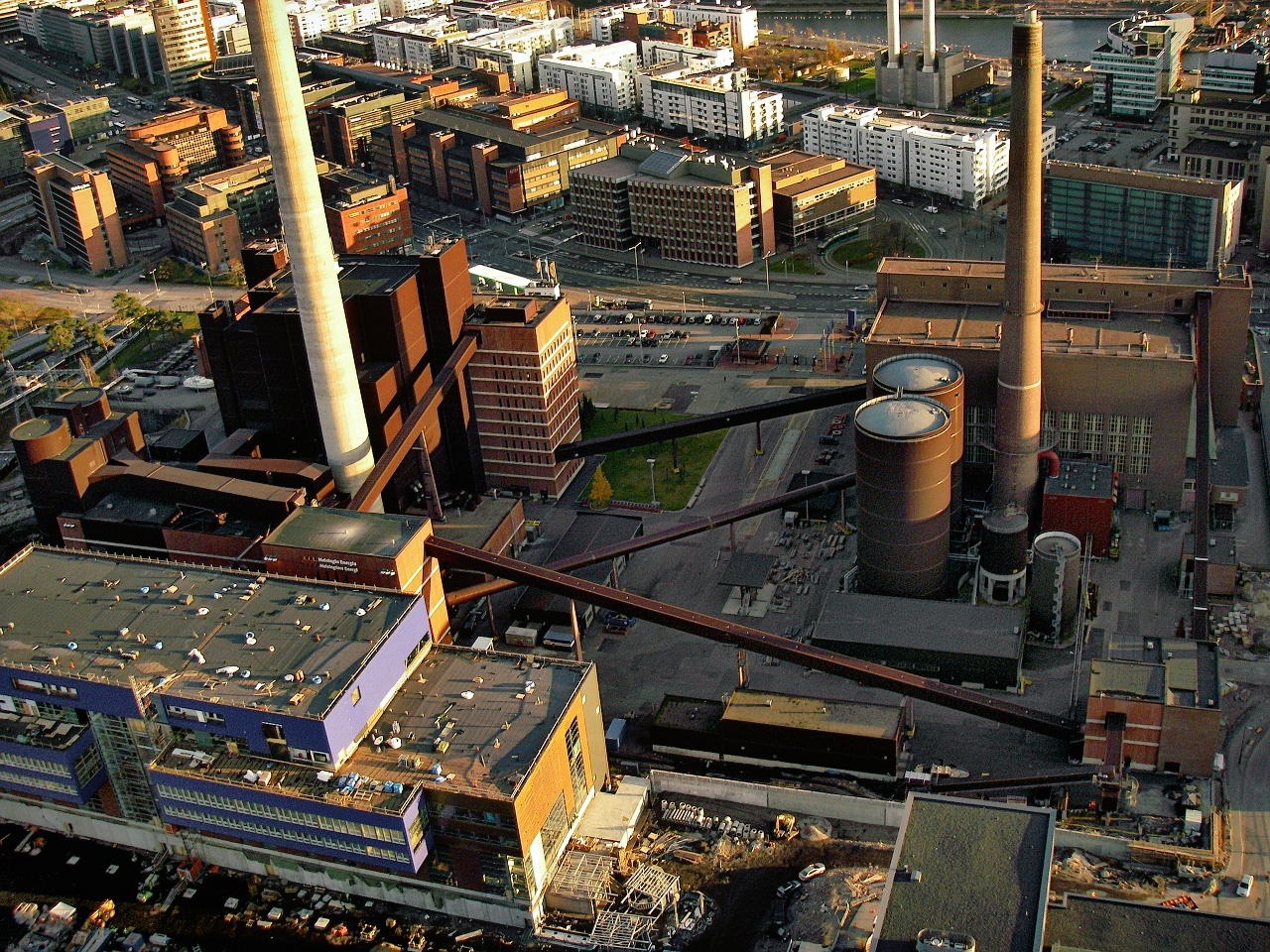
Das Kohlekraftwerk Salmisaari; im Hintergrund das kleine Ölkraftwerk Kellosaari, das als Reserve für Ausnahmesituationen dient

Die Stadt Helsinki besitzt ein eigenes Energieversorgungsunternehmen, Helsingin Energia, das Strom, Fernwärme und Fernkälte produziert und Eigentümer der entsprechenden Übertragungsnetze in Helsinki ist. Ein großer Teil der Stromabnehmer in der Stadt bezieht seinen Strom von Helsingin Energia; es gibt aber auch andere Anbieter. Das Fernwärmesystem von Helsingin Energia deckt fast die gesamte Stadt ab und befriedigt 90 % ihres Wärmebedarfs.
Es gibt in Helsinki drei größere Kraftwerke, die alle von Helsingin Energia betrieben werden und im sehr energieeffizienten Kraft-Wärme-Kopplungsverfahren gleichzeitig Strom und Fernwärme produzieren. Dies sind: ein erdgasbetriebenes Gas-und-Dampf-Kombikraftwerk mit zwei Blöcken im Stadtteil Vuosaari und jeweils ein steinkohlebetriebenes Kraftwerk in Salmisaari (Stadtteil Länsisatama) und in Hanasaari (Stadtteil Sörnäinen). Daneben gibt es eine Reihe kleinerer Anlagen. Als erneuerbare Energiequelle hat das Kraftwerk in Hanasaari seit 2012 Holzpellets in einer Pilotanlage verbrannt; seit Anfang 2018 werden Holzpellets im Kraftwerk Salmisaari für die Energieproduktion auch routinemäßig verfeuert. Das Verbrennungskraftwerk Hanasaari wird nur noch bis Ende 2024 in Betrieb bleiben und dann durch ein modernes Kraftwerk in Vuosaari ersetzt werden, das seine Energie durch (Meerwasser-)Wärmepumpen und aus erneuerbaren Energiequellen bezieht. Helsingin Energia besitzt auch Anteile an anderen Energieunternehmen, über die es auch an Wind- und Atomkraftanlagen außerhalb Helsinkis beteiligt ist.
Im Jahr 2011 wurden von Helsingin Energia und den Tochtergesellschaften 7.126 GWh Strom produziert, davon 5.081 GWh innerhalb der Stadt. Der Energiemix der gesamten Stromproduktion war wie folgt: 51 % Erdgas, 21 % Steinkohle, 20 % Atomkraft, 8 % erneuerbare Energien. Fernwärme wurde innerhalb Helsinkis 6.674 GWh produziert. Hier war der Energiemix 51 % Erdgas, 42 % Steinkohle, 4 % Öl, 3 % aus Abwässern zurückgewonnene Wärme (s. u.). Bis zum Jahr 2020 soll der Anteil der erneuerbaren Energien auf 20 % angehoben werden, bis 2050 soll die Produktion klimaneutral sein.

### Wasserversorgung

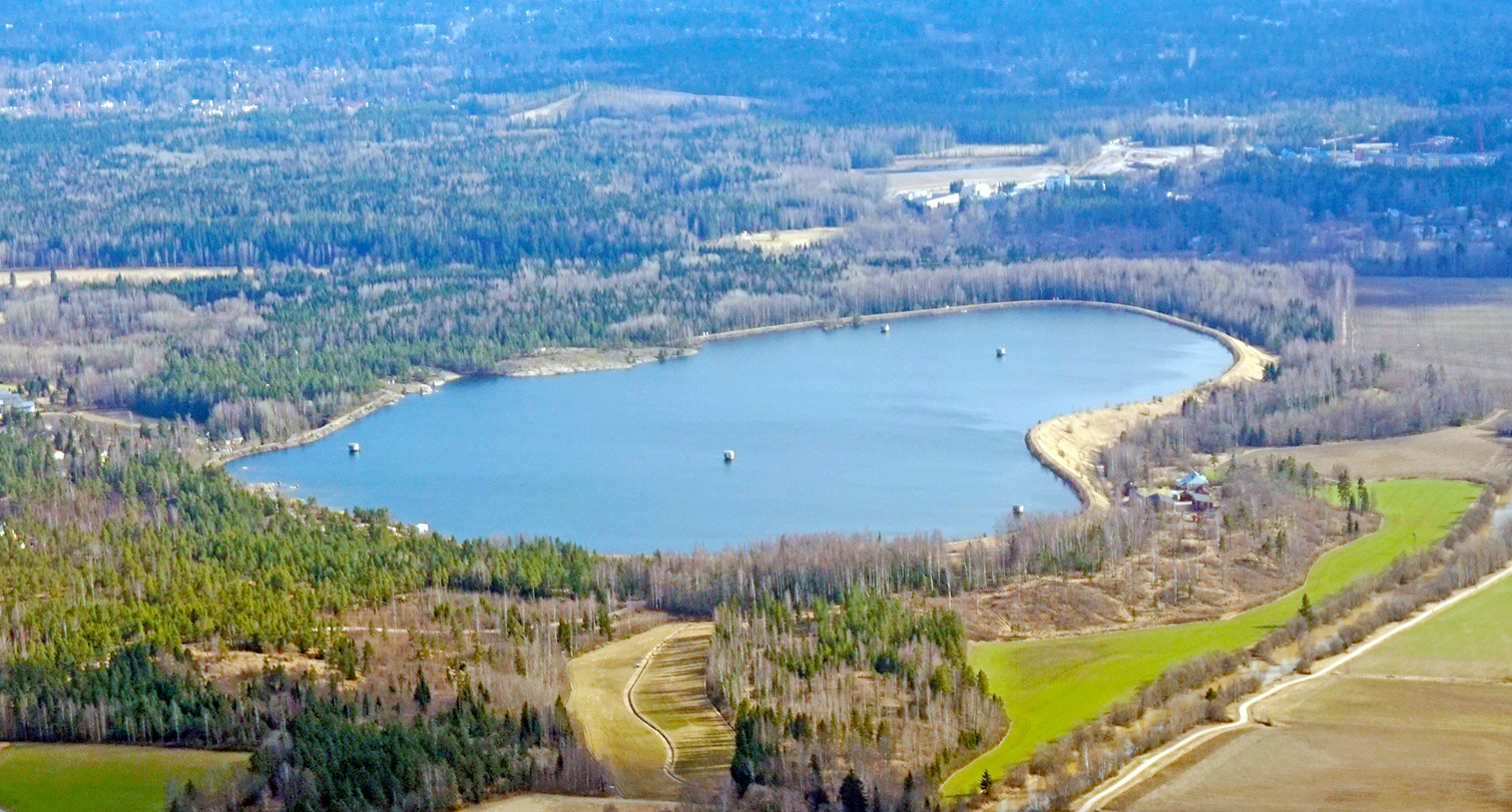
Der Silvola-Stausee in Vantaa wird vom Wasser des Päijänne-Tunnels gespeist; er dient als Wasserspeicher für die Versorgung der Hauptstadtregion.

Für die Wasserversorgung ist seit 2010 der Regionalverband HSY zuständig. Das Leitungswasser kommt aus dem etwa 120 km nördlich gelegenen Päijänne-See und wird durch den Päijänne-Tunnel, einen der längsten Felstunnel der Welt, nach Helsinki geführt. Dort gibt es zwei Wasseraufbereitungsanlagen, in denen das Wasser zu Trinkwasser aufbereitet wird: eine in Pitkäkoski und eine in Vanhakaupunki. Das qualitativ hochwertige Wasser wurde zeitweise sogar in Trinkflaschen abgefüllt ins Ausland exportiert. Nötigenfalls kann statt des Päijänne-Wassers auch das Wasser des Vantaanjoki zu Trinkwasser aufbereitet werden.
Die Abwässer werden in zwei Anlagen, in Viikinmäki in Helsinki und in Suomenoja in Espoo, gereinigt, bevor sie ins Meer geleitet werden. Als Nebenprodukt der Reinigung entsteht u. a. Biogas, welches zur Energiegewinnung genutzt wird. Außerdem wird die im Abwasser enthaltene Wärmeenergie zurückgewonnen und ins Helsinkier Fernwärmenetz eingespeist.

## Bildung und Forschung

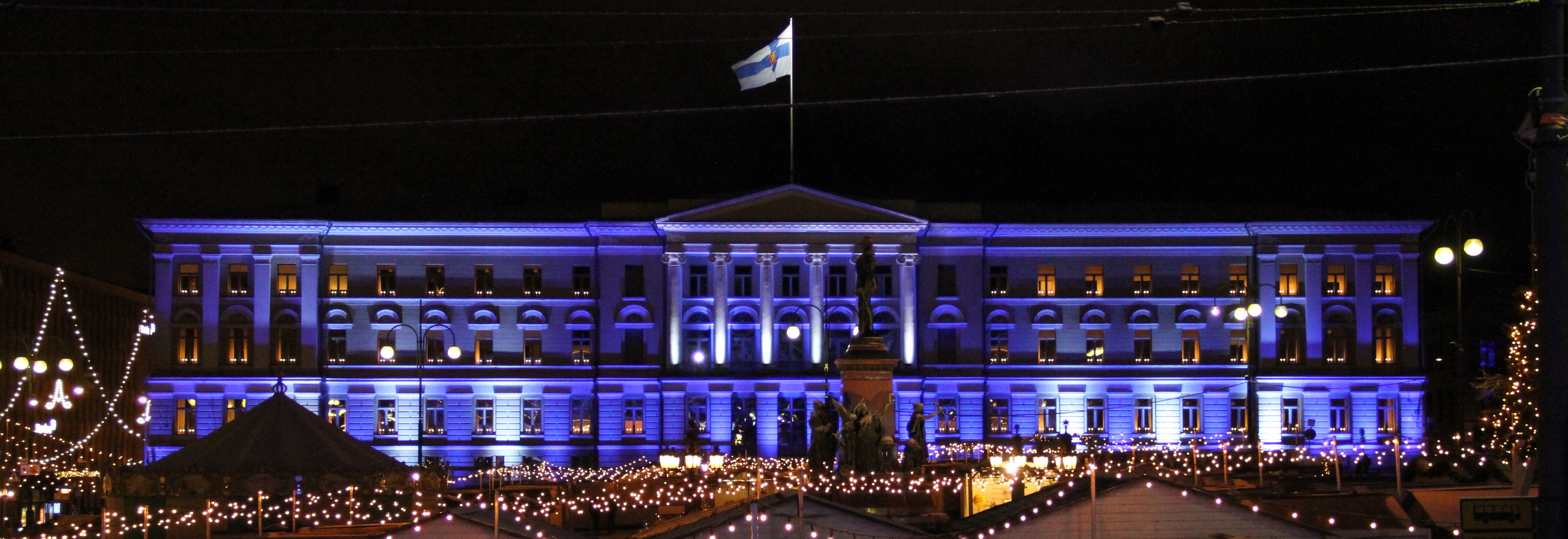
Beleuchtetes Hauptgebäude der Universität Helsinki (2017)

Die Region Helsinki ist das wissenschaftliche Zentrum Finnlands. Es gibt dort fünf Hochschulen und Universitäten mit insgesamt ca. 60.000 Studenten. Alle diese Hochschulen haben ihren Hauptsitz in Helsinki selbst, mit Ausnahme der Aalto-Universität, die ihren Hauptsitz in der Nachbarstadt Espoo hat. Dazu kommen sechs Fachhochschulen sowie mehrere unabhängige Forschungseinrichtungen wie z. B. das VTT Technical Research Centre (letzteres in Espoo).

### Hochschulen und Universitäten

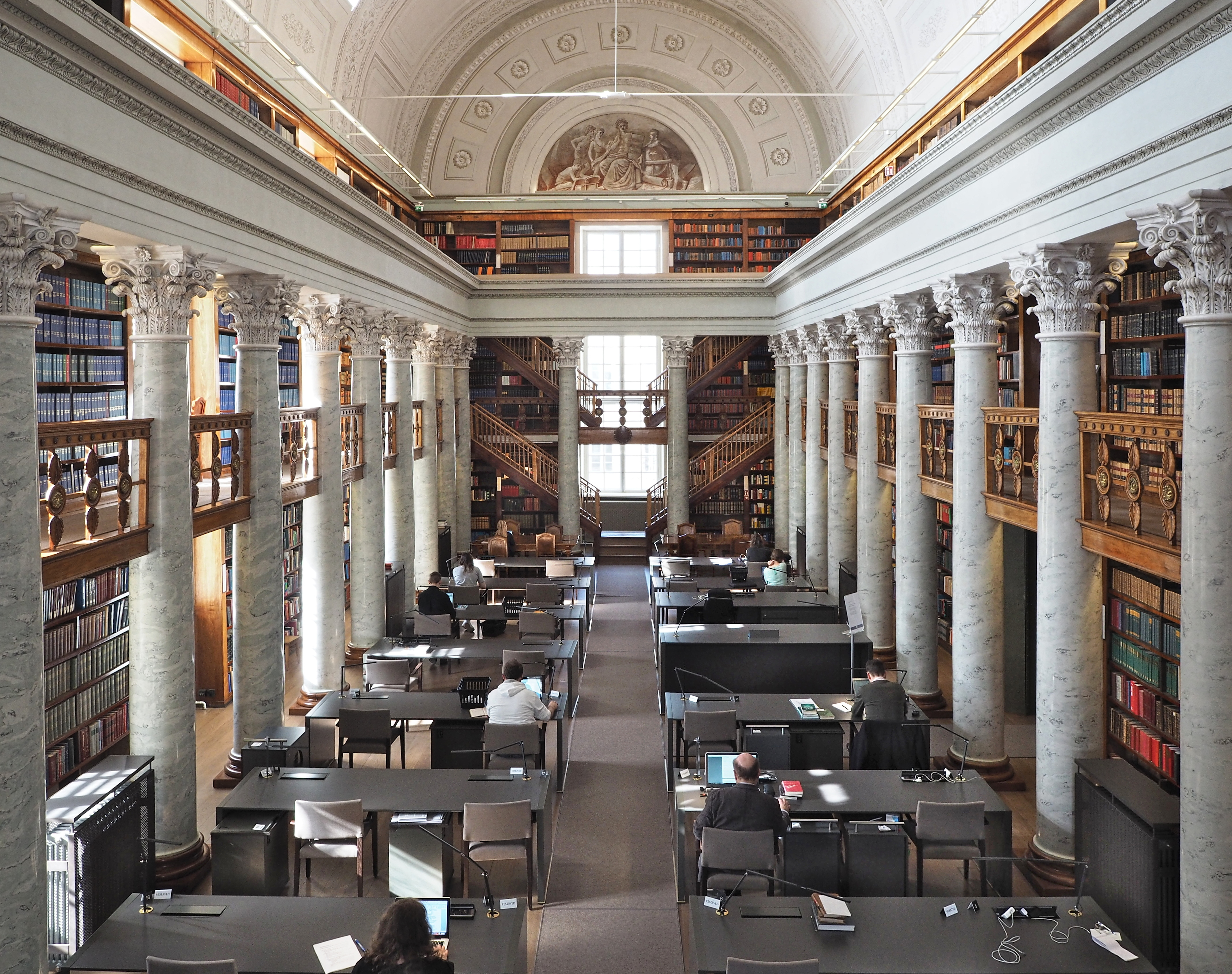
Südlicher Lesesaal der Finnischen Nationalbibliothek

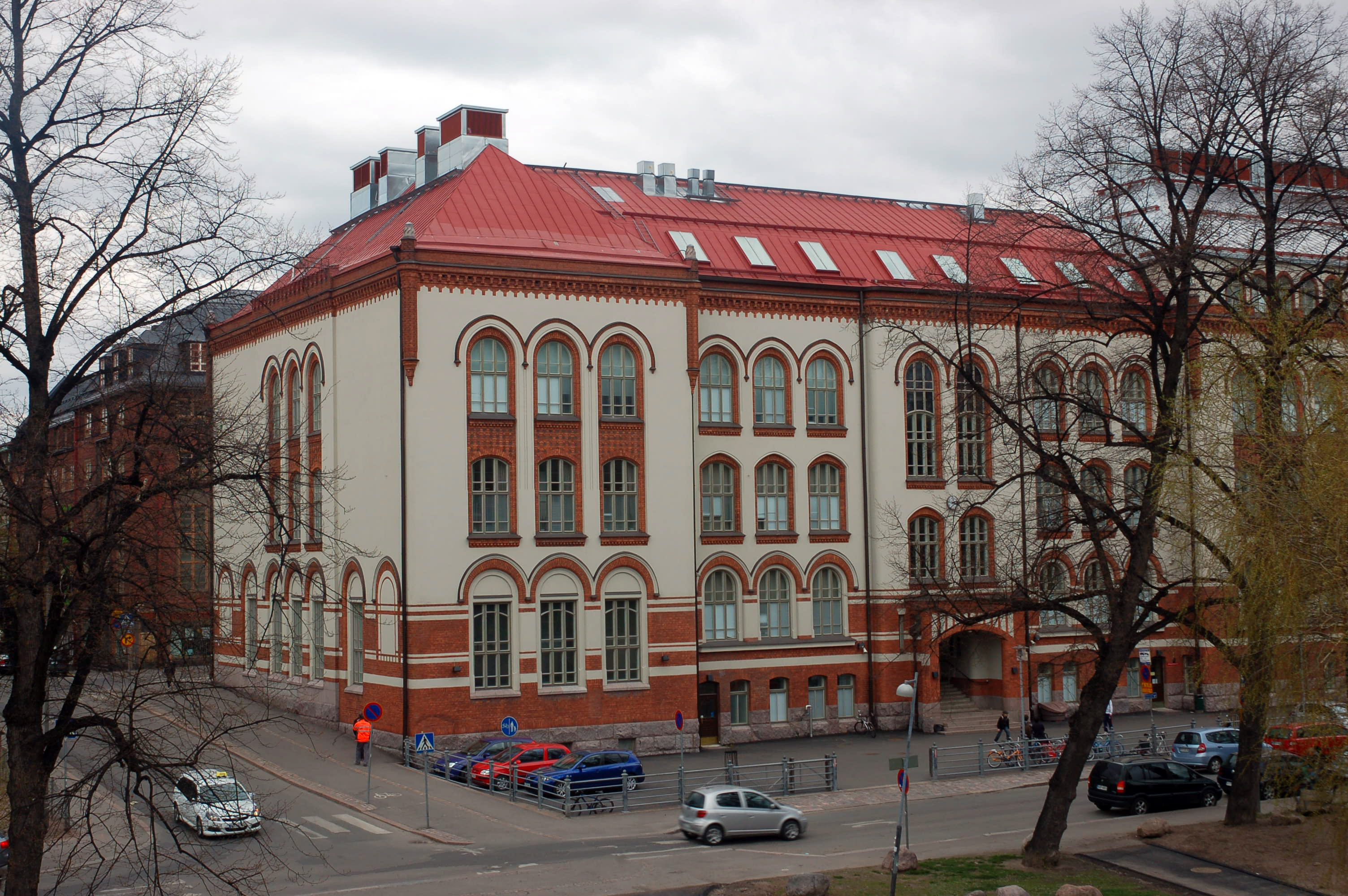
Historisches Gymnasium Helsingin normaalilyseo

Die Universität Helsinki ist die älteste und mit ca. 35.000 Studenten (Stand: 2013) auch die größte Universität Finnlands. Sie ist eine Volluniversität und Nachfolgerin der 1640 gegründeten Akademie zu Turku, die nach dem großen Turkuer Stadtbrand von 1828 nach Helsinki verlegt wurde. Das klassizistische Hauptgebäude liegt am Senatsplatz und wurde von Carl Ludwig Engel entworfen. Neben dem Campus im Zentrum gibt es drei weitere Campusse in den Stadtteilen Kumpula (Mathematik und Naturwissenschaften), Viikki (Bio- und Umweltwissenschaften, Agrarwirtschaft, Tiermedizin, Pharmazie) und Meilahti (Medizin). Bei internationalen Hochschulrankings ist die Universität Helsinki regelmäßig die bestplatzierte finnische Universität. Im Shanghai-Ranking 2014 lag sie auf Platz 73. (Zum Vergleich: Nur drei deutsche Universitäten konnten sich besser platzieren, nämlich die Ludwig-Maximilians-Universität München und die Ruprecht-Karls-Universität Heidelberg auf dem geteilten Platz 49 und die Technische Universität München auf Platz 53.)
Die nach dem Architekten und Designer Alvar Aalto benannte Aalto-Universität, deren Hauptcampus in der Nachbarstadt Espoo liegt, konzentriert sich auf Technik und Wirtschaft. Sie entstand 2010 durch die Fusion dreier vormals unabhängiger Hochschulen: der Technischen Universität Helsinki (gegründet 1849, Hochschulstatus seit 1908), der Handelshochschule Helsinki (1904/1911) und der Hochschule für Kunst und Design Helsinki (1871/1973). Im Jahr 2015 hatte die Aalto-Universität ca. 20.000 Studenten.
Die Universität der Künste Helsinki entstand im Jahr 2013 ebenfalls durch Fusion, und zwar der Sibelius-Akademie (gegründet 1882, Hochschulstatus seit 1980), der Kunstakademie Helsinki (1848/1993) und der Theaterakademie Helsinki (1979). Sie ist die einzige Kunstuniversität Finnlands und hatte im Jahr 2013 ca. 2000 Studenten.
Weiterhin gibt es die 1909 gegründete, schwedischsprachige Hanken Schwedische Handelshochschule mit ca. 2400 Studenten und die 1993 gegründete Verteidigungshochschule der finnischen Armee mit knapp 1000 Studenten.
Darüber hinaus gibt es in Helsinki fünf Fachhochschulen. Die beiden größten sind Haaga-Helia und Metropolia. Weitere Fachhochschulen sind die auf Sozialarbeit und Diakonie spezialisierte Diakonie-Fachhochschule, die auf Kultur und Jugendarbeit ausgerichtete Humanistische Fachhochschule und die schwedischsprachige Yrkeshögskolan Arcada.

### Grundschulen und Gymnasien
Die Stadt Helsinki unterhält 131 Grundschulen (peruskoulu) und 17 Gymnasien (lukio), ein Teil davon schwedischsprachig (Stand: 2013). Daneben gibt es einige private Schulen, darunter mehrere englisch- und zwei französischsprachige Schulen, eine russischsprachige und eine deutschsprachige Schule (die Deutsche Schule Helsinki).

### Bibliotheken

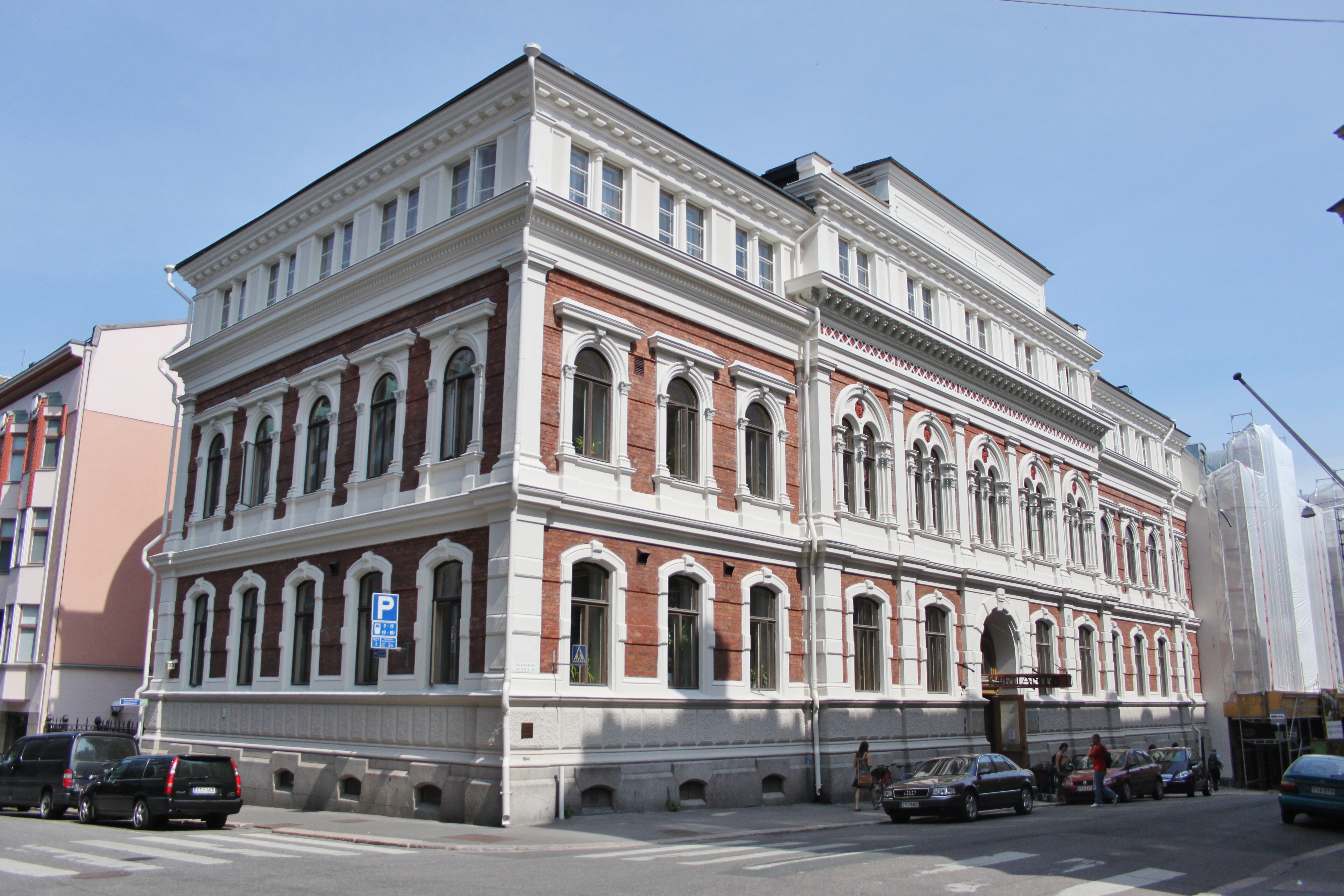
Die 1881 eröffnete Rikhardinkatu-Bibliothek war das erste von Anfang an als öffentliche Bibliothek konzipierte Gebäude der Nordischen Länder. In den 1920er Jahren wurde das Gebäude um eine Etage aufgestockt.

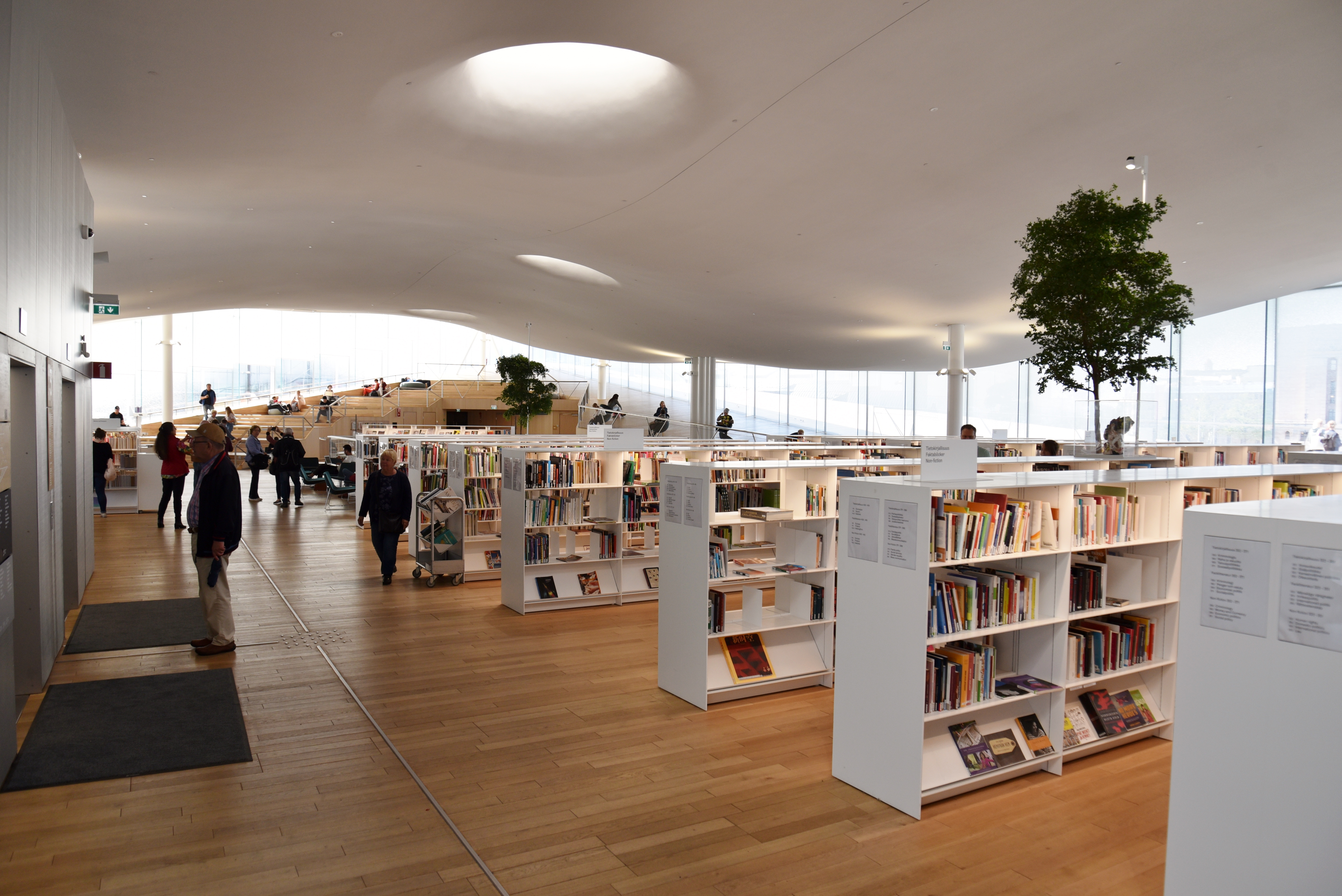
Lesesaal im dritten Obergeschoss der Oodi-Bibliothek (2019)

Die Finnische Nationalbibliothek direkt gegenüber vom Dom von Helsinki ist die älteste und bedeutendste wissenschaftliche Bibliothek des Landes. Sie ist der Universität Helsinki unterstellt und führte bis 2006 den Namen Universitätsbibliothek Helsinki. Die heutige Universitätsbibliothek Helsinki dagegen entstand 2010 durch die Fusion der diversen Fachbibliotheken der Universität und ist in einem modernen, 2012 fertiggestellten Gebäude untergebracht.
Die städtischen Bibliotheken der Hauptstadtregion (Helsinki, Espoo, Vantaa und Kauniainen) sind zu einem Verbund namens HelMet (von Helsinki Metropolitan Area Libraries) zusammengeschlossen. Dieser unterhält ein Netz von 63 eigentlichen Bibliotheken, davon 37 in Helsinki, sowie einigen anderen Einrichtungen wie z. B. sechs Fahrbibliotheken (Stand: 2015). Der Bau einer neuen Zentralbibliothek wurde im Januar 2015 vom Stadtrat Helsinkis beschlossen. Die Bibliothek Oodi entstand nordwestlich des Hauptbahnhofs und wurde im Dezember 2018 eröffnet. Zu den weiteren Bibliotheken vor Ort zählt auch die Deutsche Bibliothek Helsinki.

## Persönlichkeiten
Helsinki ist Geburtsort zahlreicher prominenter Persönlichkeiten. Dazu gehören unter anderem die Sopranistin Aino Ackté, die Designerin Aino Aalto, der Nobelpreisträger Ragnar Granit, die frühere finnische Staatspräsidentin Tarja Halonen, die Schriftstellerin und Illustratorin Tove Jansson, der Polarforscher Adolf Erik Nordenskiöld, die Schauspieler Matti Pellonpää und Kati Outinen, der Komponist Einojuhani Rautavaara, die Malerin Helene Schjerfbeck, der Gründer des Linux- und des Git-Projektes Linus Torvalds, der Schriftsteller Mika Waltari, der Sänger und Songwriter Samu Haber, der im Musikgeschäft tätige Ville Valo sowie die finnische Ministerpräsidentin Sanna Marin.